# Freileitungsmast

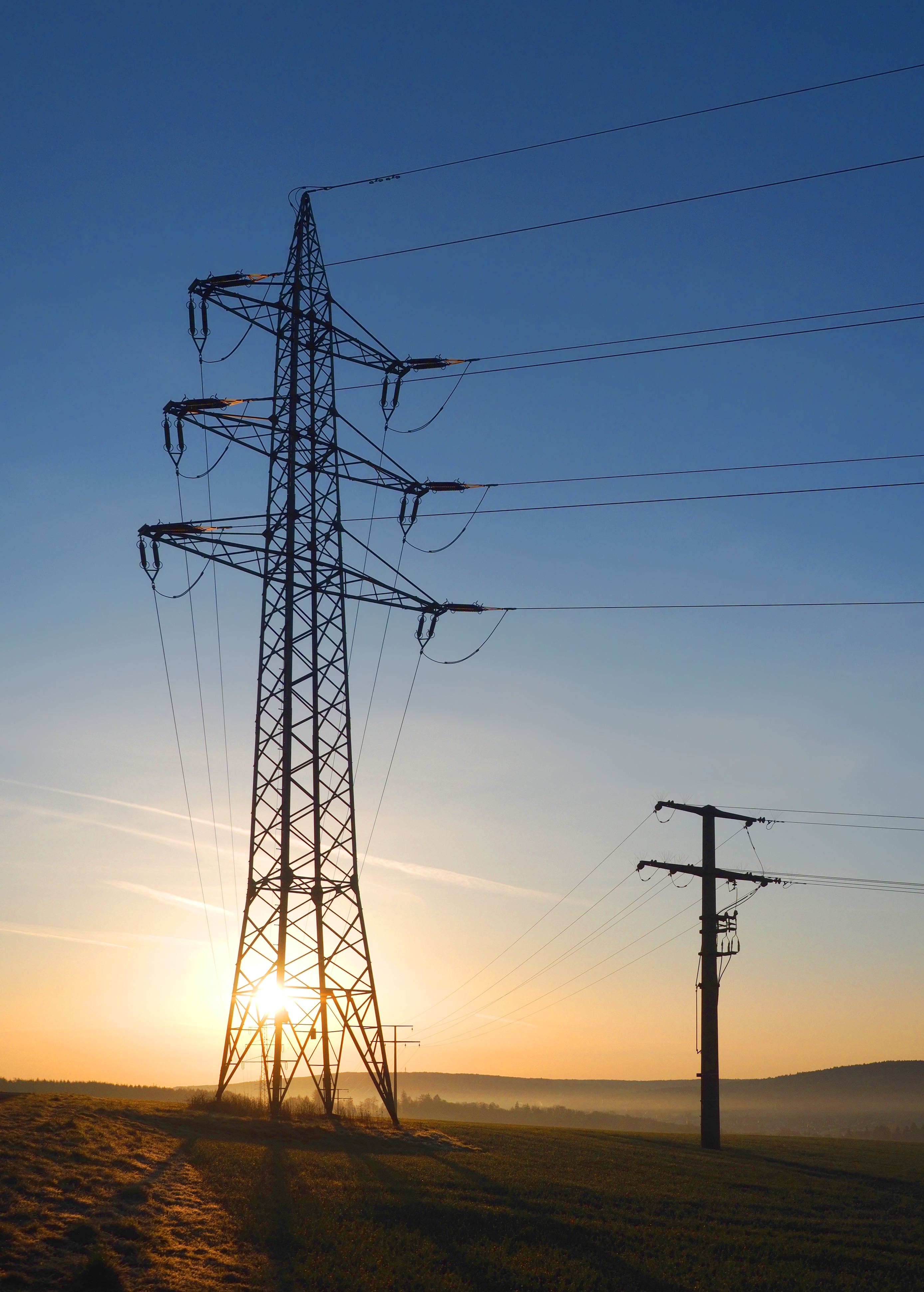
Freileitungsmasten: links ein Stahlfachwerkmast einer 110-kV-Leitung, rechts ein Betonmast einer 20-kV-Leitung mit schaltbarem Abgriff

Der Freileitungsmast (umgangssprachlich Strommast oder Hochspannungsmast) ist eine Konstruktion für die Aufhängung einer elektrischen Freileitung.
Übernimmt der Freileitungsmast eine reine Tragfunktion, so spricht man von einem Tragmast. Freileitungsmasten, an denen Sektionen von Leiterseilen enden, bezeichnet man als Abspannmast. Daneben gibt es noch Abzweigmasten für die Realisierung von Leitungsabzweigen, Kabelendmasten für den Übergang Erdkabel zu Freileitung, sowie „Endabspannmasten“ für einseitige Leiterzüge, beispielsweise als letzter Mast einer Freileitung vor Schaltanlagen (s. DIN EN 50341).
Je nach der elektrischen Spannung der Freileitung werden unterschiedliche Freileitungsmasten verwendet. Je nach vorhandenen Rohmaterialien werden die Masten aus Stahl, Beton oder aber auch aus Holz hergestellt. Im D-A-CH-Gebiet wird der Stahlmast in den oberen Spannungsebenen am häufigsten eingesetzt, während in den unteren Spannungsebenen, sowie beispielsweise als Telefonmast vorwiegend Holzmasten zum Einsatz kommen. Vermehrt werden Masttypen auch dem notwendigen Naturschutz angepasst, um beispielsweise Zugvögeln möglichst wenig Hindernis darzustellen.

## Typen

### Niederspannung (Betriebsspannung bis 1000 Volt)
In Niederspannungsnetzen werden Drehstromsysteme immer als Vierleitersystem (der Neutralleiter ist stets separater Leiter) ausgeführt. Daneben gibt es auch zweipolige Stichleitungen für die Versorgung einzelner Häuser mit Einphasenwechselstrom.
Aus diesem Grund haben Drehstromfreileitungen für Niederspannung stets vier Leiterseile: drei Phasen und einen Neutralleiter. Eine mögliche Anordnung dieser Leiterseile ist in zwei Ebenen (zwei auf der obersten, zwei auf der untersten Traverse). Daneben wird gelegentlich auch die Verlegung in einer Ebene praktiziert. Ein fünftes oder sogar sechstes Leiterseil kann vorhanden sein, wenn die Straßenbeleuchtung ebenfalls von der Freileitung gespeist wird. Im Norden und im Osten Deutschlands wird die wechselseitige Montage am Mast – links-rechts auf 45° – mit einzelnen Isolatoren bevorzugt.
Drehstromfreileitungen im Niederspannungsbereich besitzen meistens nur einen Stromkreis. Wenn zwei Stromkreise auf einen Mast parallel geführt werden sollen, wird meistens die Zwei-Ebenen-Anordnung gewählt, wobei jede Masthälfte einen Stromkreis trägt. Als Isolatoren werden meistens stehende, seltener hängende Isolatoren verwendet.
Als Masten kommen meistens Holzmasten oder Betonmasten zum Einsatz. Die Verwendung von Stahlrohr- und Stahlfachwerkmasten ist für Freileitungsmasten für Niederspannung eher selten. Häufig werden Niederspannungsfreileitungen auch mittels auf Hausdächern befestigten kleinen Stahlrohrmasten, Dachständer genannt, verlegt.

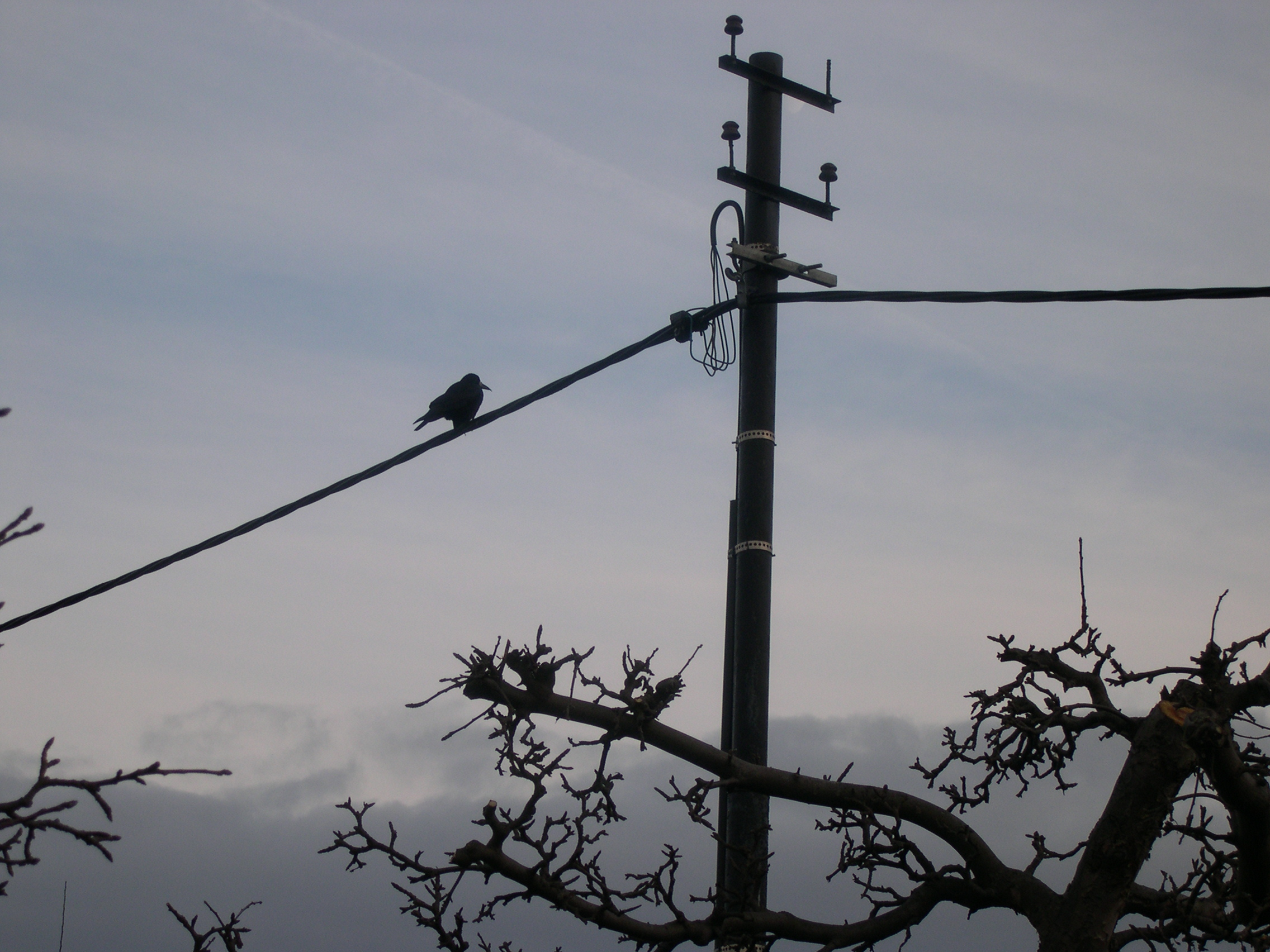
Leitungsmast in einer Gartensiedlung, unisolierte Einzeldrähte wurden gegen Luftkabel getauscht

Zweipolige Niederspannungsleitungen haben stets ein Leiterseil für eine Phase und eines für den Neutralleiter. Sie werden entweder in Ein-Ebenen-Anordnung verlegt oder weisen zwei einzelne in den Mast geschraubte Isolatoren auf. Als Masttypen können alle oben genannten Masttypen in Frage kommen.
Zweipolige Freileitungen werden auch für die Spannungsversorgung von Straßenlaternen verwendet, da Beleuchtungskörper stets für zweipolige Stromanschlüsse ausgelegt sind. Diese werden entweder an den Laternenmasten in Höhe der Beleuchtungskörper befestigt oder auch an Hängekonstruktionen über der Straße, an denen auch die Beleuchtungskörper hängen, geführt. Wenn unterschiedliche Lampengruppen zu schalten sind, kann eine zusätzliche Leitung verwendet werden. Dann hat ein solches Leitungssystem drei Leiterseile.
Erdseile werden bei Freileitungen für Betriebsspannungen unter 1.000 Volt nicht verwendet.

### Mittelspannung (1kV bis 50kV)

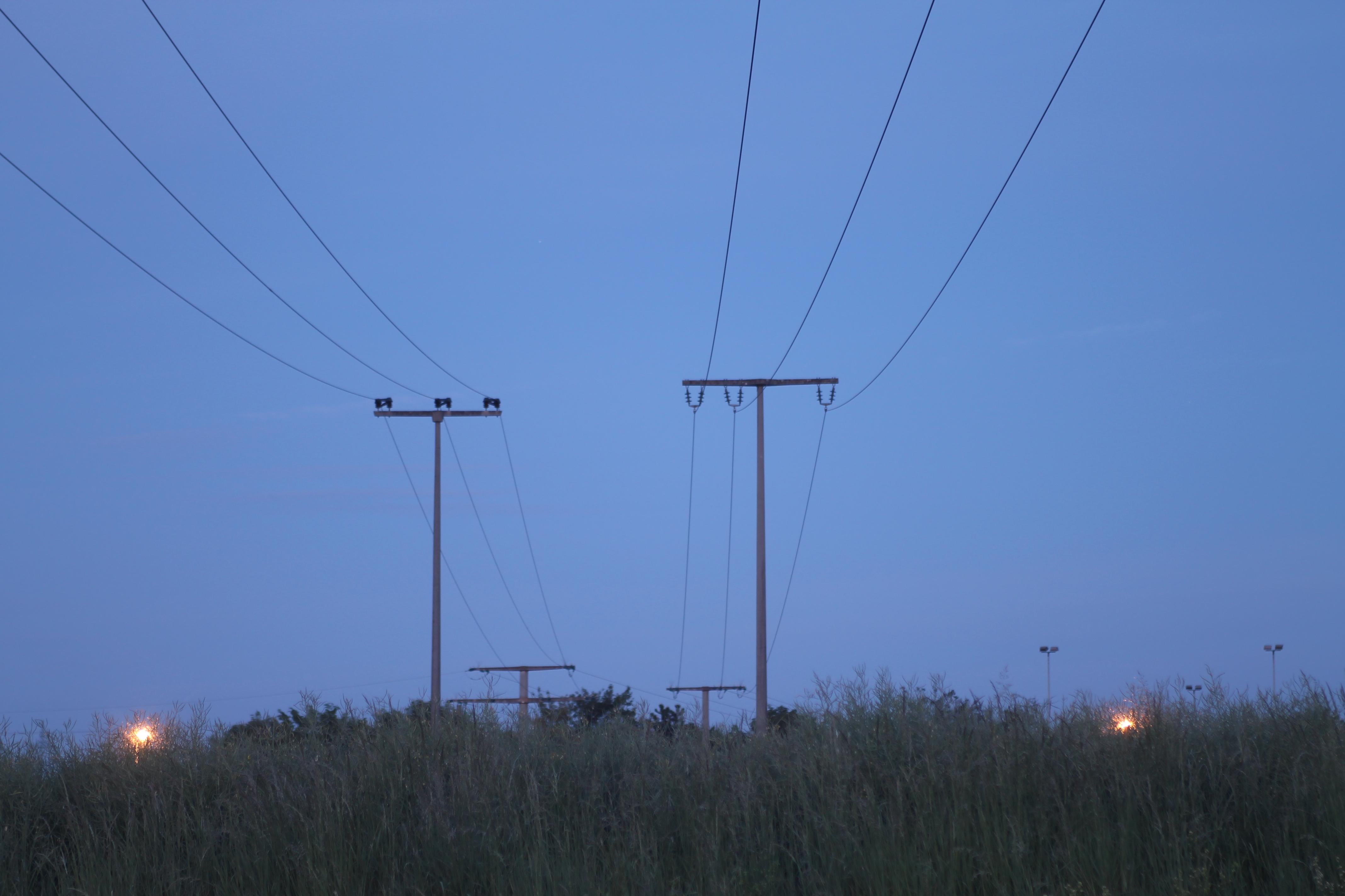
Zwei parallel verlaufende Mittelspannungsleitungen, eine mit hängenden (rechts), eine mit stehenden Isolatoren ohne Vogelschutzhauben (links)

In Mittelspannungsnetzen werden für Drehstromsysteme stets Dreileitersysteme verwendet. Der Sternpunkt wird in den Umspannstationen entweder niederohmig oder induktiv geerdet. Die Masten müssen daher für die Aufnahme von drei Leiterseilen (oder einem ganzzahlig Vielfachen davon, wenn sie mehrere Stromkreise tragen) ausgerüstet sein. Für Leitungen mit einem Stromkreis wird meistens die Einebenenanordnung verwendet. Ist nur eine geringe Trassenbreite möglich, so ist eine Anordnung in drei Ebenen versetzt am Mast sinnvoll. Für zwei Stromkreise kommen Einebenenmasten, Donaumasten, Tannenbaummasten und Tonnenmasten zum Einsatz.
Als Masten werden meistens Holz-, Stahlrohr- oder Betonmasten (Herstellung im Betonwerk), seltener Stahlfachwerkmasten verwendet. Daneben können solche Leitungen auch auf Masten für Hochspannung (110 kV), meistens auf der untersten Traverse installiert sein. Grundsätzlich müssen bei Masten, die für mehr als einen Stromkreis ausgelegt sind, nicht alle Stromkreise beim Bau der Leitung auf denselben installiert werden. Eine nachträgliche Installation fehlender Stromkreise zu einem späteren Zeitpunkt ist weit verbreitet.
Als Isolatoren kommen sowohl stehende als auch hängende Isolatoren zum Einsatz. Erstere ermöglichen eine geringere Bauhöhe der Masten, doch ist die Gefahr von Blitzeinschlägen groß. Letztere ergeben eine größere Sicherheit vor Blitzeinschlägen und können größere Lasten tragen. Die Leitungen auf stehenden Isolatoren stellen auch eine Gefahr für große Vögel dar, die auf der Traverse zwischen den Isolatoren landen oder abfliegen und dabei leicht Erd- oder Kurzschlüsse verursachen können. Zur Vermeidung werden manche Leitungen im Mastbereich mit Kunststoffhauben abgedeckt oder in sicherem Abstand über der oberen Traverse eine Ansitzstange montiert.
Erdseile werden bei Freileitungsmasten für Mittelspannungsnetze nur in Ausnahmefällen verwendet.
Eine Besonderheit bei Freileitungen in diesem Spannungsbereich sind Freileitungsmasten, die auf einer Plattform eine Umspannstation tragen (Masttransformator) und Freileitungsmasten, auf denen ein vom Erdboden aus mit einer langen Stange bedienbarer Trennschalter (Masttrenner) montiert ist.

### Hoch- und Höchstspannungsleitungen (50kV und mehr)

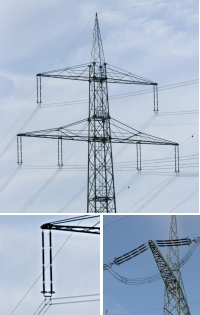
Tragmast mit Isolator (unten links); Isolatorgruppe eines Abspannmasts zum Vergleich (unten rechts)

Wie in der Mittelspannungsebene so sind auch in der Hochspannungsebene Drehstromsysteme stets Dreileitersysteme, allerdings sind Ausnahmen möglich, wenn zum Beispiel die Erdschlusslöschspule zur Erdschlusskompensation nicht unmittelbar beim Leistungstransformator steht. Die verwendeten Masten müssen daher ebenfalls für die Aufnahme von drei Leiterseilen, oder einem ganzzahlig Vielfachen davon, wenn sie mehrere Systeme tragen, ausgerüstet sein. Als Isolatoren werden stets Hängeisolatoren verwendet, als Masten meistens Stahlfachwerkmasten (Gittermasten). Außerhalb Europas finden sich Stahlrohrmasten mit Isoliertraversen, welche oft entlang der Straße geführt werden. In Südamerika und Osteuropa sind Betonmasten auch für Hochspannungsleitungen verbreitet. Stahlrohrmasten oder Betonmasten sind in Deutschland seltener zu finden, Holzmasten werden in Deutschland nur in Ausnahmefällen eingesetzt.
Fast immer wird ein Erdseil für den Blitzschutz verwendet. Für erhöhte Anforderungen an den Blitzschutz ist die Verwendung von zwei Erdseilen, die entweder an der Oberseite der obersten Traverse, einer Erdseiltraverse oder V-förmigen Erdseilspitzen montiert sind, möglich.
Freileitungsmasten für Hoch- und Höchstspannungsleitungen sind in Deutschland (und einigen anderen Ländern) meistens für die Aufnahme von zwei oder mehr Drehstromsystemen ausgelegt. Für zwei Drehstromsysteme wird in Westdeutschland meistens der Donaumast, seltener der Tannenbaummast, Tonnenmast oder Mast für Einebenenanordnung verwendet. In Ostdeutschland ist bei Freileitungen die Einebenenanordnung eine typische Erscheinungsform. Bei Masten für mehrere Stromkreise ist es nicht nötig, alle Stromkreise beim Bau der Leitung auf den Masten zu installieren. Die Praxis einer nachträglichen Installation einzelner Stromkreise ist weit verbreitet.
Häufig werden auf Freileitungsmasten für 110-kV-Leitungen auch Mittelspannungsleitungen parallel zu diesen geführt. Auch eine Parallelführung von 380-kV-, 220-kV- und 110-kV-Leitungen auf demselben Mast ist üblich. Manchmal erfolgt auch, insbesondere bei 110-kV-Stromkreisen, eine Parallelführung zu Bahnstromleitungen.
Einzelne Masten werden auch des Öfteren mit Mobilfunkanlagen bestückt. In den Erdseilen sind häufig Lichtwellenleiter zu finden.

### Bahnstromleitung

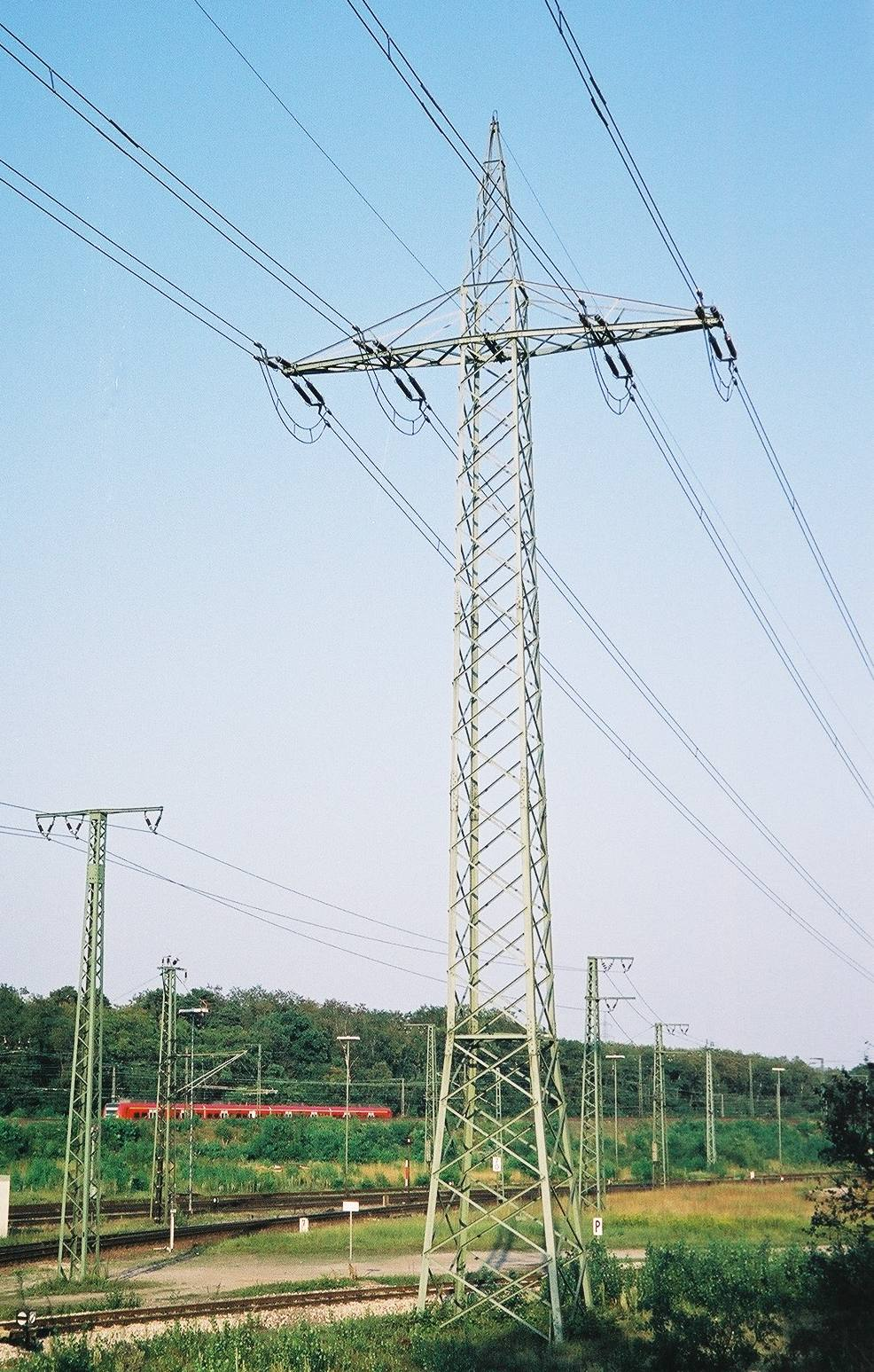
Typischer Hochspannungsmast einer Bahnstromleitung in Deutschland

Freileitungsmasten für Bahnstromleitungen entsprechen in ihrer Konstruktion Masten für 110-kV-Hochspannungsleitungen. Es werden meistens Stahlfachwerkmasten, seltener Stahlrohr- oder Betonmasten eingesetzt. Allerdings sind Bahnstromsysteme zweipolige Wechselstromsysteme, so dass Bahnstrommasten für die Aufnahme von zwei Leiterseilen (bzw. einem ganzzahligen Vielfachen davon, meistens 4, 8 oder 12) ausgelegt sein müssen. Im Regelfall tragen die Masten von Bahnstromleitungen zwei Stromkreise, so dass sie vier Leiterseile besitzen. Diese werden meistens in einer Ebene angeordnet, wobei ein Stromkreis die rechte und einer die linke Masthälfte besetzt. Bei vier Stromkreisen Bahnstrom ist die Zweiebenen- und bei sechs Stromkreisen Bahnstrom die Dreiebenenanordnung möglich. Bei beengten Platzverhältnissen ist auch die Anordnung eines Stromkreises in zwei Ebenen möglich.
Bei Parallelführung zu Hochspannungsleitungen für Drehstrom ist für die Bahnstromkreise meistens eine separate Traverse vorgesehen. Wenn Bahnstromleitungen parallel zu 380-kV-Leitungen geführt werden, muss die Isolation auf 220 kV verstärkt werden, da im Fehlerfall der Drehstromleitung gefährliche Überspannungen auftreten können. Bahnstromfreileitungen werden meistens mit einem Erdseil ausgestattet. In Österreich ist auch die Verwendung von zwei Erdseilen bei Bahnstromfreileitungen üblich.
Bahnstromleitungen können auch auf einer Traverse auf verlängerten Oberleitungsmasten verlegt werden. Hierbei wird meistens bei zweikreisigen Bahnstromleitungen entlang zweigleisiger Bahnstrecken jeder der beiden Oberleitungsmasten für eine Traverse mit einem Stromkreis ausgerüstet. Gelegentlich kommt auch eine Zweiebenenanordnung beider Stromkreise zum Einsatz. Die sonst bei Bahnstromleitungen gebräuchliche Einebenenanordnung ist, da Oberleitungsmasten einen kleineren Querschnitt haben als übliche Bahnstromfreileitungsmasten, für diesen Zweck eher unüblich.

### Hochspannungs-Gleichstrom-Übertragung

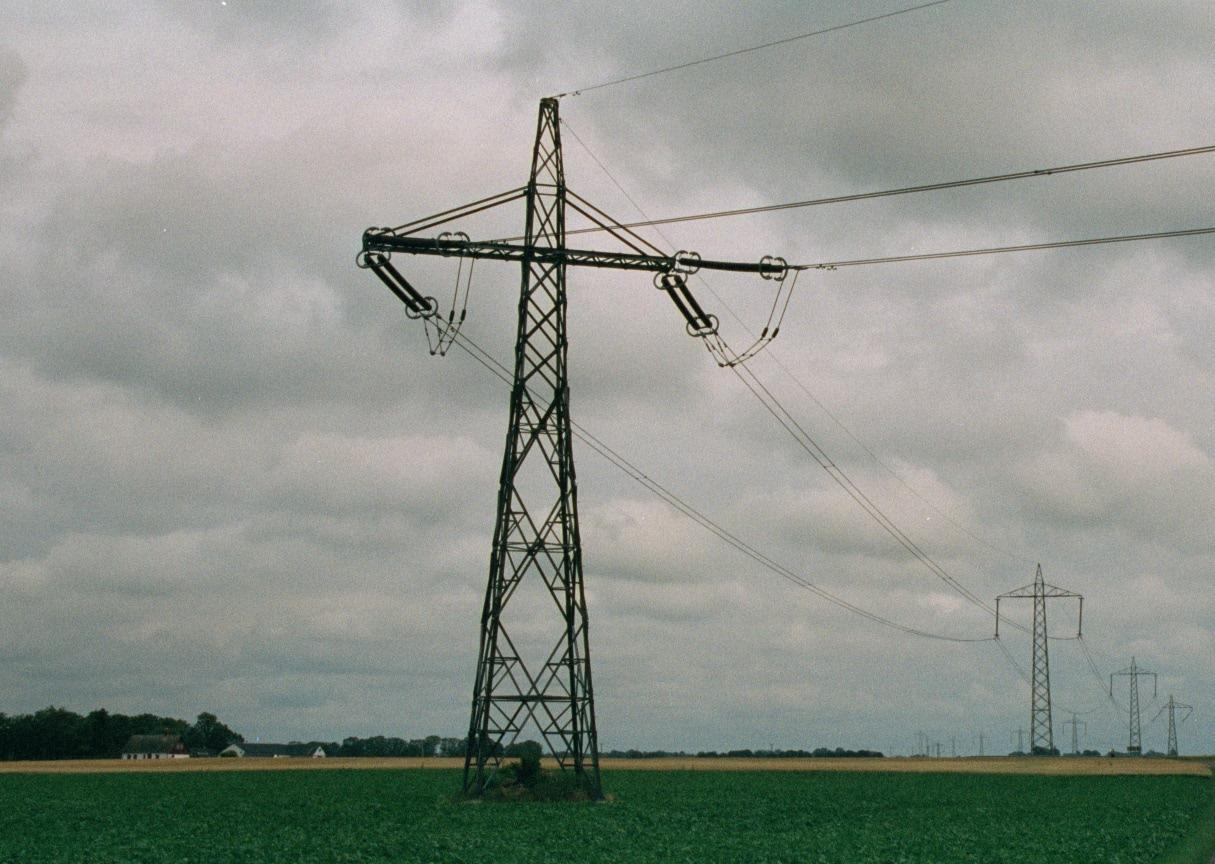
Freileitungsmast der HGÜ Baltic Cable

Hochspannungs-Gleichstrom-Übertragungen (HGÜ) sind entweder ein- oder zweipolige Systeme. Aus diesem Grund werden hier ein- oder zweipolige Leitungen verwendet. Bei zweipoligen Systemen wird meistens die Einebenenanordnung der Leiterseile verwendet und auf jeder Masthälfte je ein Pol verwendet. Freileitungsmasten für Hochspannungs-Gleichstrom-Übertragungen werden meistens mit einem, manchmal auch mit zwei Erdseilen ausgestattet. Bei manchen Anlagen werden das oder die Erdseile als Leitung zur Erdungselektrode verwendet. Hierfür müssen diese, um elektrochemische Korrosion der Masten zu verhindern, an mit Funkenstrecken überbrückten Isolatoren am Mast befestigt sein. Daneben kann die Elektrodenleitung auch als zusätzlicher Leiter ausgeführt sein. Bei einpoligen Hochspannungs-Gleichstrom-Übertragungen können Masten mit nur einem Leiterseil zum Einsatz kommen. Häufig werden aber bei solchen Anlagen die Masten schon für einen späteren zweipoligen Ausbau der Leitung ausgelegt. In diesen Fällen werden aus statischen Gründen häufig auf beiden Masthälften die Leiterseile installiert, wobei der eine Pol entweder bis zum zweipoligen Ausbau als Leitung zur Erdungselektrode oder parallel geschaltet mit dem anderen Pol betrieben wird. Im letzteren Fall ist die Leitung von der Stromrichterstation zur Erdungselektrode als Erdkabel, als separate Freileitung oder unter Verwendung des Erdseils ausgeführt.

#### Elektrodenleitungen
Bei manchen HGÜ-Anlagen ist die Leitung von der Stromrichterstation zur Erdungselektrode teilweise oder vollständig als Freileitung auf separater Trasse ausgeführt. Solche Leitungen ähneln in der Ausführung Mittelspannungsleitungen, allerdings mit nur ein oder zwei Leitern. Diese müssen, um elektrochemische Korrosion der Masten zu verhindern, stets mit Isolatoren an diesen befestigt sein. Wie bei Mittelspannungs-Freileitungen können Masten für Elektrodenleitungen als Holzmast, Betonmast oder Gittermast ausgeführt sein.

### Kompaktmast
Raumoptimierte- oder Kompaktmasten werden als Mastbauweisen definiert, die zur Verringerungen von Trassenbreiten bei gleicher Masthöhe oder zu geringeren Masthöhen bei gleicher Trassenbreite führen. Im Bereich der Höchstspannung kann durch kompakte Mastbauweisen bei gleicher Masthöhe die Trasse inklusive Schutzzone um bis zu 50 % reduziert werden. Die Breite des Schutzstreifens beträgt etwa 18 m zu beiden Seiten der Mastachse bei einer Höhe der Masten zwischen 40 und 60 Meter – unter Einhaltung aller aktuell gültigen normativen und technischen Vorgaben.
Die Standfläche der Kompaktmasten ist dabei deutlich geringer als die der konventionellen Masten. Die kompaktere Bauweise (je nach Anordnung der Leiterseile) kann zudem zu einer schnelleren Abnahme der elektro-magnetischen Feldstärke im Vergleich zu Standardbauweisen führen. Gleichzeitig ergibt sich ein anderes optisches Erscheinungsbild, das – je nach Lösung – in öffentlichen Befragungen tendenziell positiver und moderner bewertet wurde und dadurch zu einer höheren Akzeptanz in der Bevölkerung beitragen kann. Dies wurde weiterhin in zahlreichen Projekten mit Kompaktmasten im Hochspannungsbereich (110 kV) aufgezeigt.
Die Lebensdauer der Kompaktmasten liegt bei rund 80 bis 100 Jahren. Im europäischen Verbundnetz werden raumoptimierte Leitungen bereits in Italien, Frankreich, Dänemark, Polen, Finnland, Schweiz und den Niederlanden eingesetzt.

## Montage

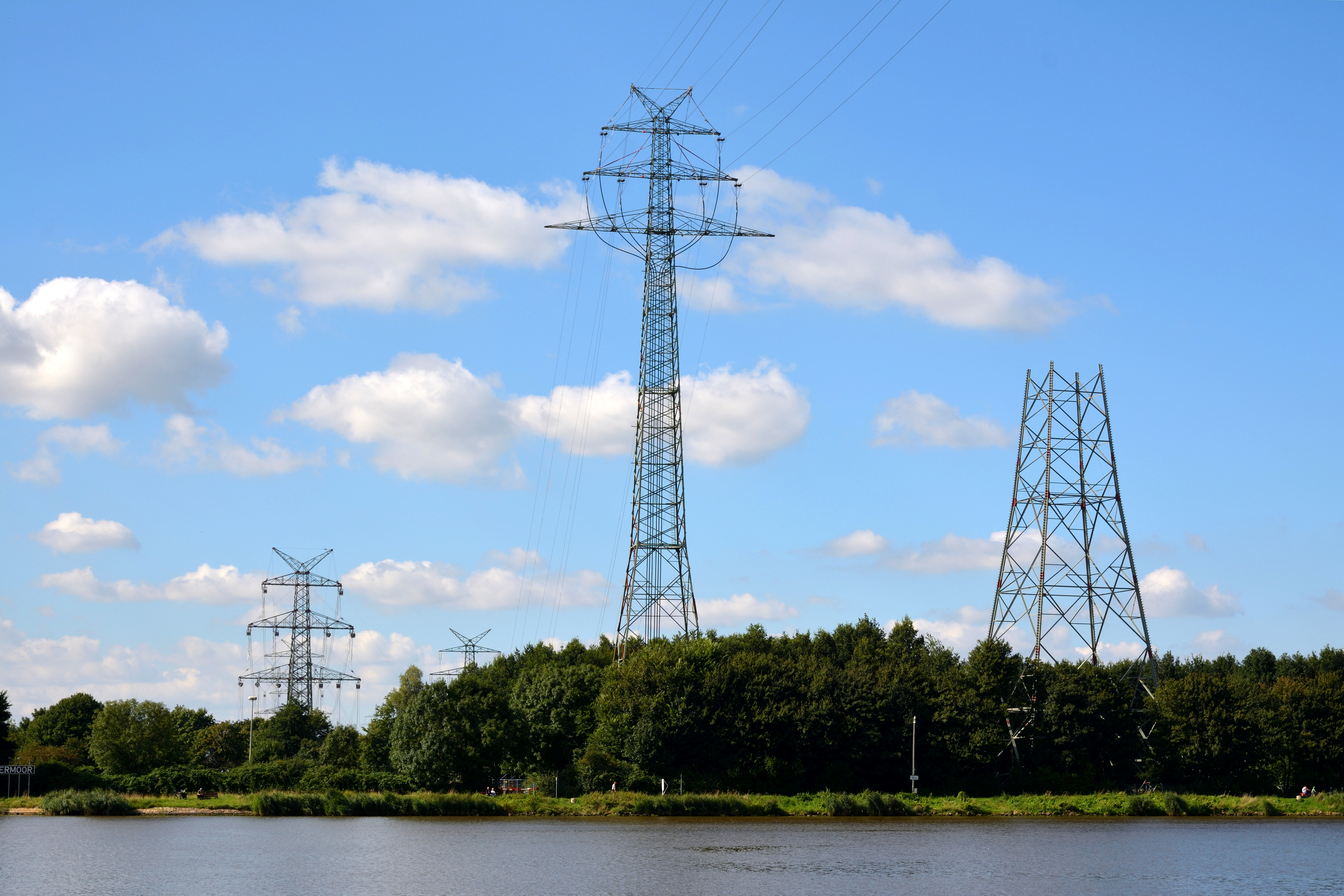
Neubau eines Mastes über den Nord-Ostsee-Kanal der Westküstenleitung

Hochspannungsmasten aus Holz oder Beton werden im Regelfall als Ganzes angeliefert und am Aufstellungsort aufgerichtet. Dieses gilt auch für Stahlrohrmasten. Auch Gittermasten können liegend zusammengebaut werden und dann mittels Seilzug aufgerichtet werden. Obwohl dieses Verfahren wegen der Reduzierung von Arbeiten in größerer Höhe auch heute noch interessant ist, wird es im Regelfall wegen des nötigen Montageplatzes kaum noch angewandt. Häufiger werden Gittermasten gestockt. Das heißt, die einzelnen Mastabschnitte (Schüsse, Ausleger und Spitze) werden einzeln mittels eines Autokranes hinaufgehoben. Oben werden die Teile von Monteuren befestigt und verschraubt. Sollte genug Platz für eine Vormontage vorhanden sein, kann man auch optional die einzelnen Teile des sogenannten „Oberteiles“ mit einem Ladekran zusammensetzen. Der Vorteil dieser Montageart ist die Zeit- und somit auch Geldersparnis, da sich die meisten Leitungsbaufirmen einen Autokran mieten müssen. Allerdings erhöht sich dadurch der Flurschaden um ein Vielfaches. Hochspannungsmasten an unzugänglichen Stellen, wie im Gebirge, werden auch mit Helikoptern montiert. Es ist auch üblich, Gittermasten durch Einsetzen weiterer Elemente in ihrer Höhe zu vergrößern, um zum Beispiel die Leitungshöhe für Bauprojekte unter der Leitung zu erhöhen. Solche Arbeiten werden in der Regel mit einem Kran, manchmal auch mit einem Helikopter durchgeführt.
Gittermasten können bei Bedarf demontiert und gegebenenfalls an einem neuen Standort wiederaufgebaut werden. Allerdings ist dieses in der Praxis durchaus übliche Vorgehen nur bei Konstruktionen sinnvoll, die sich in gutem Zustand befinden.

## Besteigen
Spätestens um Hebe- oder Zugzeug vom frisch errichteten Mast abzunehmen wird dieser bestiegen, was auch für die Montage von Isolatoren und Leiterseilen nötig ist. Stahlfachwerkmasten haben typisch an einer Kante von beiden Flächen des L-Profils wechselweise rechtwinkelig abstehende zeigefingerstarke Tritteisen montiert. Diese horizontalen Bügel sind am freien Ende gegen Abrutschen mit einer Scheibe oder eine Aufbiegung versehen. Die untersten Bügel dürfen vom Boden aus erst mittels einer Leiter erreichbar sein. Hohe Betonmasten haben meist rechtwinkelig-U-förmige Bügel die mit beiden Schenkeln im Beton vergossen oder verschraubt sind, der Auftritt (Querriegel) ist durch zwei Knicke etwas abgesenkt, und gibt so auch seitlich Halt gegen Abrutschen. Mit Sicherheitsschuhen, in deren Sohle ein Stahlblatt integriert ist, kann man auch längere Zeit auf solchen dünnen Sprossen stehen, ohne das Fußgewölbe zu überlasten.
Stahlmasten haben mitunter etwa alle Höhenmeter einen weiter weg vom Mast abstehenden Stab mit etwa 360°-Wendel am Ende um ein Sicherungsseil einhängen zu können, das von einer Person am Boden gesichert nachgelassen bzw. eingeholt werden sollte.
Ist ein Mast sogar mit einer Leiter ausgestattet, kann diese in einem röhrenförmigen Schutzkorb verlaufen. Eine solche Einrichtung ist meist alle paar Höhenmeter seitlich etwas versetzt und weist dort einen Gitterrost zum Stehen auf, um die Sturzhöhe zu limitieren.
Häufiger zu besteigende Leitern werden mit einer mittigen, zwischen den Händen und Füßen verlaufenden Sicherungsschiene ausgestattet, in die ein Gleitschuh eingeklinkt wird, der am Gurt des Steigers befestigt wird und einen Absturz abfängt.
Holzmasten können am runden Querschnitt von etwa 90 bis 340 mm Durchmesser mit einem Paar passender bogenförmigen Steigeisen, angeschnallt an feste Schuhe bestiegen werden. Das Paar Steigeisen wiegt zumindest 3–4 kg und kann auch größenverstellbar sein. Der halbkreisförmige Greifbügel eines Eisens besteht aus geschmiedetem, rissgeprüftem Vergütungsstahl und trägt an einem Ende eine Trittplatte zum Anzurren der Ferse eines Schuhs und nahe beiden Enden im Bogeninneren mehrere Zacken, die in das Holz eindringen und sich bei Belastung formschlüssig mit dem Mast verkrallen.
Mit passend geformten Steigeisen, die sich – zackenlos – über je zwei Gummibeläge über Reibung, eventuell mit Gelenk und federunterstützt, am Mastumfang verklemmen, können Masten aus Holz, GfK und Beton, rund und profiliert und auch bis zu einem Durchmesser von 550 mm erklommen werden.
Der Steiger legt sich etwa in Hüfthöhe noch einen breiten Gurt an, von dessen Öse immer zumindest eines von zwei Sicherungsseilen um den Mast geschlungen und mit Karabiner eingehakt sein muss. Eine zweite Person muss sicherheitshalber anwesend sein, falls der Steiger in den festsitzenden Steigeisen umkippt.

## Kennzeichnung
Neben dem obligaten Hochspannungswarnschild werden Freileitungsmasten häufig auch mit dem Namen der Leitung (entweder den Endpunkten der Leitung oder der internen Bezeichnung des EVU) und der Mastnummer gekennzeichnet, um Schadensmeldungen zu erleichtern. Oft befindet sich die Kennzeichnung auf einem Eckstiel des Mastes.
Außerdem verwenden manche Regionalbetreiber Farbmarkierungen in Form von Streifen am Mastfuß oder Kugeln in den Traversen.
In manchen Ländern müssen Freileitungsmasten, die als Stahlfachwerkkonstruktion ausgeführt sind, an den Eckstielen mit einigen Reihen Stacheldraht versehen sein, um deren unbefugte Besteigung zu verhindern. In Deutschland sind solche Konstruktionen nur gelegentlich bei Freileitungsmasten in der Nähe von Festplätzen oder ähnlichen Orten anzutreffen.
Kennzeichnungsbeispiele von Freileitungsmasten in Deutschland:

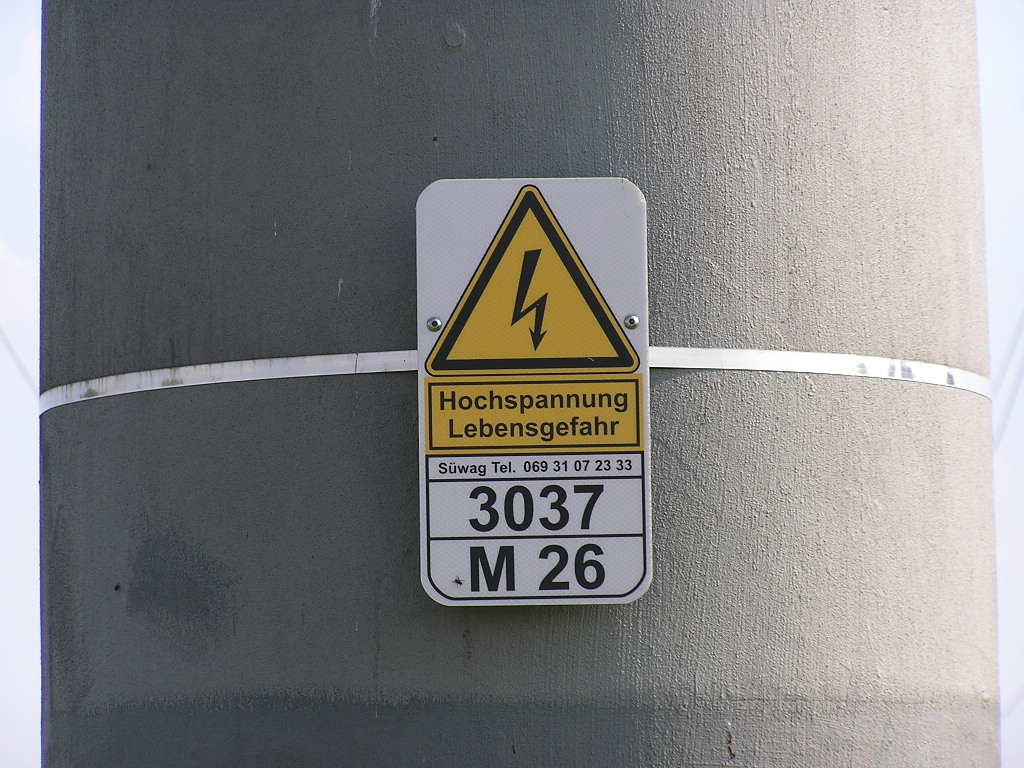
Schild
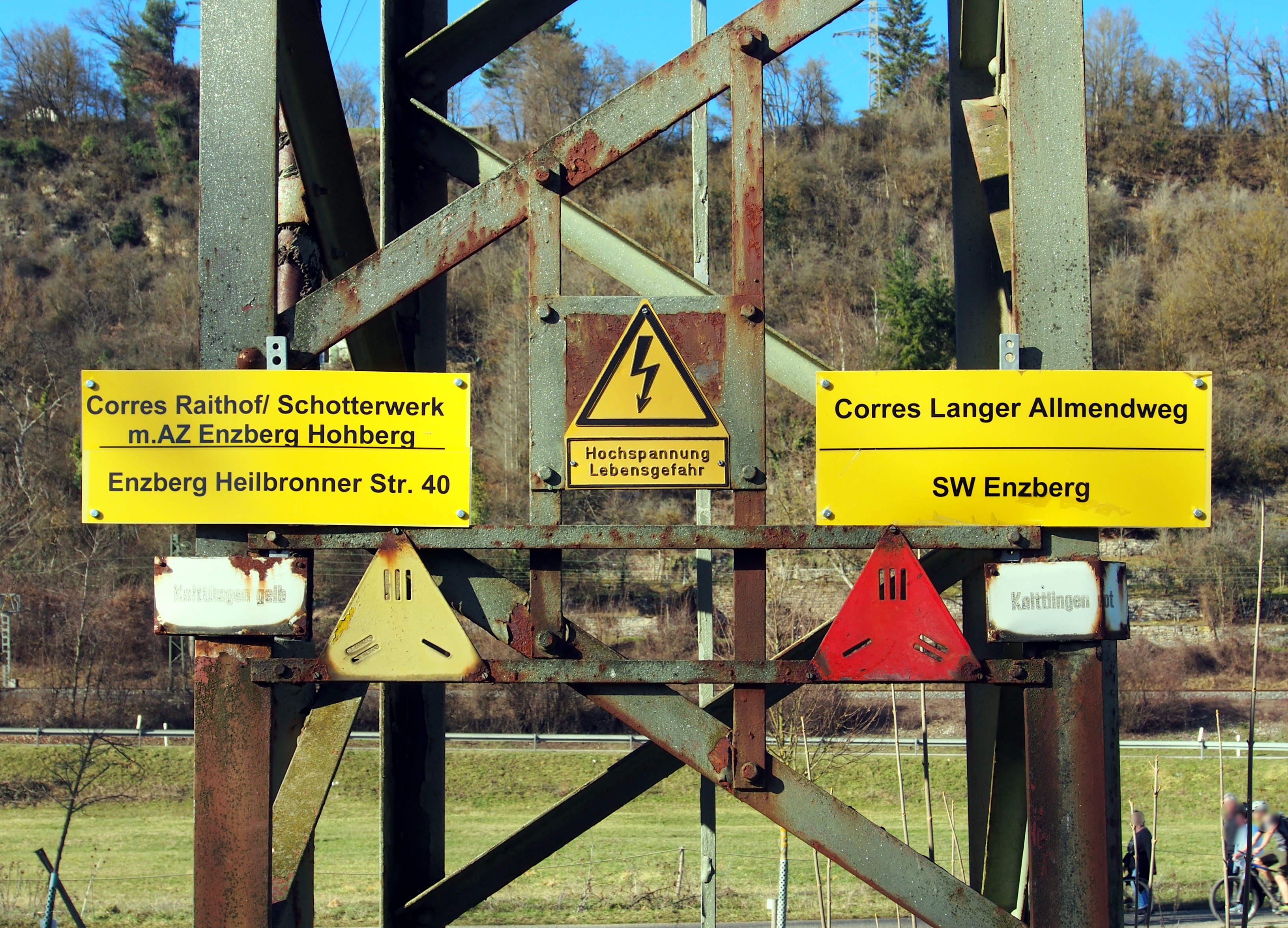
Farbmarkierungen, Phasenlagen und Endpunkte
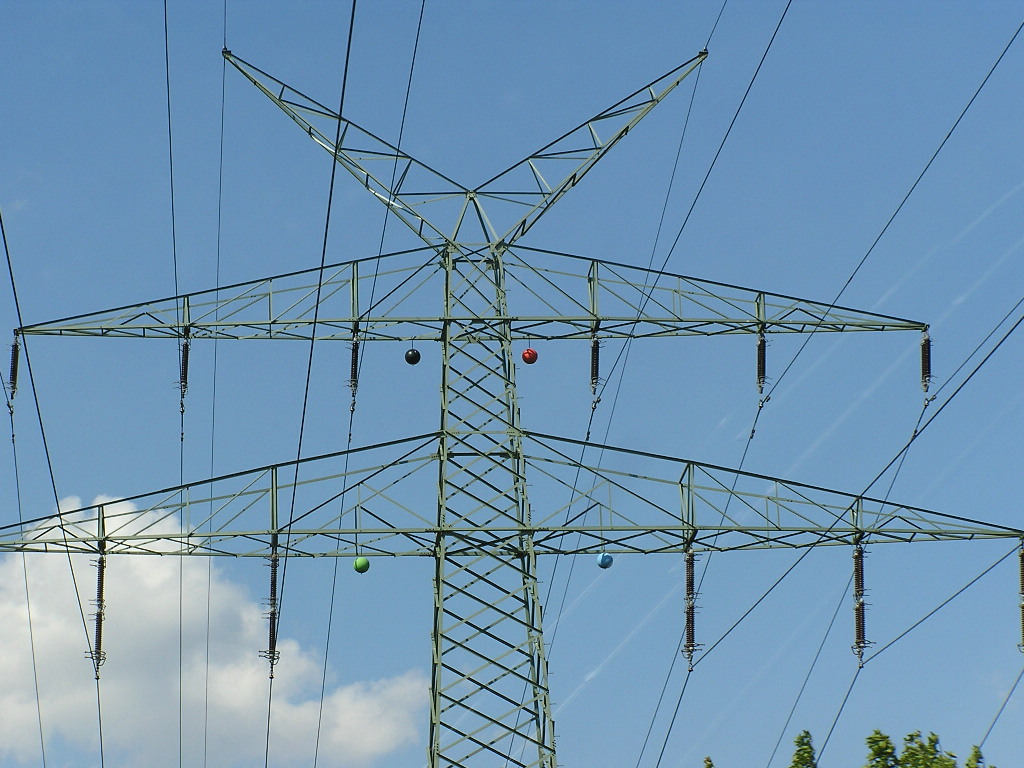
Gefärbte Kugeln
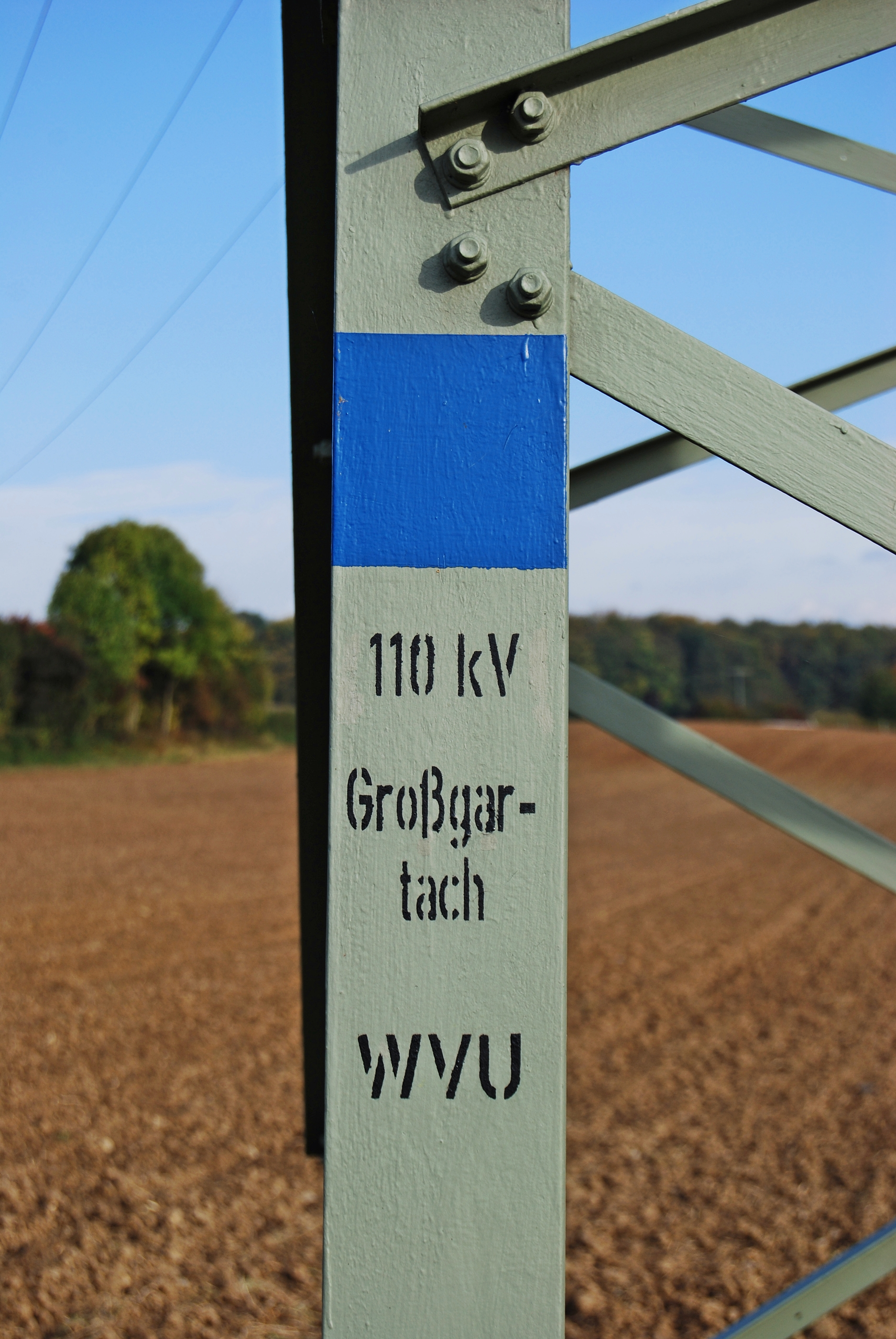
Beschriftung eines Mastes in Deutschland

## Standfestigkeit

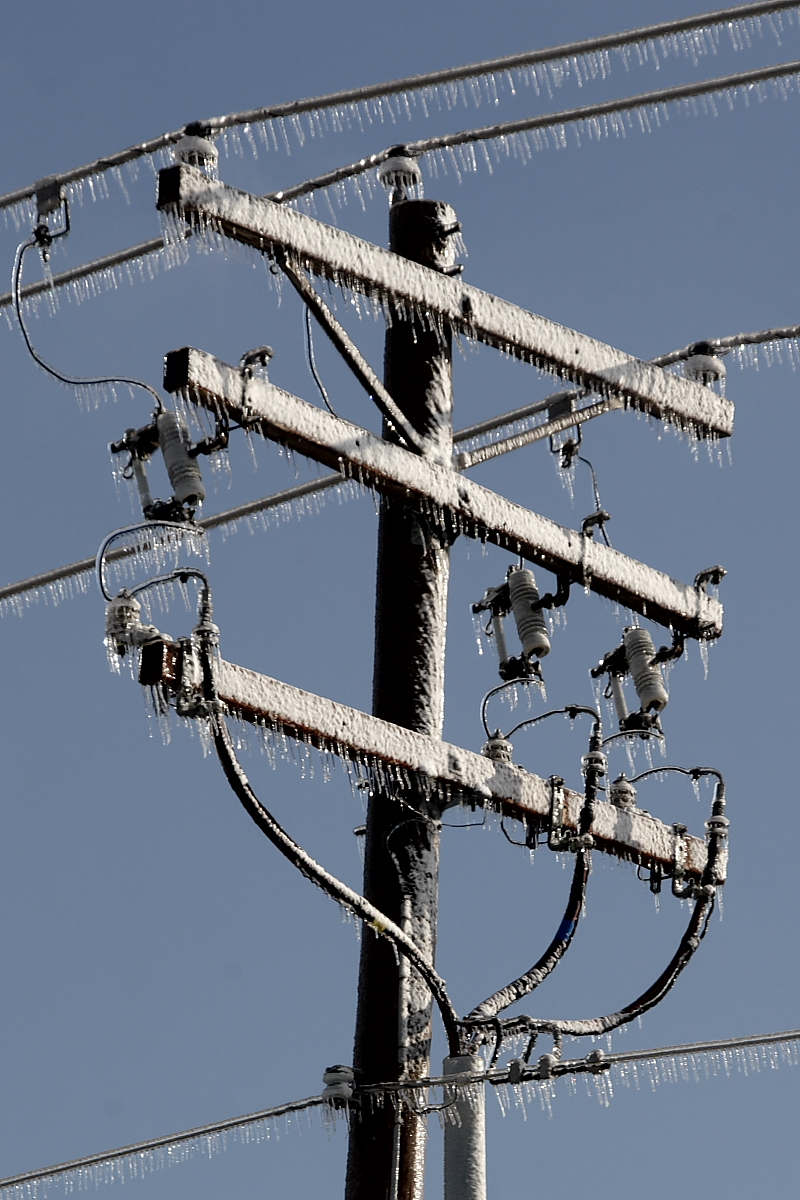
Vereiste Freileitung nach einem Eisregen

Zur Überprüfung der Standfestigkeit von Freileitungsmasten gibt es spezielle Teststationen, in denen Masten aufgebaut werden und die mechanische Festigkeit derselben überprüft werden kann.
In bestimmten Wettersituationen bei kalter Witterung kann Schnee an den Leitungen anfrieren und im Zusammenspiel mit Wind oder Sturm im Extremfall zum Abriss der Leitungen oder sogar zum Einbrechen von Masten führen. Beispiele:
- Schneekatastrophe 1978/1979; im Winter 1978/79 gab es drei schneereiche Fronten mit teils katastrophalen Auswirkungen.
- Am 25. und 26. November 2005 sowie an den darauf folgenden Tagen kam es beispielsweise im Münsterland und umliegenden Gebieten zu einer solchen Wettersituation, bei der 82 Masten einknickten oder brachen (siehe Münsterländer Schneechaos).[7] Nach diesem 'Schneechaos' wurde bekannt, wie alt viele der in Deutschland stehenden Strommasten sind und dass sie bis in die 1970er-Jahre oft aus (geringwertigem und relativ sprödem) Thomasstahl gebaut wurden (näheres siehe Münsterländer Schneechaos#Diskussion um Strommastenstahl).

Zur Reduktion der Eislast im Winter können Freileitungen mit Enteisungsanlagen ausgestattet werden.
Ein Beispiel einer Anlage zur kontrollierten Enteisung von Freileitungen ist der Lévis-Enteiser in Kanada.

## Sonderkonstruktionen

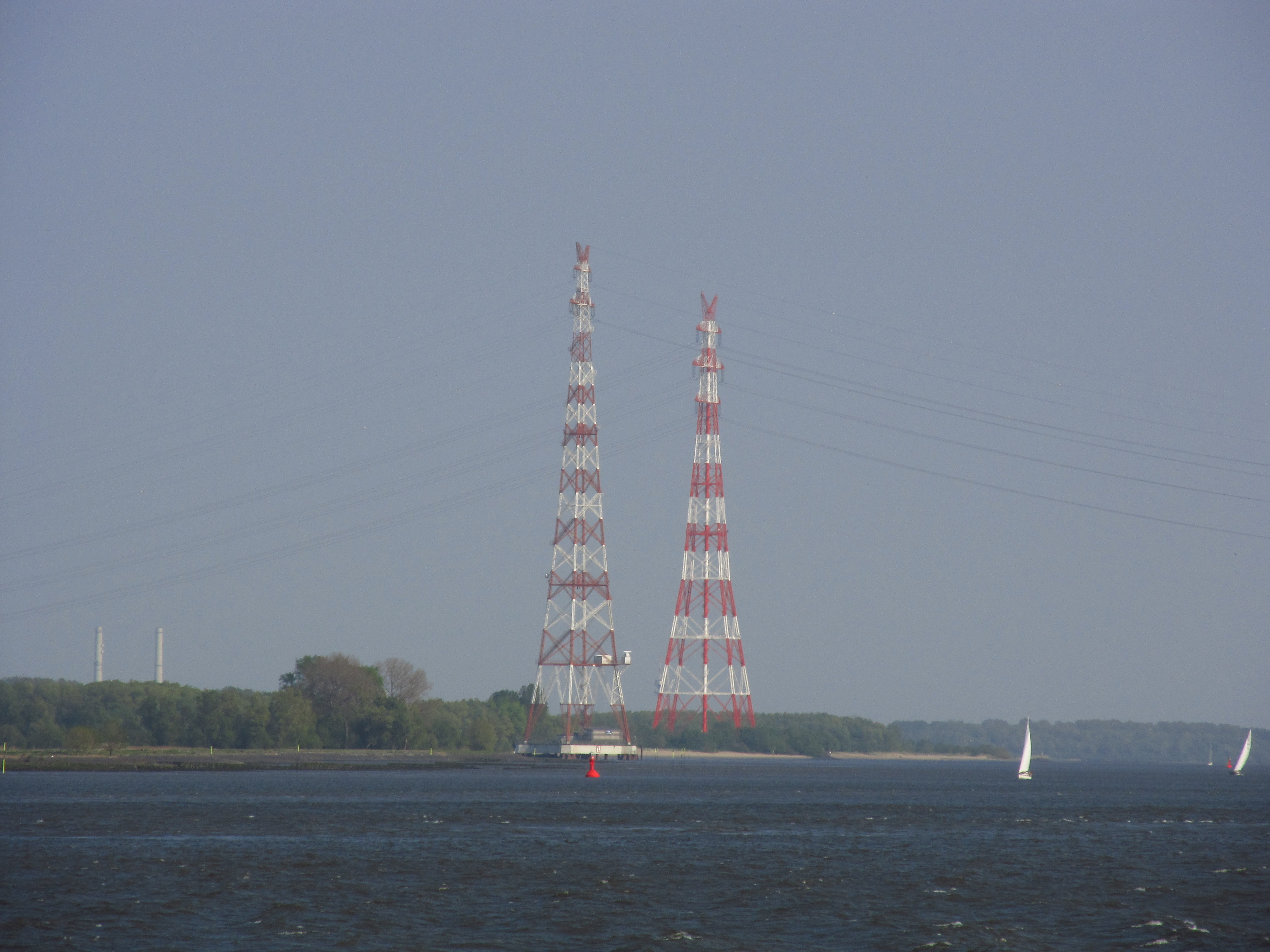
Tragemasten der Elbekreuzung 1 und Elbekreuzung 2

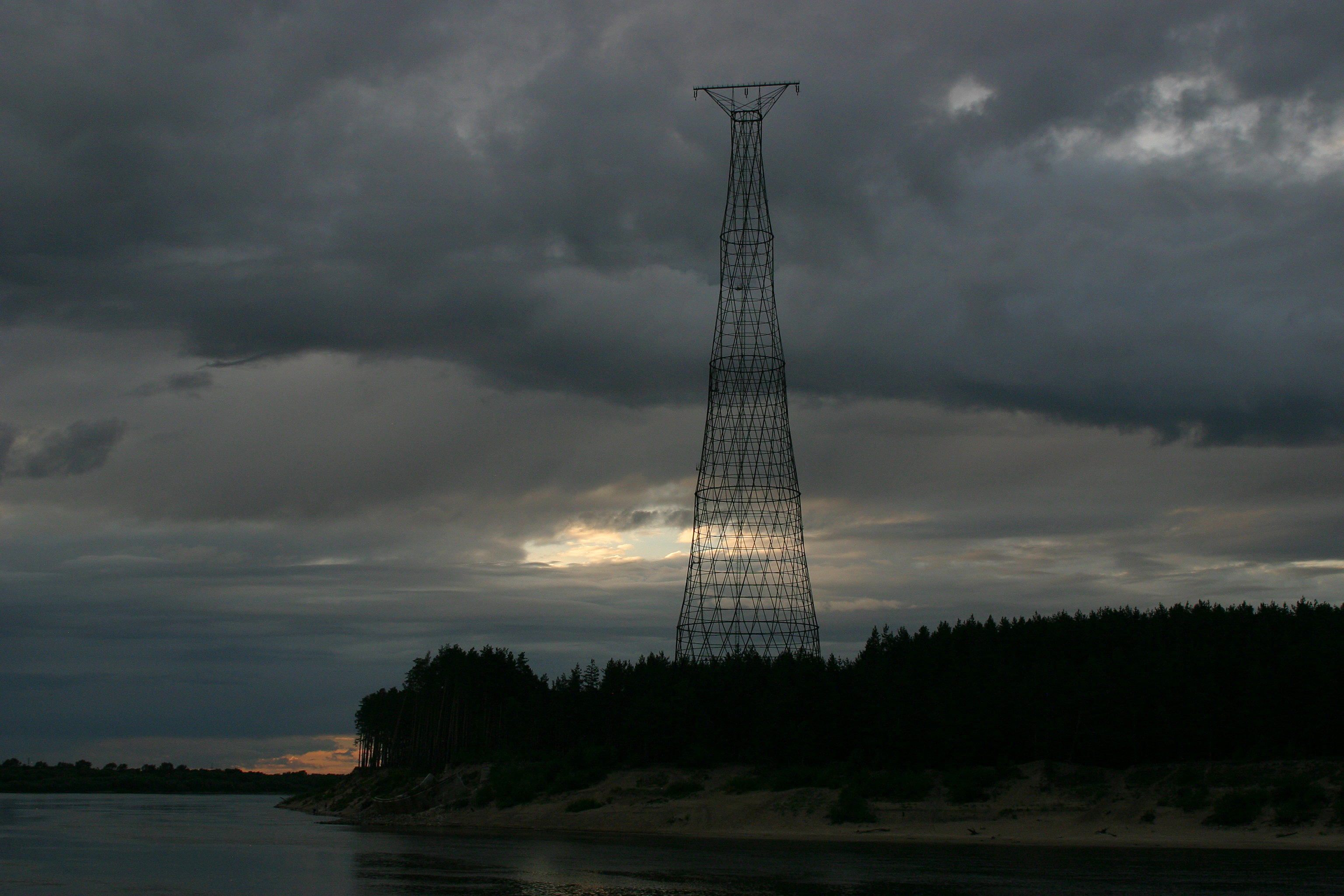
Hochspannungsmast in Nischni Nowgorod

Für die Realisierung von Abzweigen müssen gelegentlich recht eindrucksvolle Konstruktionen errichtet werden. Dieses trifft auch mitunter für Verdrillmasten bei Anordnung der Leiterseile in drei Ebenen zu.
Gelegentlich werden auf Freileitungsmasten (insbesondere auf Stahlfachwerkmasten für die obersten Spannungsebenen) auch Sendeanlagen installiert. Meistens sind es Anlagen für den Mobilfunk oder den Betriebsfunk des Energieversorgungsunternehmens, gelegentlich aber für andere Funkdienste. So wurden schon Sendeantennen für UKW-Hörfunk- und Fernsehsender kleiner Leistung auf Freileitungsmasten installiert. Auf dem Tragmast der Elbekreuzung 1 befindet sich eine Radaranlage des Wasser- und Schifffahrtsamtes Hamburg. Für die Überquerung breiter Täler muss ein großer Abstand der Leiterseile gewählt werden, damit diese auch bei Sturm nicht zusammenschlagen können und einen Kurzschluss verursachen. In diesen Fällen wird gelegentlich für jeden Leiter ein eigener Mast verwendet.
Für die Überquerung breiter Flüsse und Meerengen müssen bei flacher Küstentopographie sehr hohe Masten errichtet werden, da für die Schifffahrt eine große Durchfahrtshöhe nötig ist. Solche Masten müssen mit Flugsicherheitslampen ausgerüstet sein. Sie besitzen häufig auch zur Wartung dieser Anlagen Treppen und mit Geländern versehene Laufstege.
Zwei bekannte Kreuzungen breiter Flüsse sind die Elbekreuzung 1 und Elbekreuzung 2. Letztere verfügt über die höchsten Freileitungsmasten Europas (Höhe: 227 Meter).
Von besonders interessanter Konstruktion sind die beiden in den 1950er-Jahren gebauten Freileitungsmasten von Cádiz, Spanien. Bei ihnen handelt es sich um rund 160 Meter hohe Tragmasten mit einer Traverse, die aus einer kegelstumpfförmigen Fachwerkkonstruktion bestehen.
Der letzte noch existierende hyperbolische konstruierte Hochspannungsmast dient zur Überquerung der Oka durch die NIGRES in der Nähe von Nischni Nowgorod, Russland.
Die größten Spannweiten bei Freileitungen wurden bei der Überspannung des norwegischen Sognefjord (bei Leikanger, Spannweite zwischen zwei Masten 4597 Meter) und in Grönland bei Ameralik (5376 Meter) realisiert. In Deutschland hat die 1992 errichtete Freileitung der EnBW AG, die das Eyachtal bei Höfen überspannt, mit 1444 Metern die größte Spannweite.
Um Freileitungen in steile tiefe Täler hinunterzuführen, werden gelegentlich auch schiefe Freileitungsmasten errichtet. Solche Masten findet man zum Beispiel in den USA am Hoover Dam. In der Schweiz steht in der Nähe von Sargans ein um 20 Grad gegenüber der Vertikalen geneigter Freileitungsmast der NOK. Auch die beiden höchstgelegenen 380-kV-Freileitungsmasten der Schweiz auf dem Vorab sind als um 18 Grad gegen die Vertikale geneigte 32 Meter hohe Deltamasten ausgeführt.
Manchmal wurden auch die Schornsteine von Kraftwerken mit Auslegern für die Aufnahme von Leiterseilen der abgehenden Leitungen ausgerüstet. Wegen möglicher Korrosionsprobleme durch die Rauchgase sind derartige Konstruktionen sehr selten. In Deutschland gibt es eine derartige Konstruktion beim Kraftwerk Scholven, im Gebiet der ehemaligen Sowjetunion findet man solche Objekte bei zahlreichen Wärmekraftwerken.
Nordwestlich von Brühl war bis 2010 ein Mast mit einer über eine Treppe zugänglichen Aussichtsplattform ausgestattet.
Spezielle Freileitungsmasten, bei denen die Leiterseile in einem Gerüst geführt werden, findet man häufig dort, wo eine Luftseilbahn über eine Freileitung hinwegführt. Sie ermöglichen im Fall einer Havarie der Seilbahn den Weiterbetrieb der Leitung ohne Gefährdung von Rettern und Geretteten.

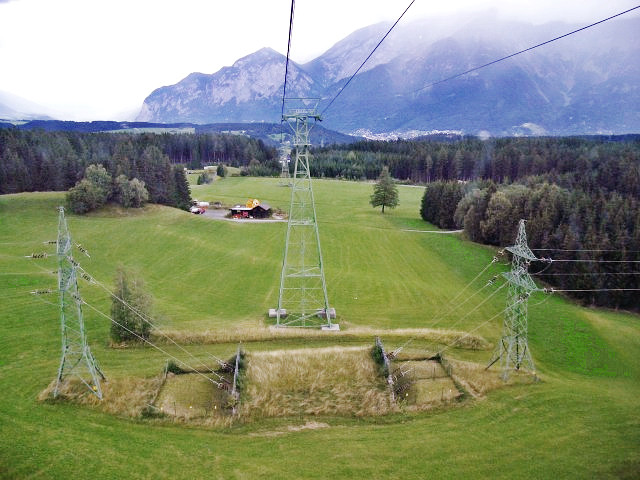
Freileitungstunnel an der Querung der Patscherkofelbahn und einer Bahnstromleitung

Für die Patscherkofel-Seilbahn wird eine Hochspannungs-Freileitung tief bis in Bodennähe geführt. Die Leiterseile werden einzeln durch horizontal mit Erde überschüttete Rohre geleitet. Nur die Areale im Bereich des Einfädelns in die Rohre sind durch Zäune vor Begehen durch Mensch und Tier geschützt.

## Besondere Standorte

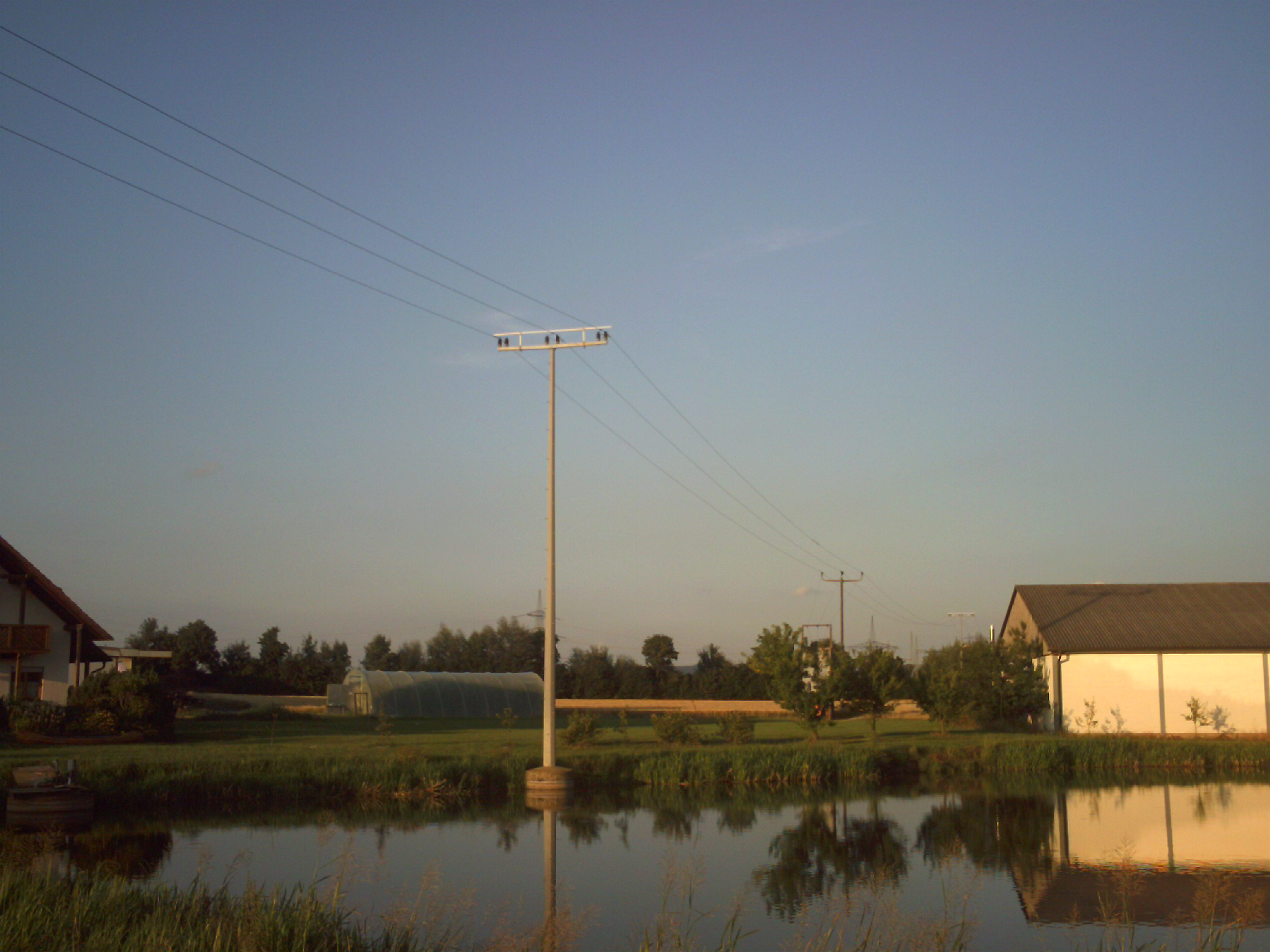
Ein nicht-alltäglicher Maststandort – ein Mittelspannungsmast in einem kleinen See östlich von Etzenricht

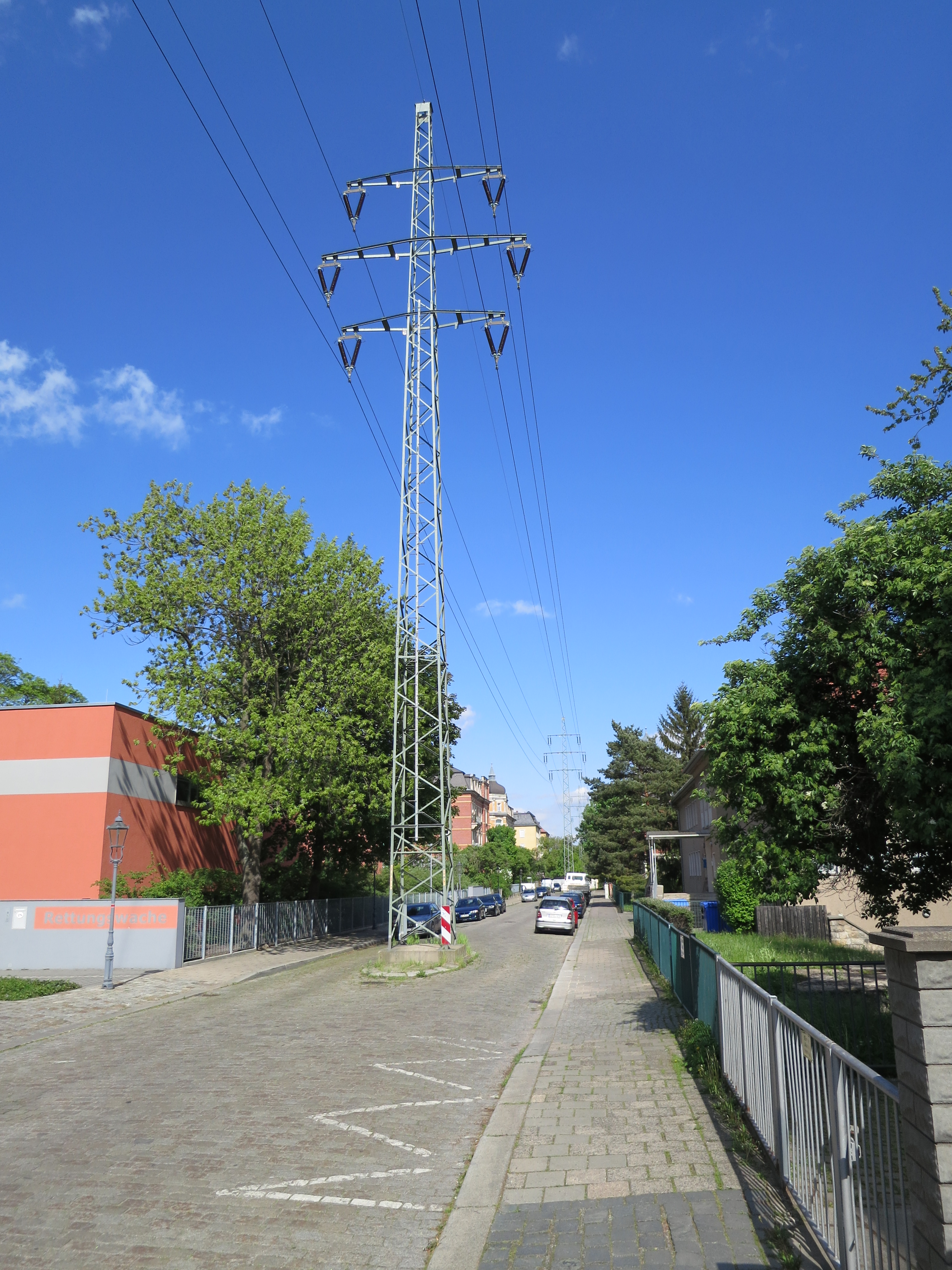
Hochspannungsmast auf der Straßenmitte in Dresden

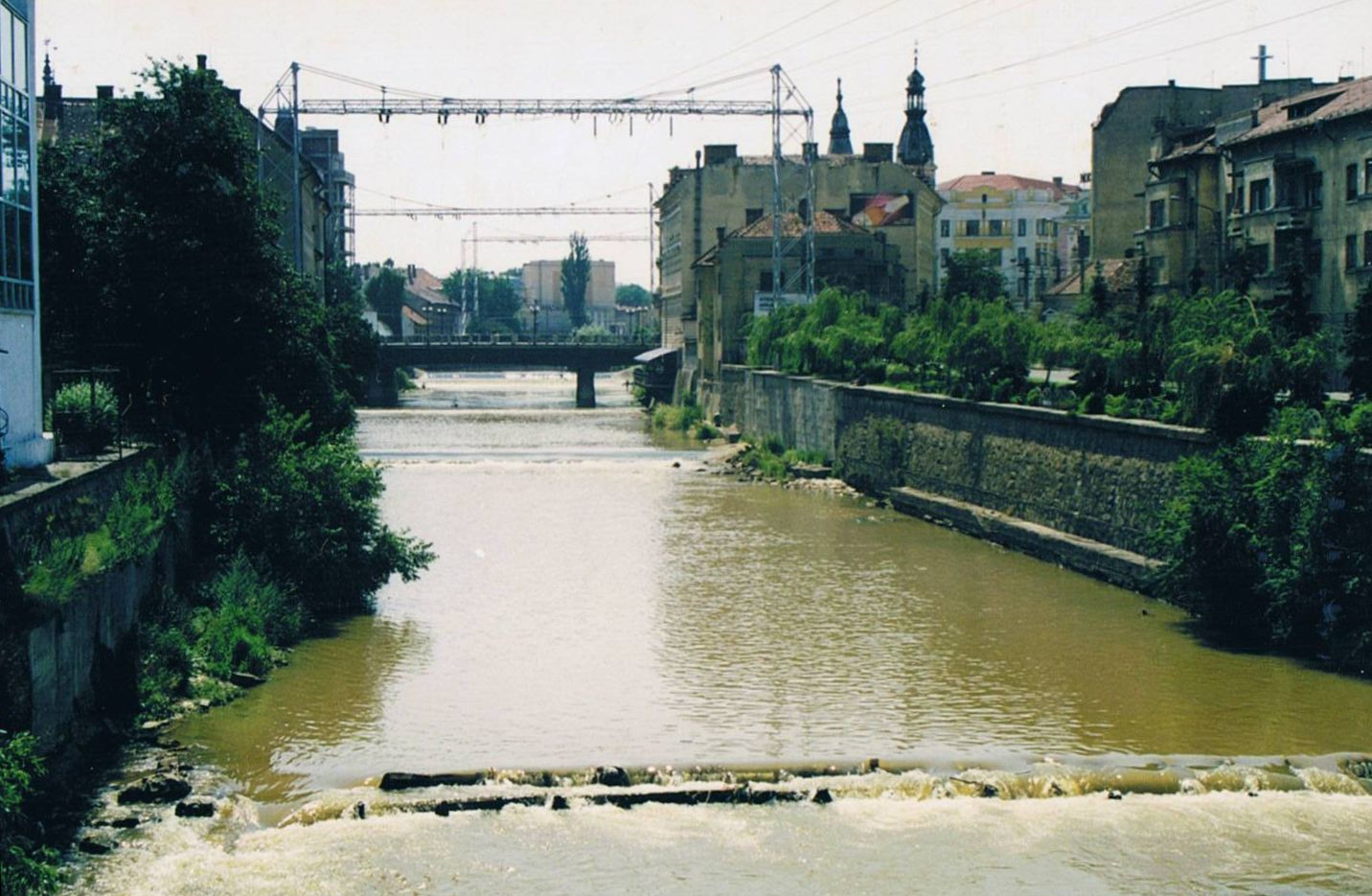
Portalmasten in Rumänien, welche einen Fluss überspannen

Freileitungsmasten für Betriebsspannungen über 1 kV werden fast ausnahmslos als eigenständige Bauwerke errichtet, obwohl es prinzipiell möglich wäre, sie auch auf Dächern von Häusern, Fabrikhallen oder anderen Gebäuden zu montieren. Allerdings existieren auch einige Ausnahmen: auf den Dächern der Kesselhäuser einiger polnischer Wärmekraftwerke existieren Freileitungsmaste, um die Leitung über das Gebäude zu führen. In Dnepropetrowsk existiert ein Freileitungsmast auf dem Dach eines Stahlwerks und im chinesischen Dazhou auf dem Dach eines Hochhauses. Wenn es die Gegebenheiten erfordern, werden Freileitungsmasten auch an ungewöhnlichen Standorten aufgestellt. So wurden schon Freileitungsmasten über Bächen gebaut. In Nordengland läuft der schiffbare Huddersfield Narrow Canal unter den Beinen von Mast 4ZO251B hindurch.
Im Stausee von Santa Maria in der Schweiz wurde ein 47 Meter hoher Abspannmast einer 380-kV-Leitung auf 28 Meter hohen Betonsockeln im Wasser des Stausees errichtet.
Im Stadtgebiet von Cluj-Napoca verläuft eine 110-kV-Leitung auf Portalmasten, welche über einen Fluss errichtet sind.
Auch auf Brücken können Freileitungsmasten stehen. Dies ist bei Oberleitungsmasten und Telefonmasten normal, allerdings können auf Brücken auch Konstruktionen existieren, welche die Aufnahme von Stromkreisen von Hochspannungsleitungen gestatten. Sie sind entweder als kleine Masten auf der Brücke oder als am Brückenträger montierte Ausleger realisiert. Eine Brücke, die mit derartigen Auslegern ausgestattet ist, ist die dänische Storstrømsbroen.
In Berlin-Marienfelde existierte eine Freileitung, die auf geschwungenen Portalen verlegt war, unter denen eine Straße verlief.
Die Budapester Straße Margó Tivadar Utca (47° 26′ 20″ N, 19° 10′ 21″ O) verläuft zwischen den Beinen einer einkreisigen 110-kV-Portalmastleitung. Unter einem Mast einer 380-kV-Leitung auf der Krensheimer Höhe östlich von Tauberbischofsheim läuft ein asphaltierter Feldweg hindurch. In Uchihara, Ibaraki, Japan verläuft unter den Beinen eines 45 Meter hohen Freileitungsmastes eine zweispurige Straße. In der Mitte der Grumbacher Straße in Dresden-Löbtau standen drei Freileitungsmasten einer 110 kV-Doppelleitung.
In der Nähe von Hergisdorf gab es einen Freileitungsmast, unter dessen Beinen eine normalspurige Bahnlinie hindurchführte. Unter den Beinen des östlichen Masts der Rhein-Freileitungskreuzung Reisholz läuft ein Anschlussgleis für ein Umspannwerk hindurch.

## Bezeichnungen

### Nach Funktion
- Tragmast
- Abspannmast
- Weitabspannmast

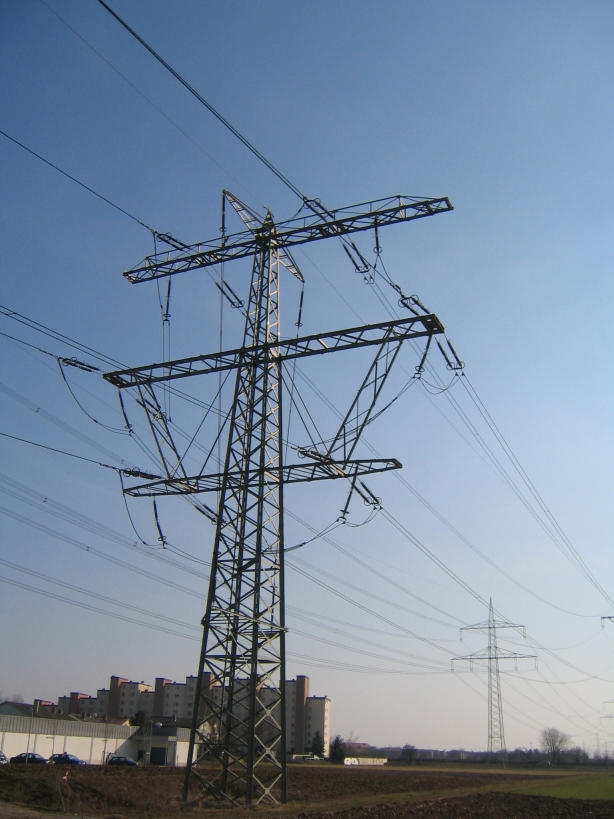
Verdrillmast
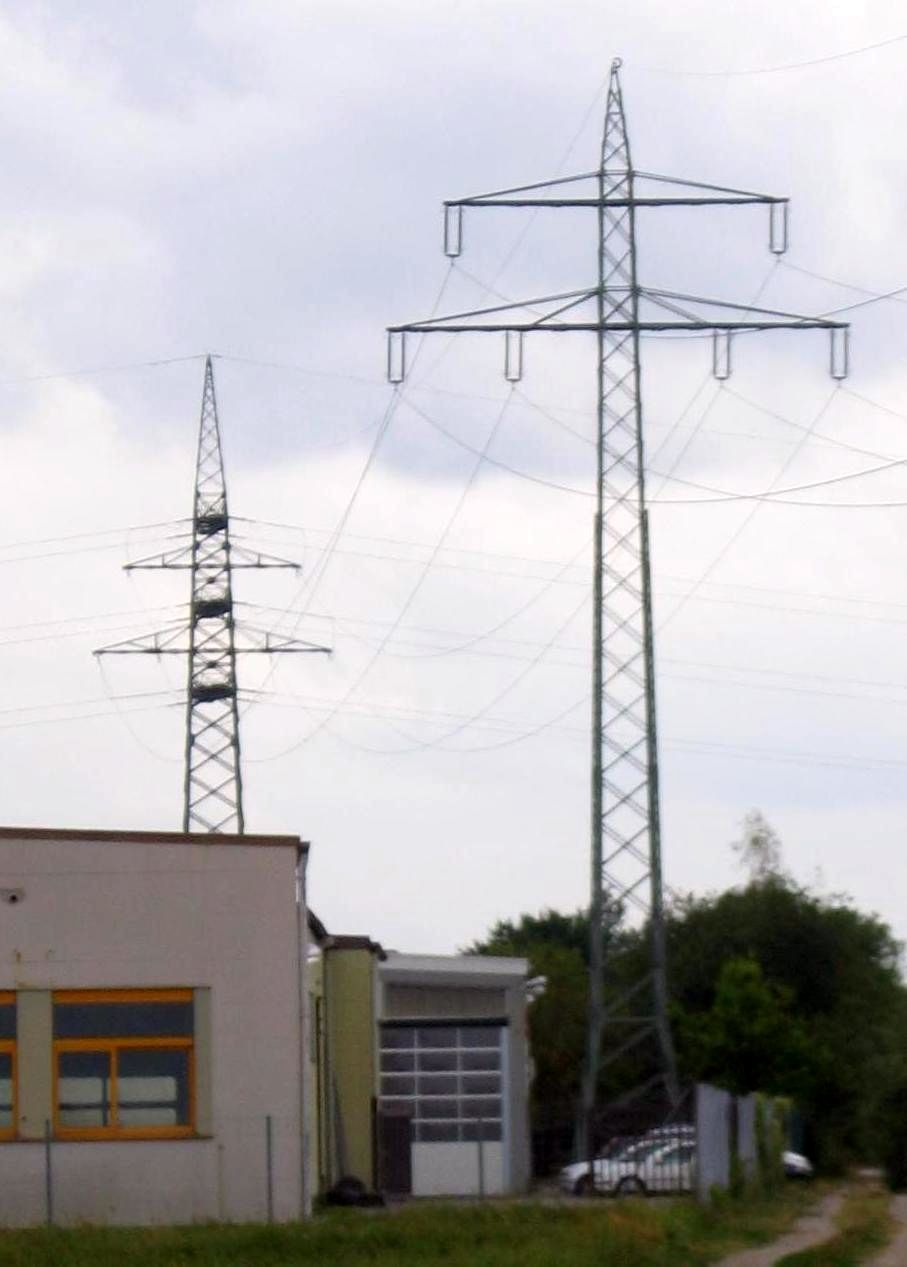
Abzweigmast (links) Tragmast (rechts)
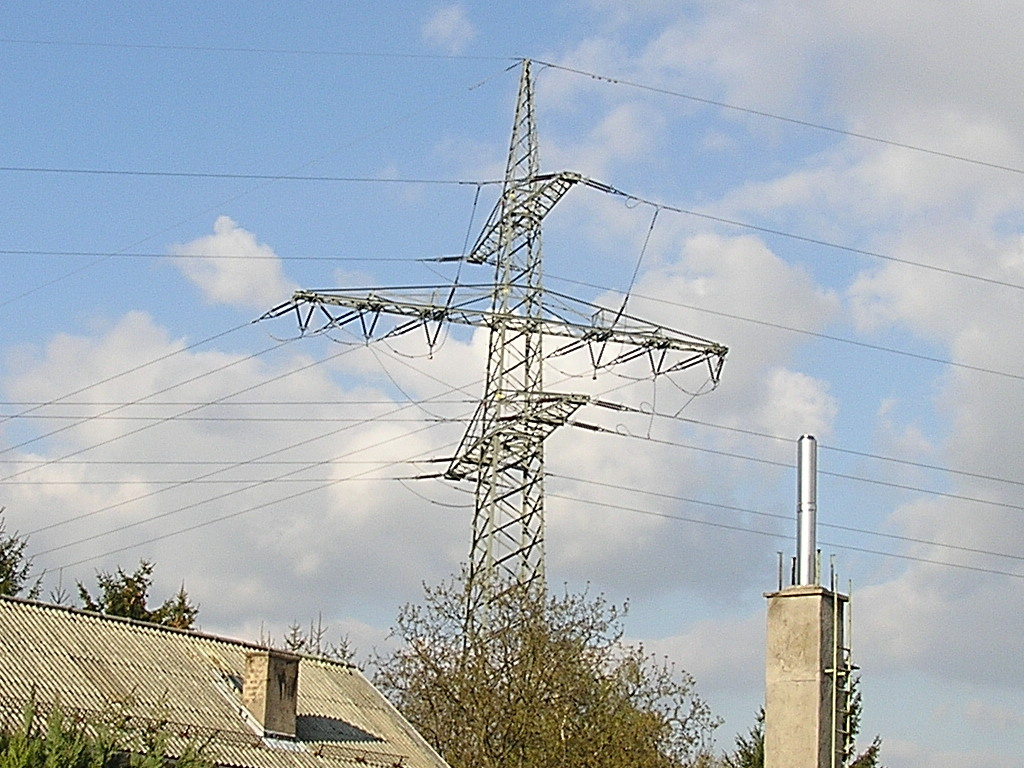
Abzweigmast
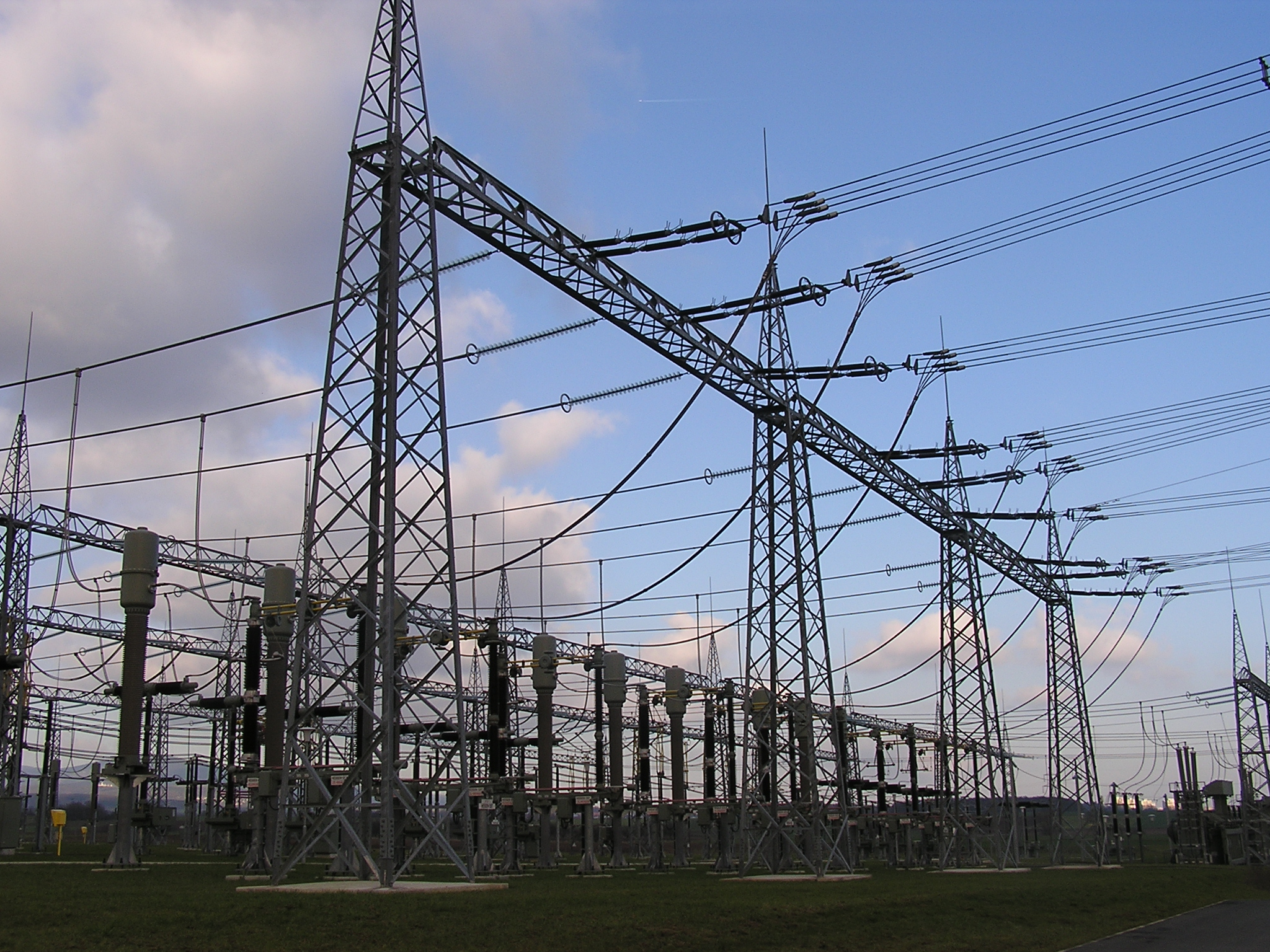
Abspannportal
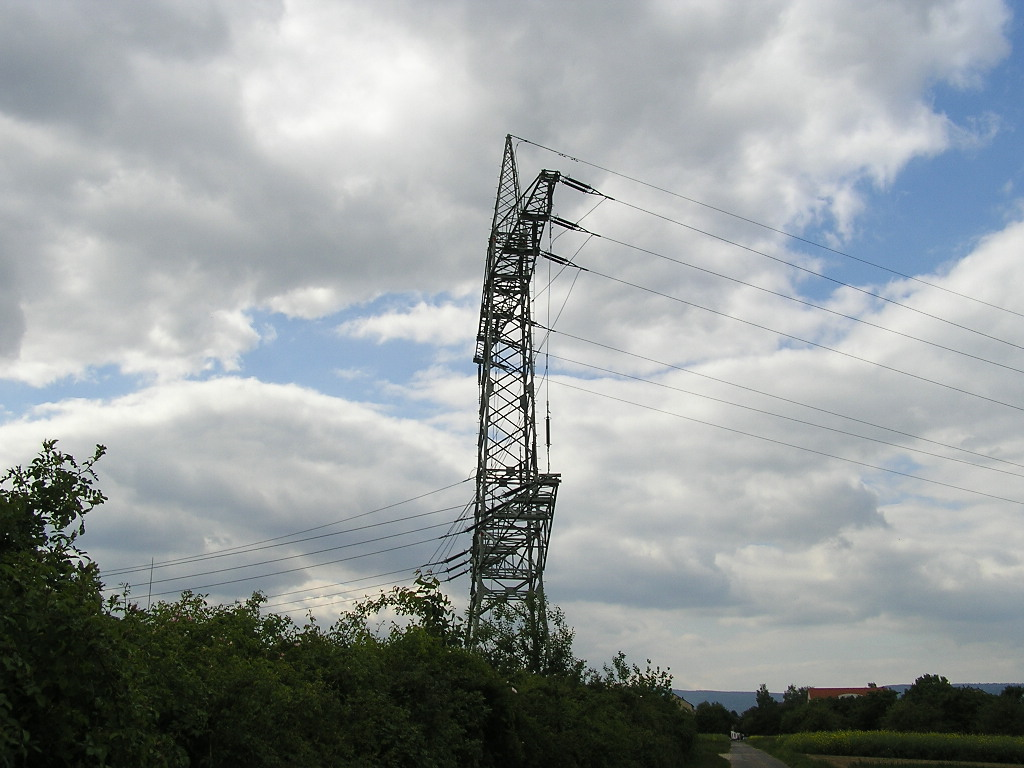
Endmast (im Umspannwerk)
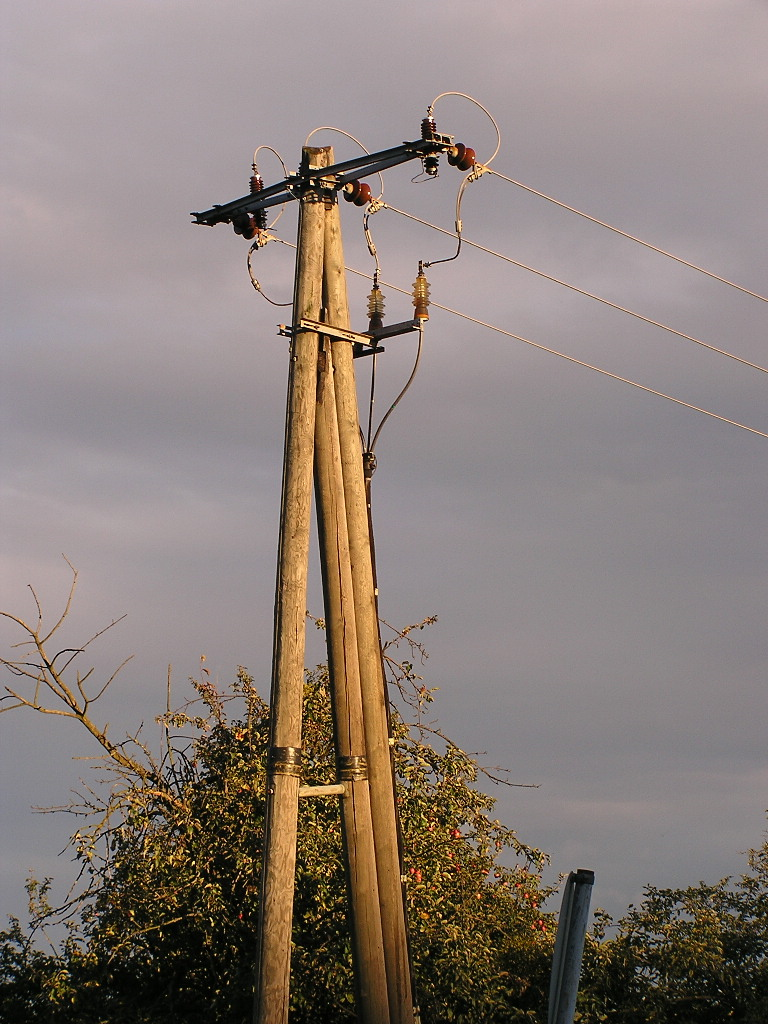
Endmast mit Erdkabelbeginn

- Endmast
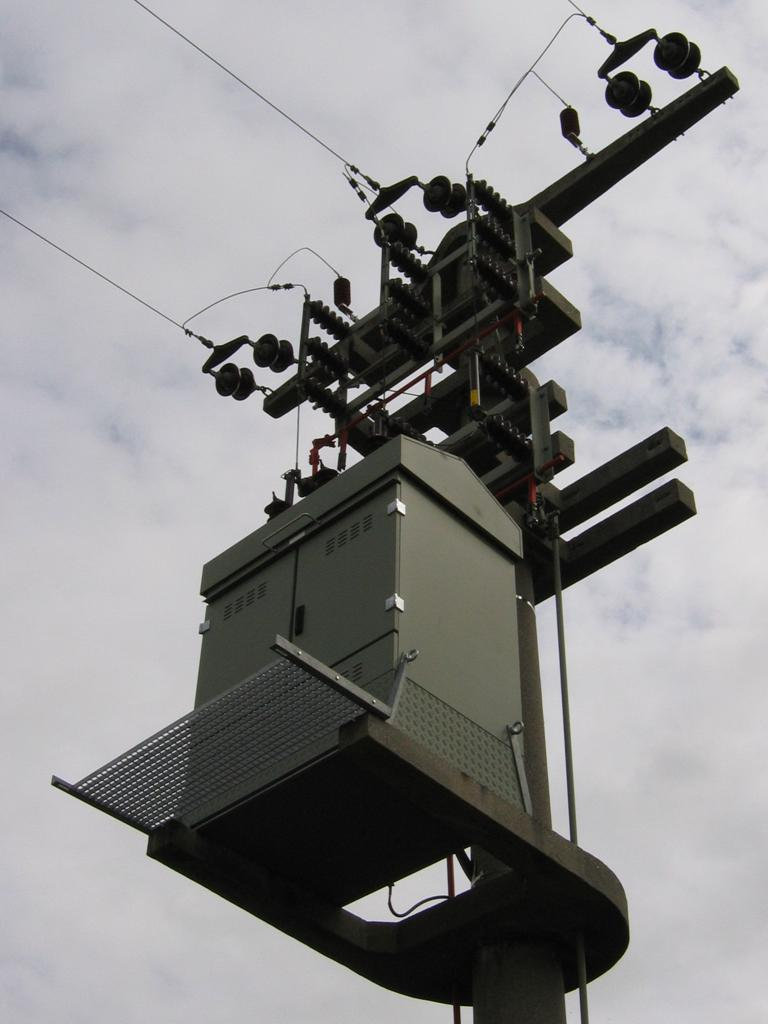
Masttransformator
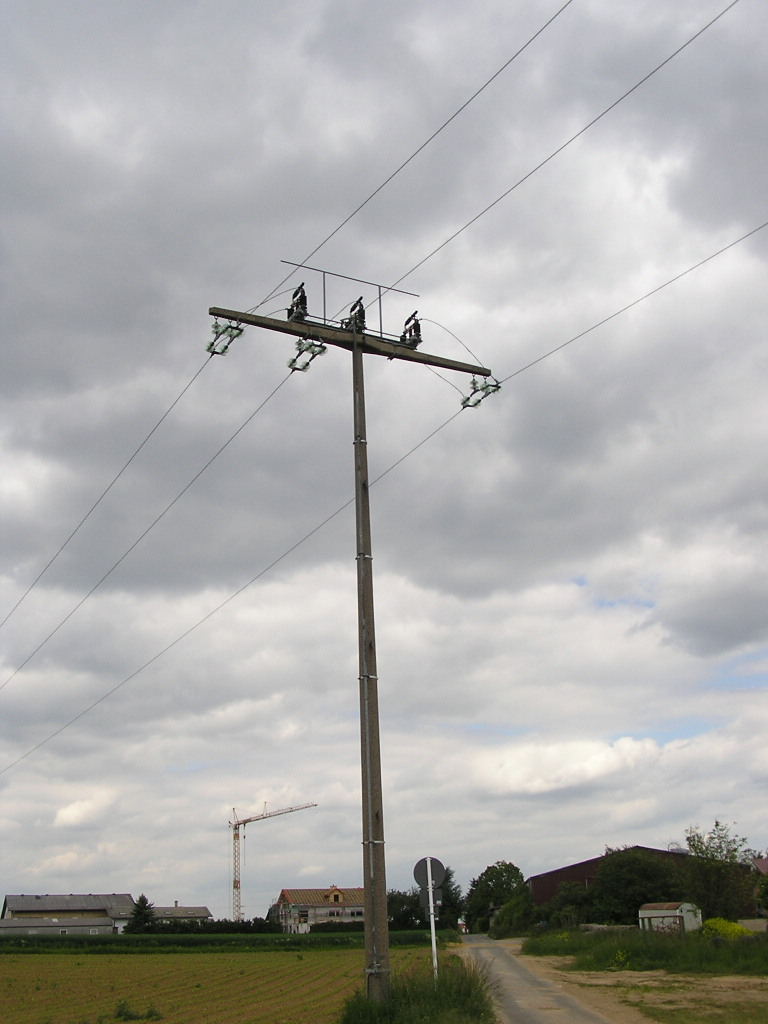
Masttrenner

- Verdrillmast
- Abzweigmast (links) Tragmast (rechts)
- Abzweigmast
- Abspannportal
- Endmast (im Umspannwerk)
- Endmast mit Erdkabelbeginn
- Masttransformator
- Masttrenner

### Nach verwendetem Material

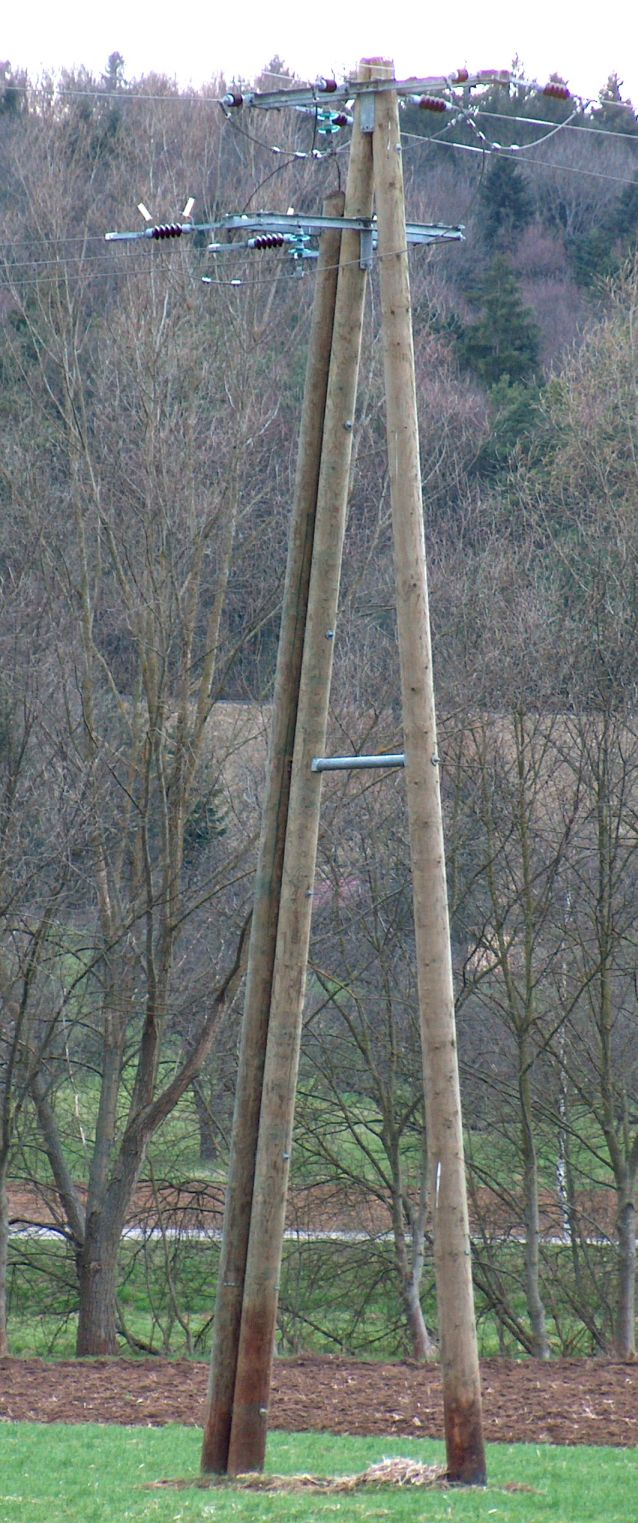
Holzmast
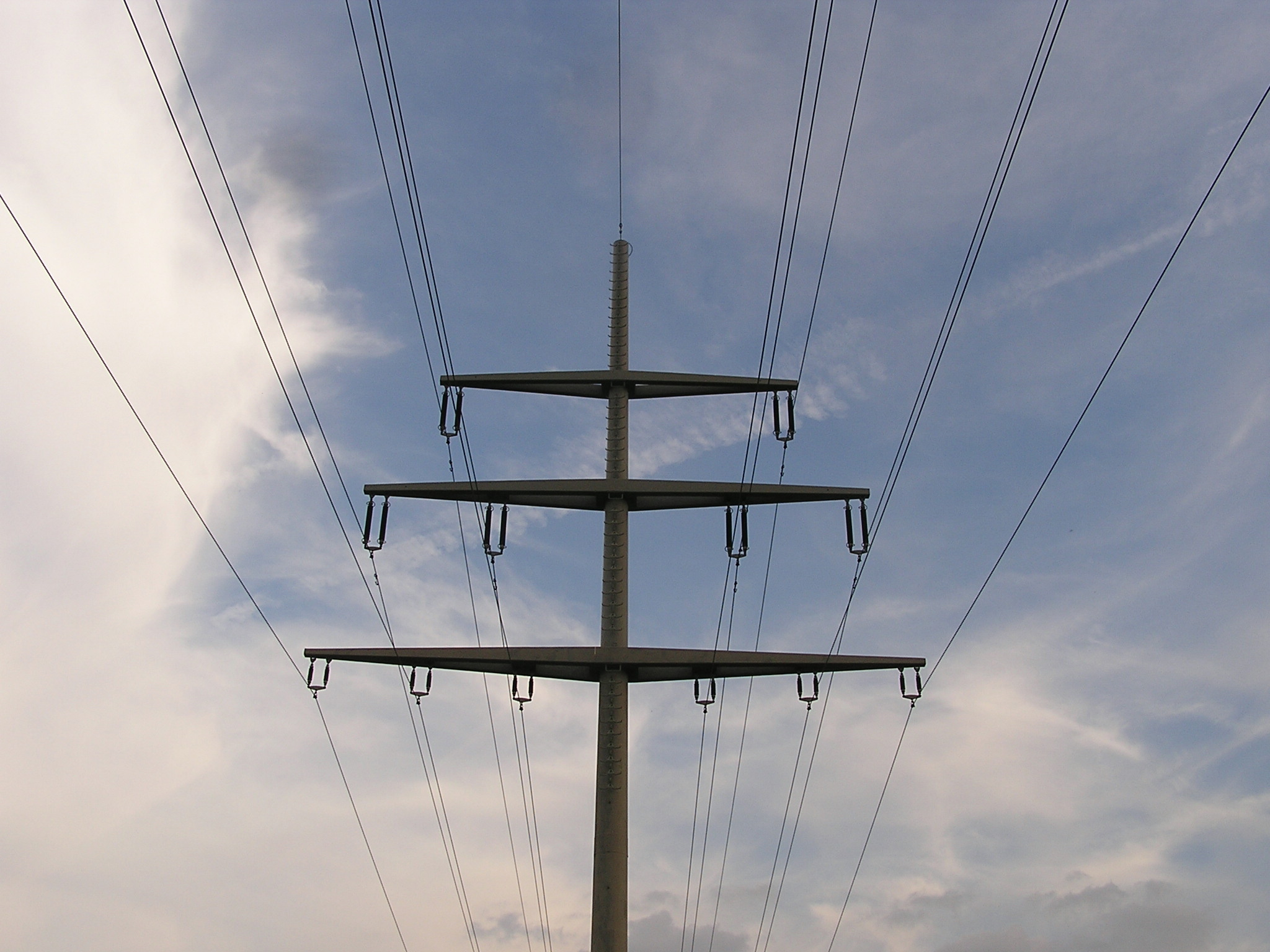
Betonmast
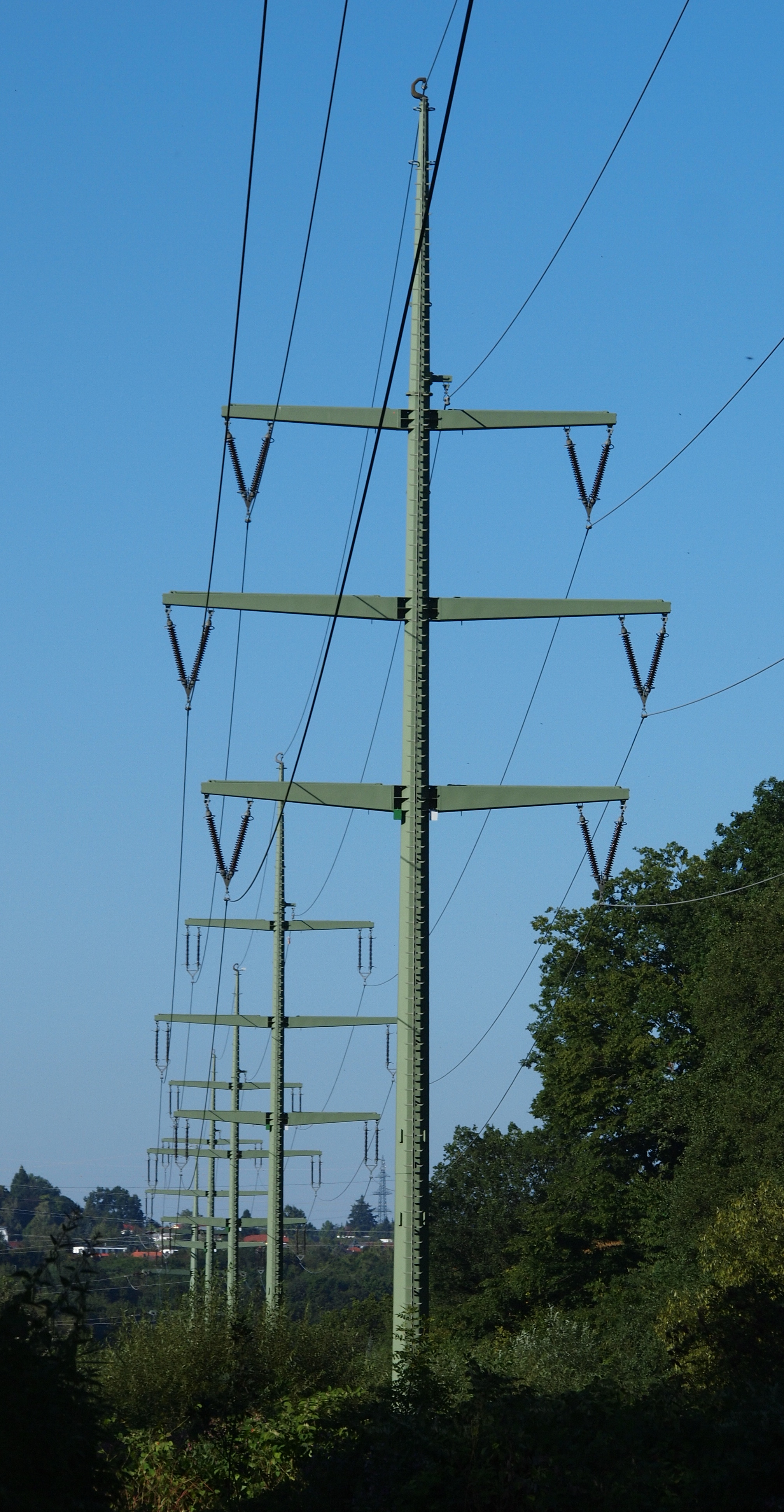
Stahlrohrmast
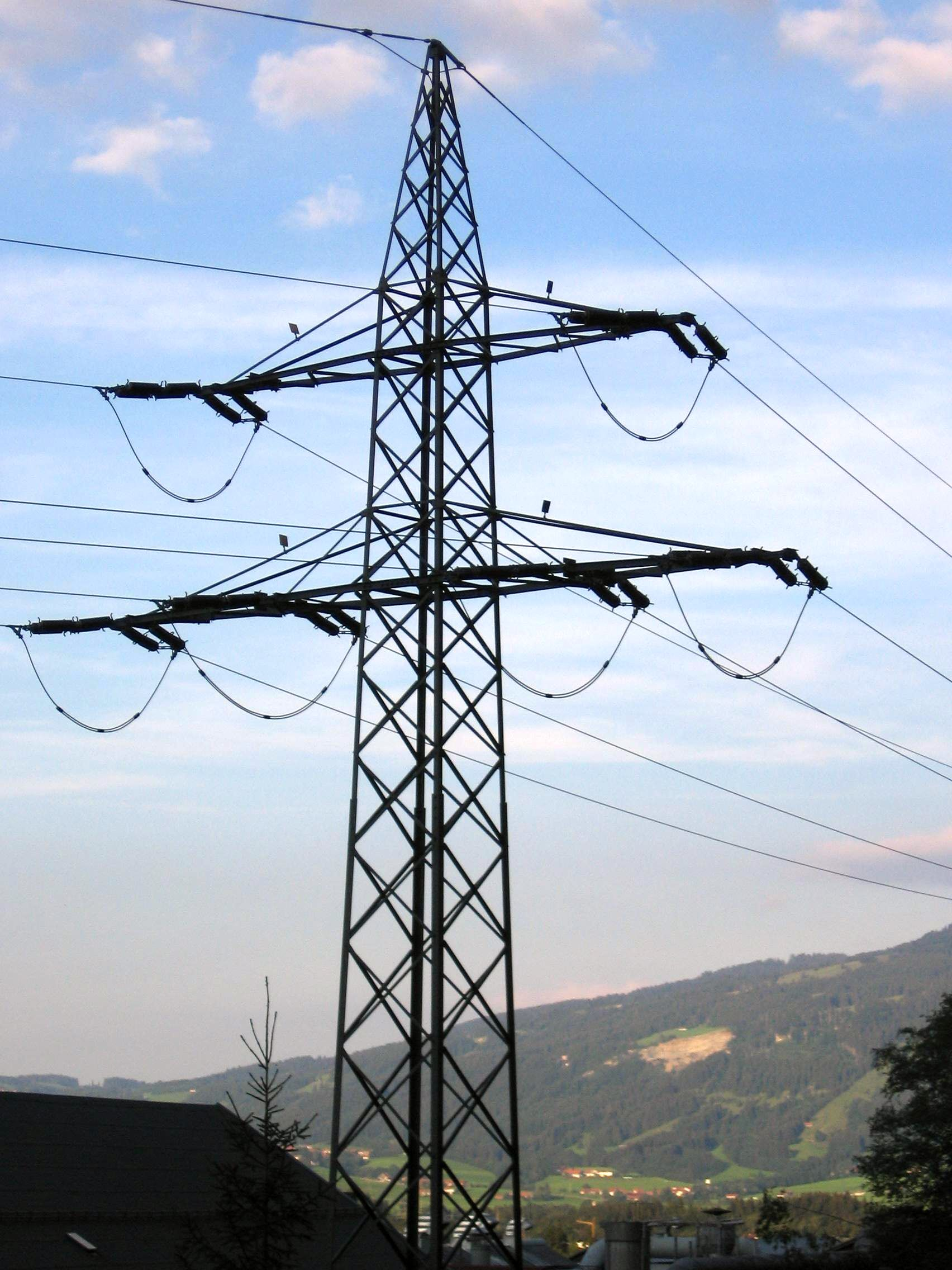
Gittermast

- Holzmast
- Betonmast (110 + 20 kV)
- Stahlrohrmasten
- Gittermast

### Nach Anordnung der Leiterseile

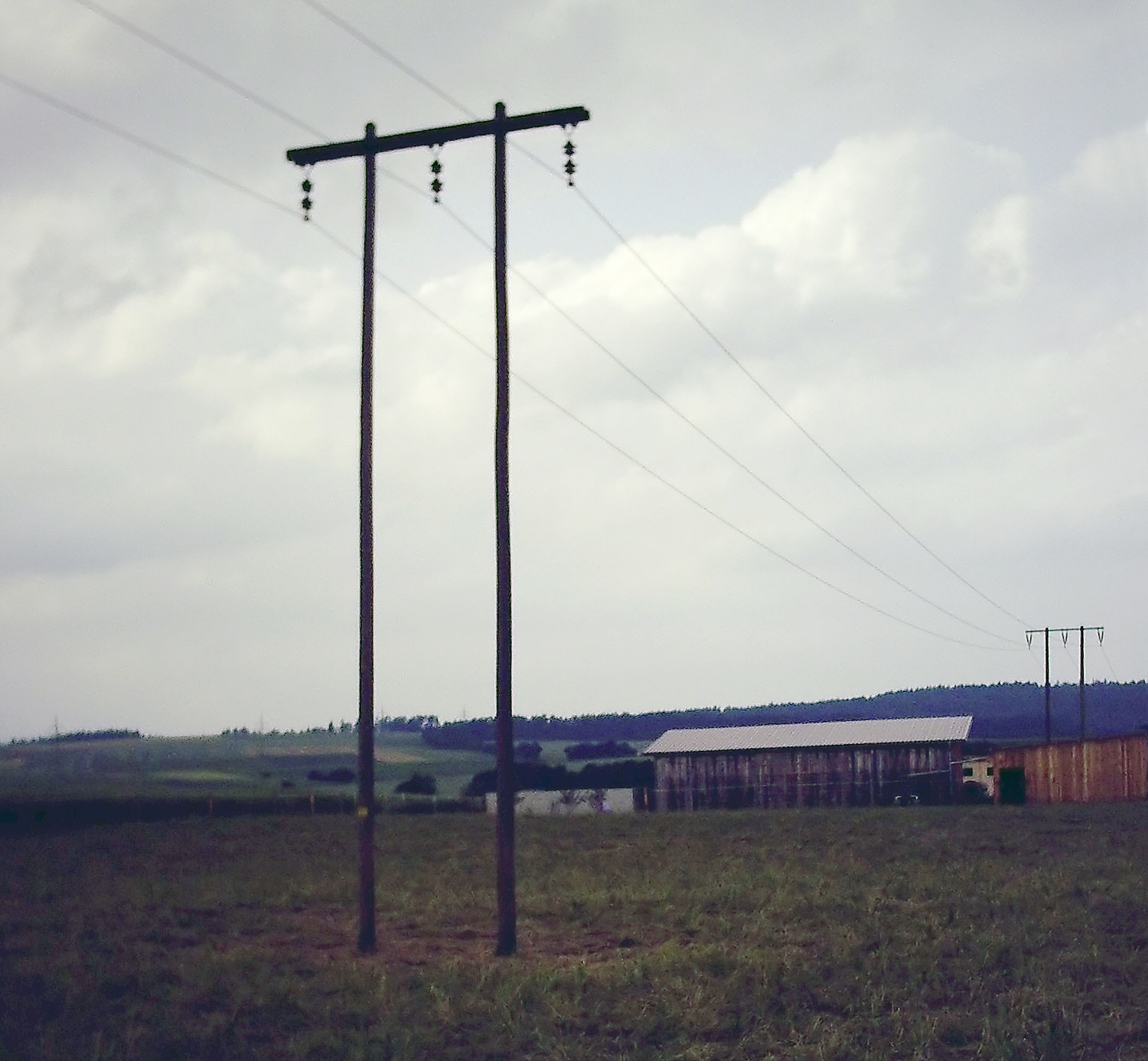
Portalmast
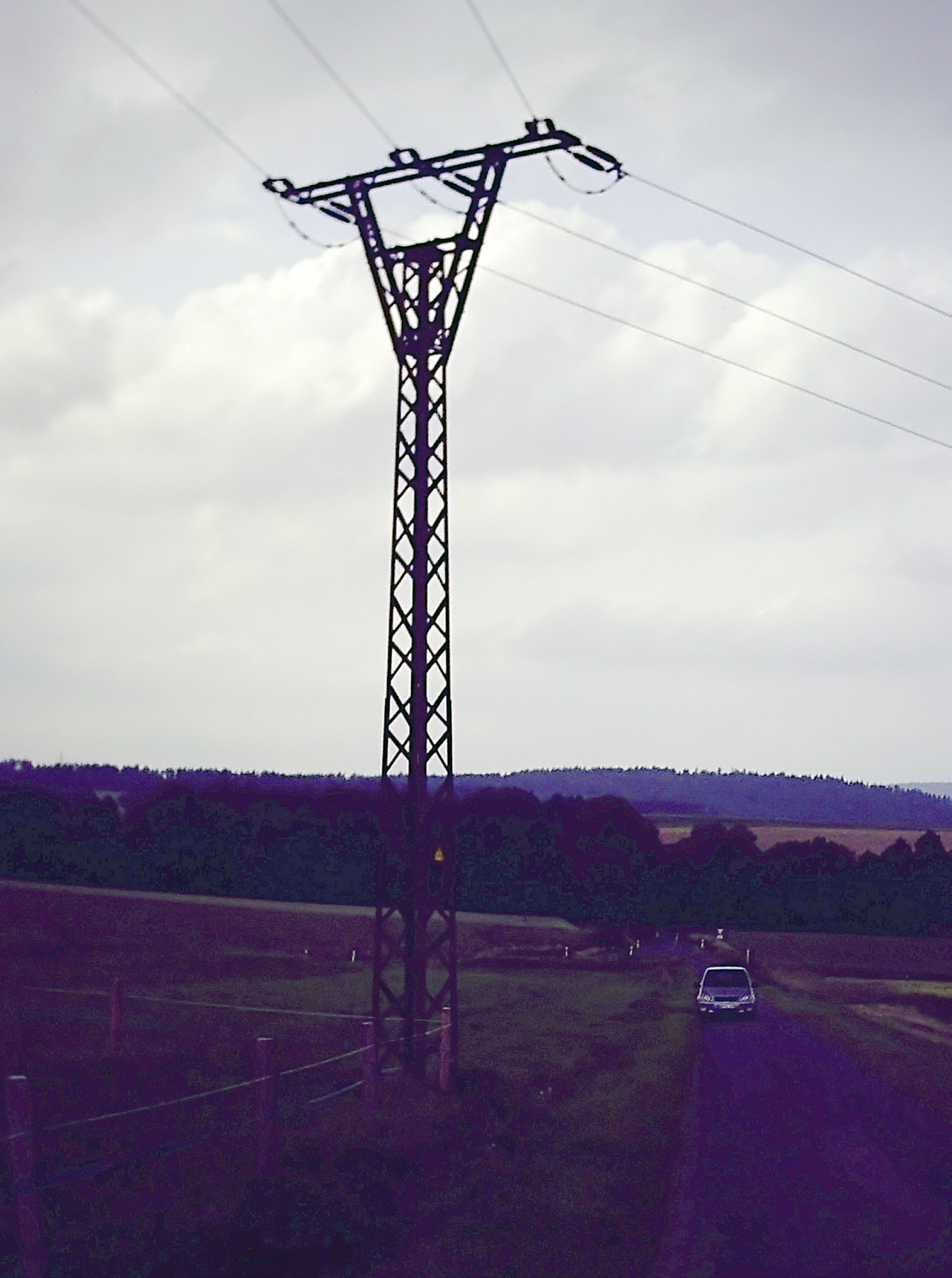
Deltamast
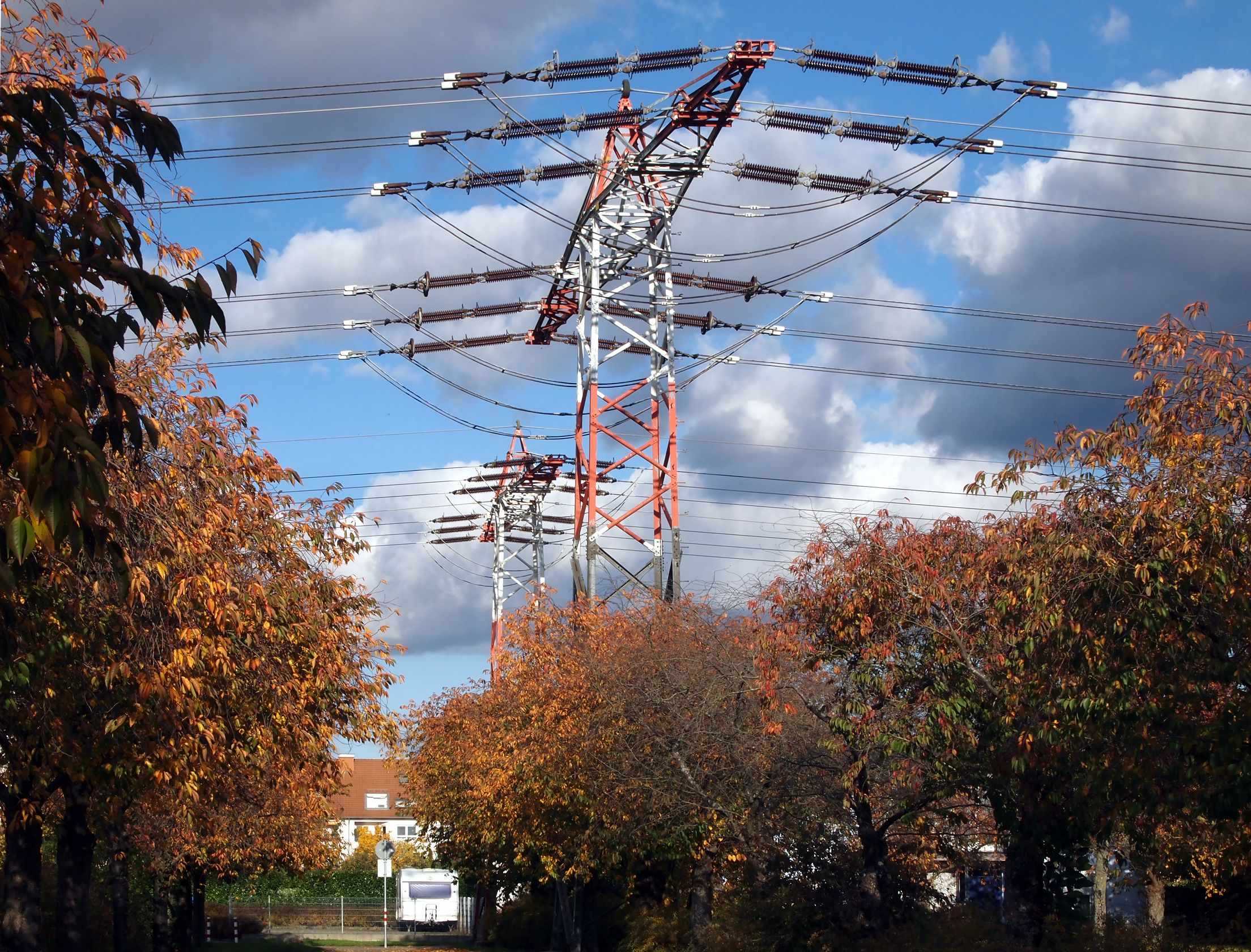
Einebenenmasten

- Einebenenmast
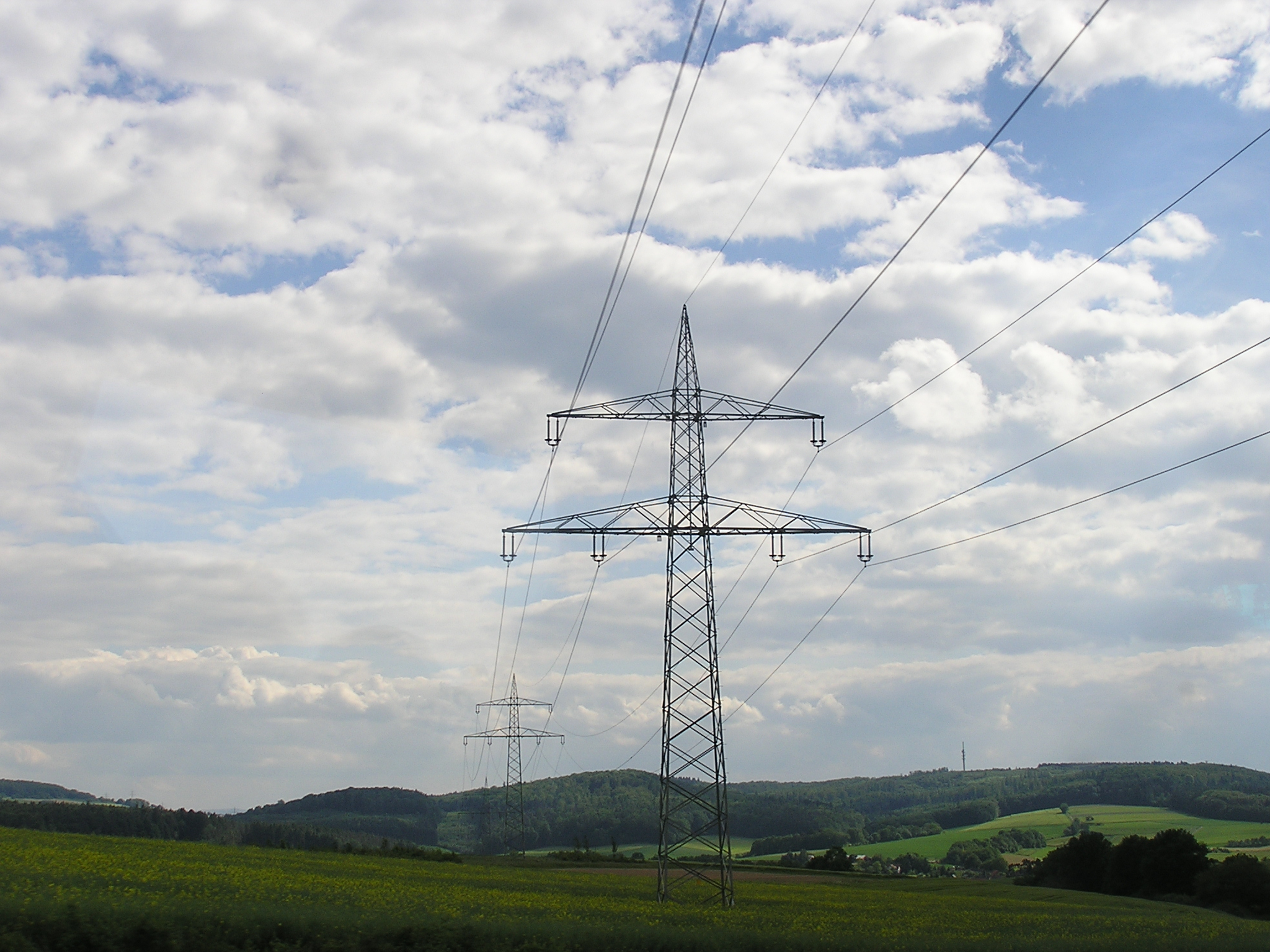
Donaumast
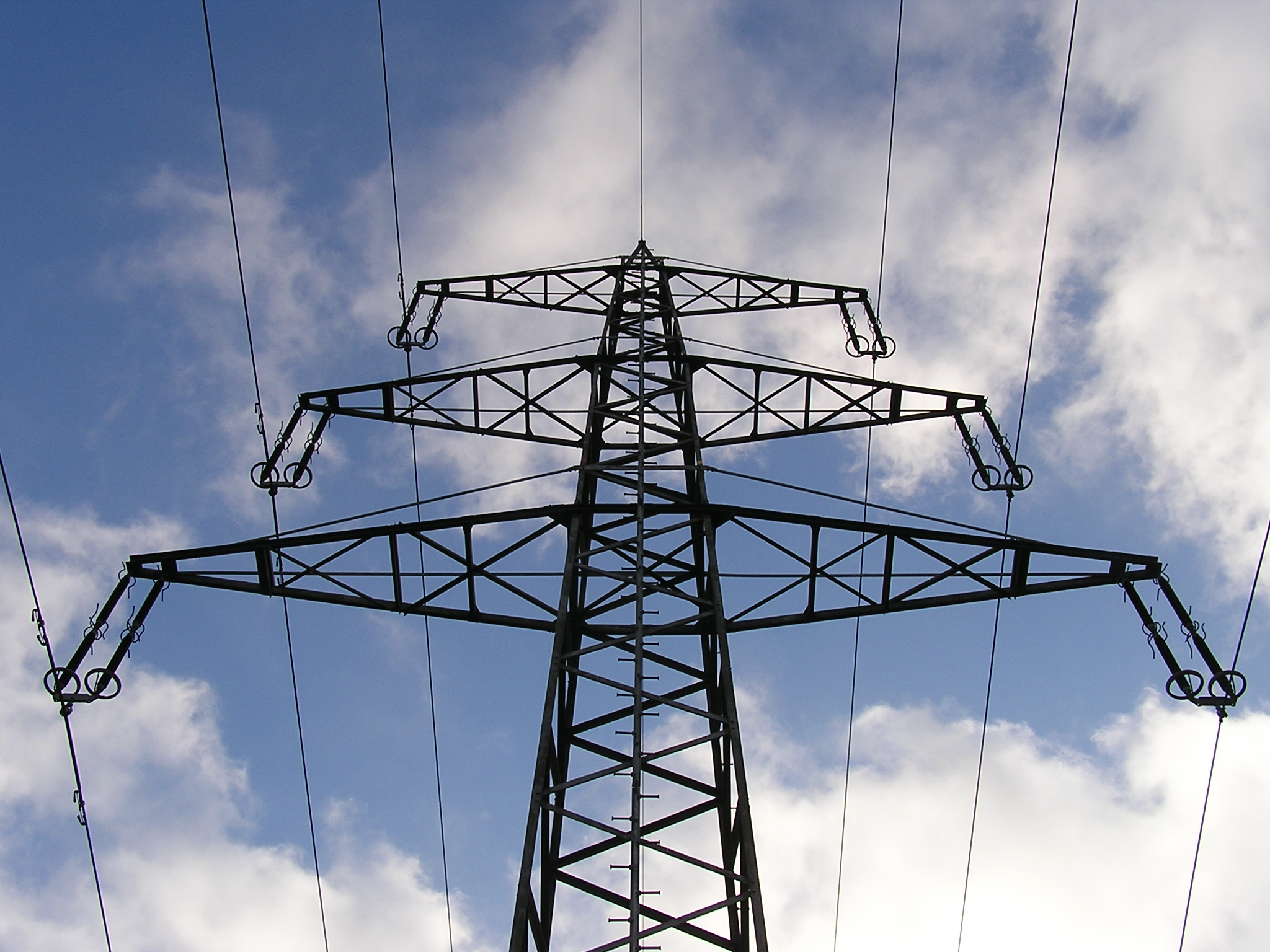
Dreiebenenmast
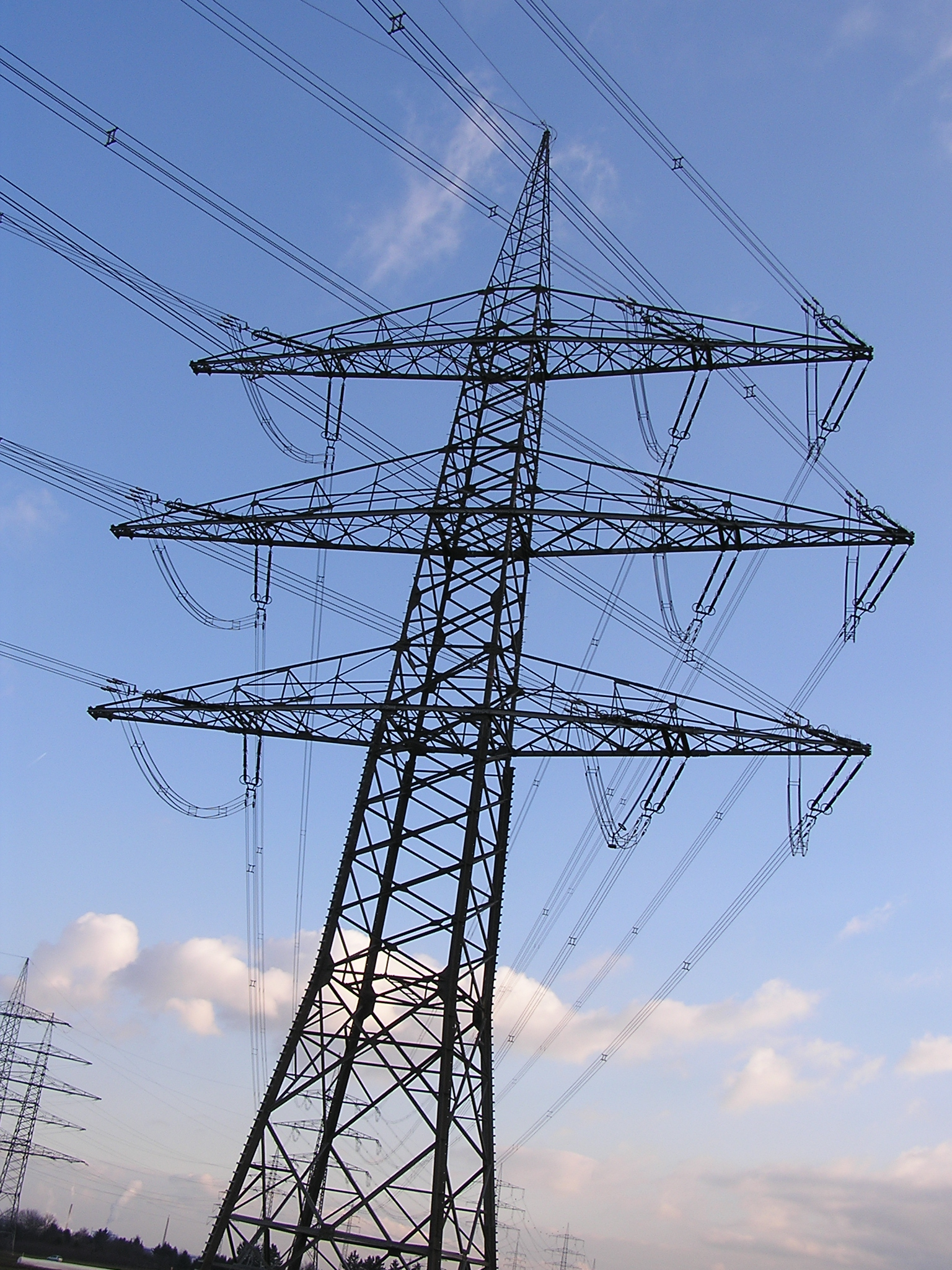
Tonnenmast
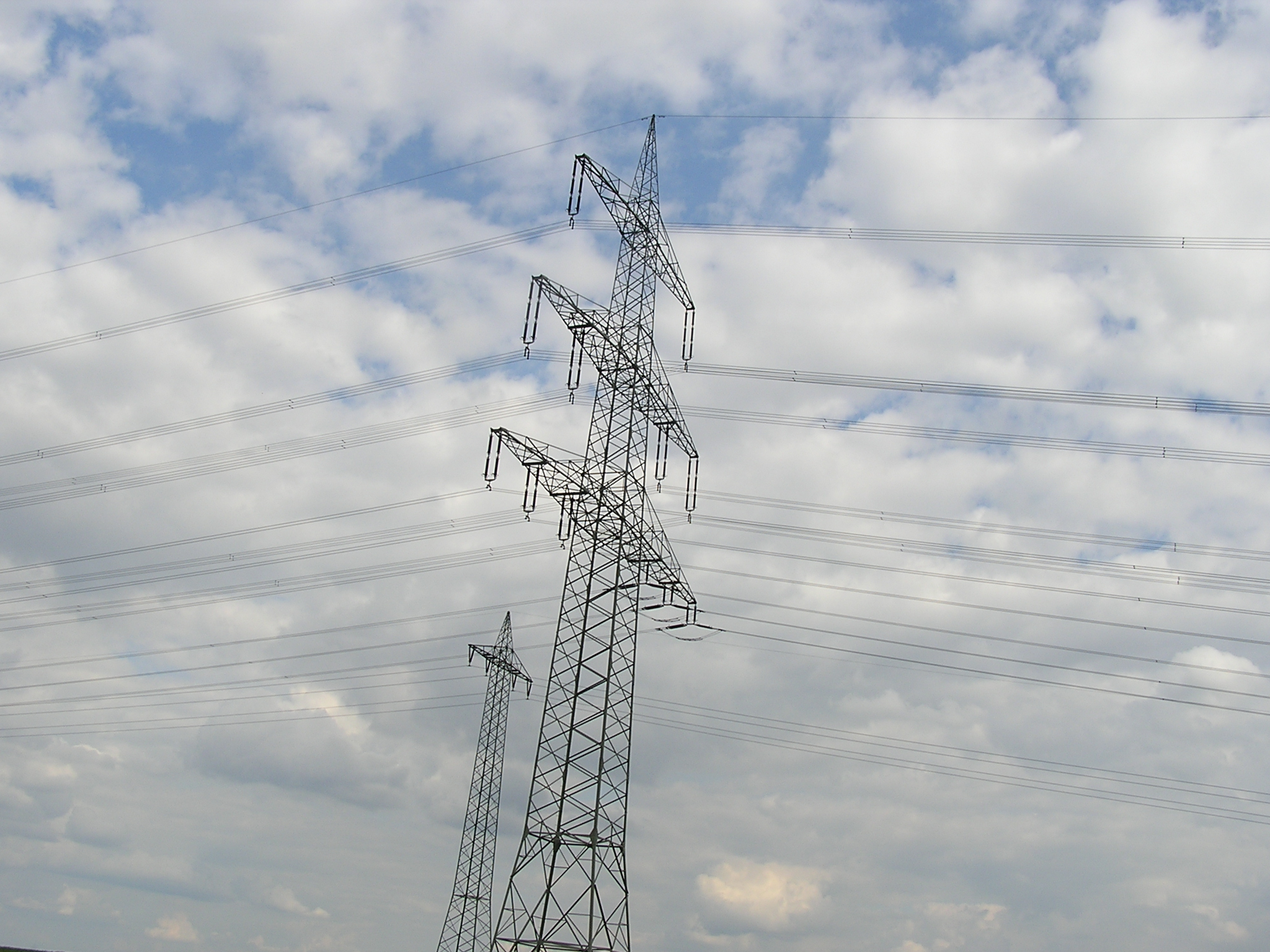
Tannenbaummast
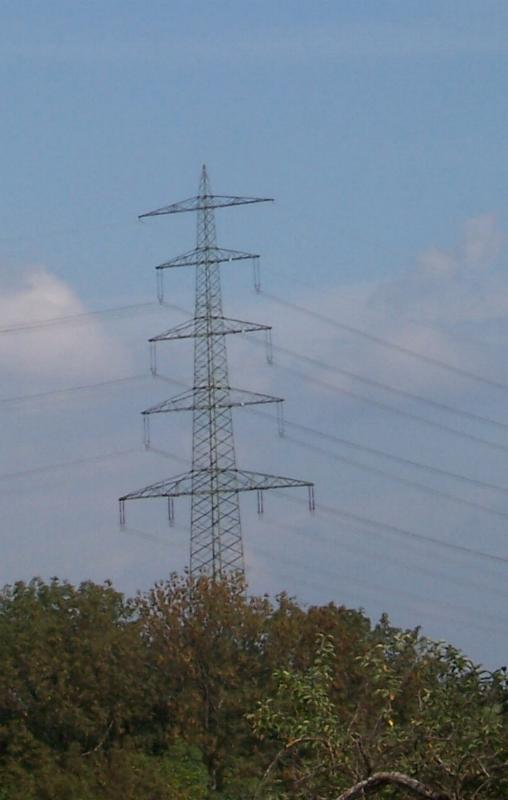
Tannenbaummast einer Hybridleitung mit vier Ebenen und zwei Blitzschutzseilen; die unterste Ebene ist eine Bahnstromleitung von DB Energie
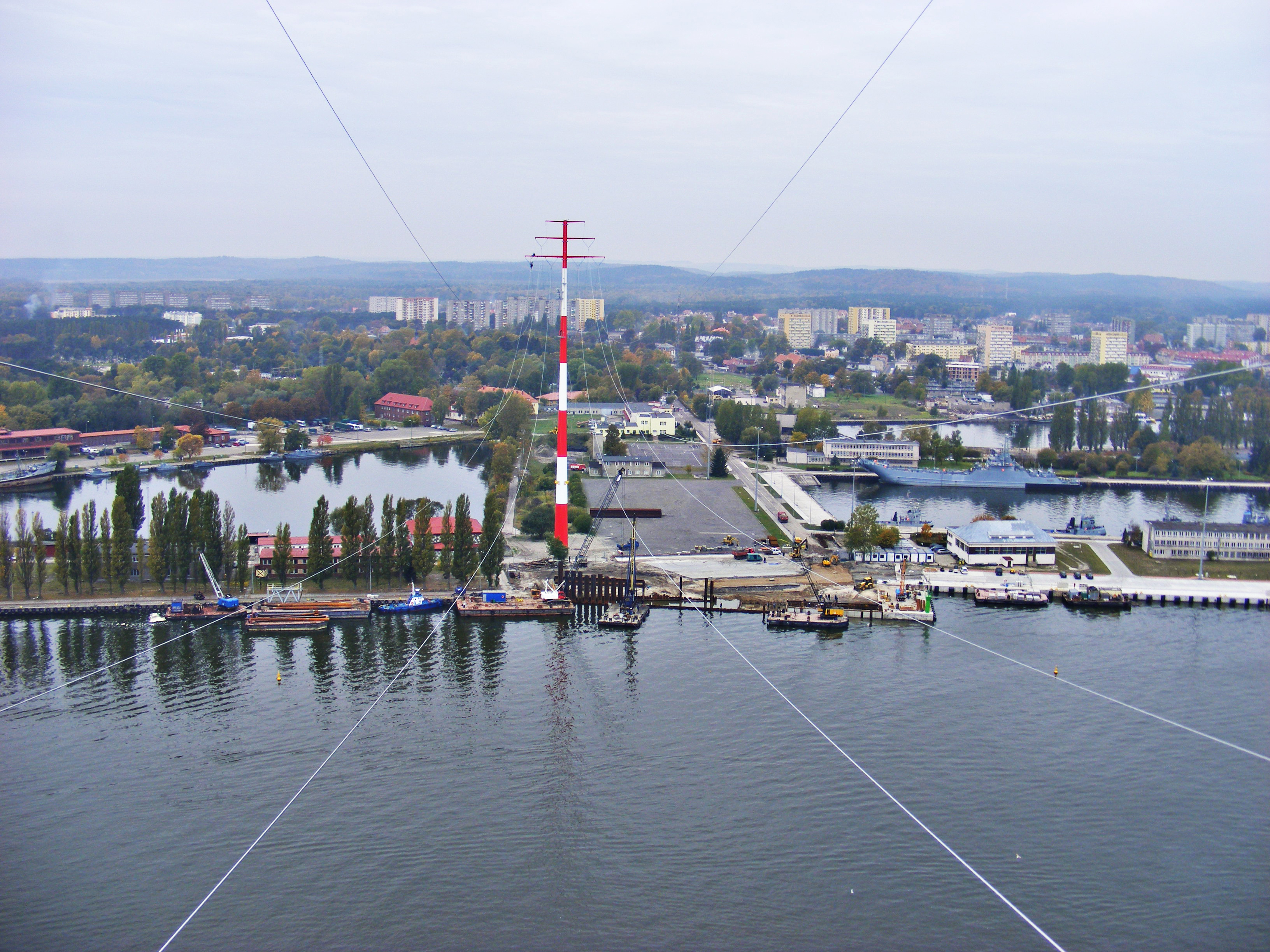
Kompaktmast mit Donauanordnung; Höhe 99 m, Spannweite 437 Meter
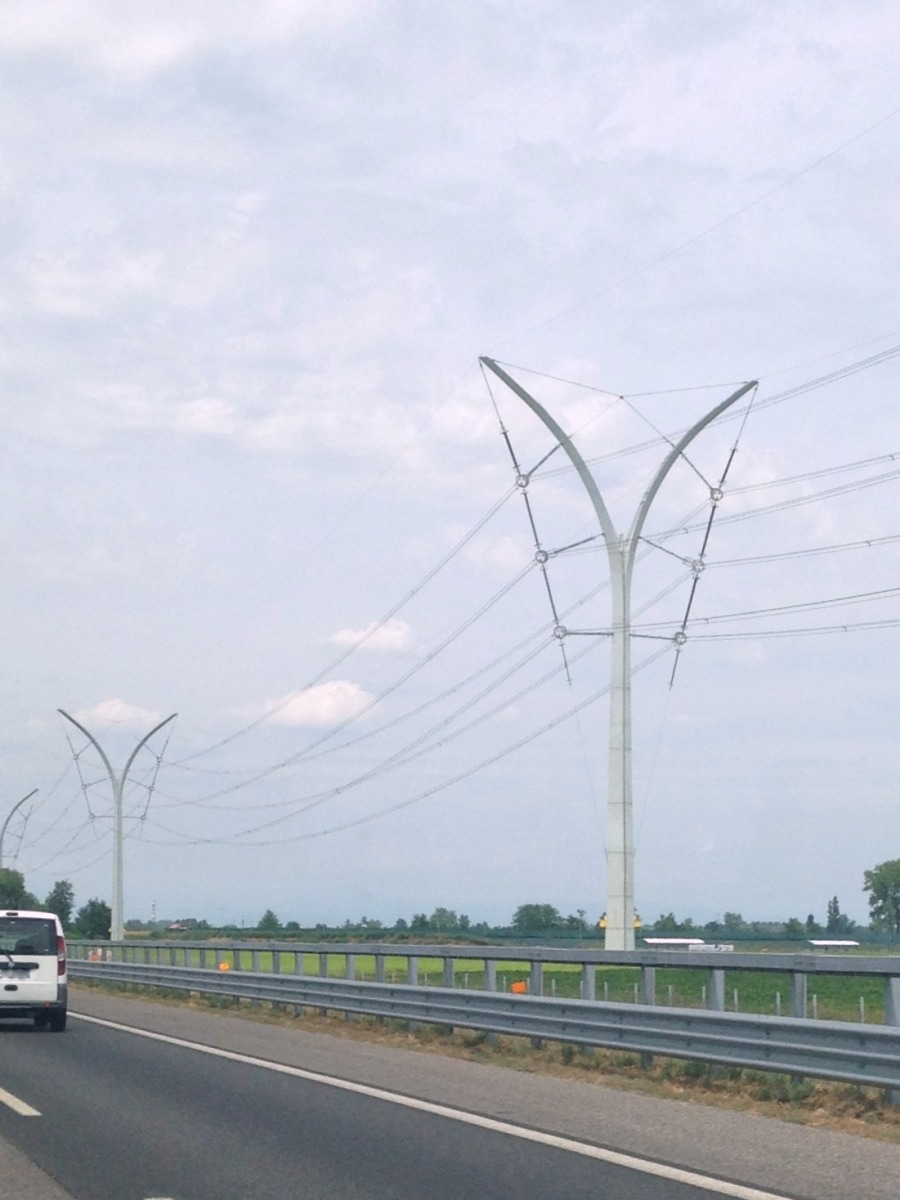
Extravagante Freileitungsmasten bei Pavia, Italien
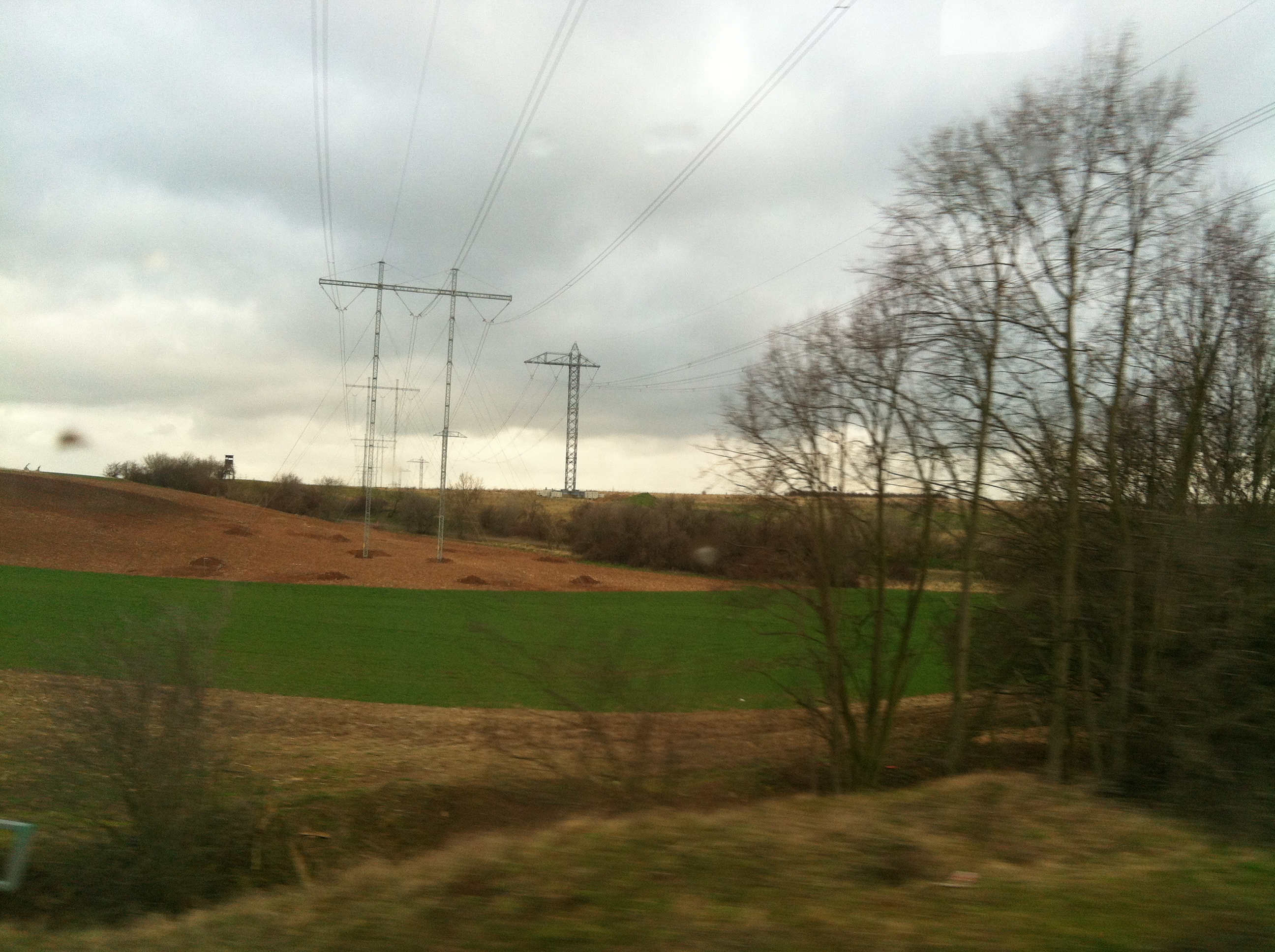
Portalmast neben einer Sonderkonstruktion bei Erdeborn. Die 380-kV-Leitung wurde 2015 nach einem Sturm neu errichtet. Ursprünglich standen hier Donaumasten.
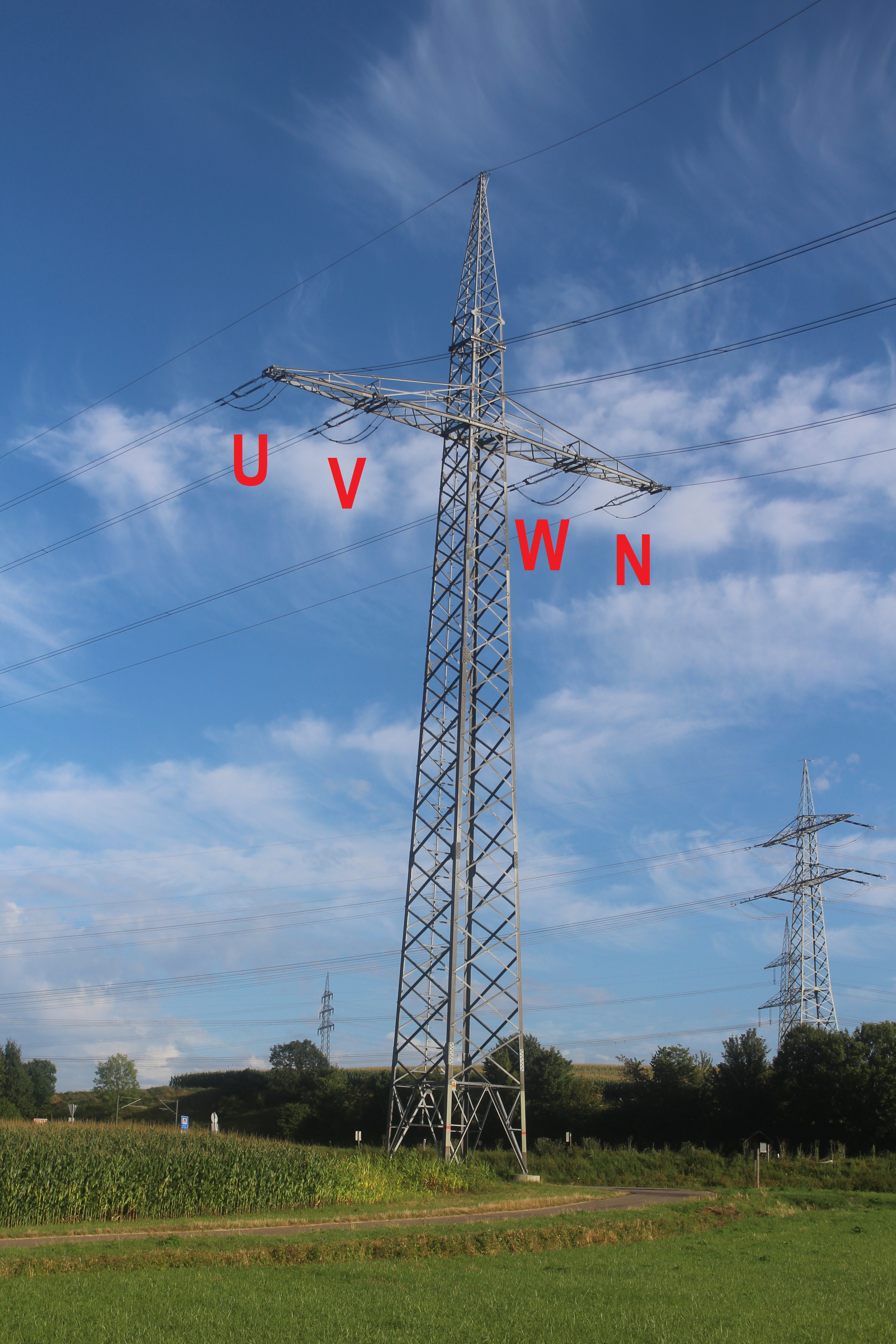
Die Anlage 1360 in Leingarten ist eine der wenigen Ausnahmen, wo ein 110 kV-Drehstromsystem als Vierleitersystem für die abgesetzte Erdschlusslöschspule zur Sternpunktbehandlung ausgeführt ist.
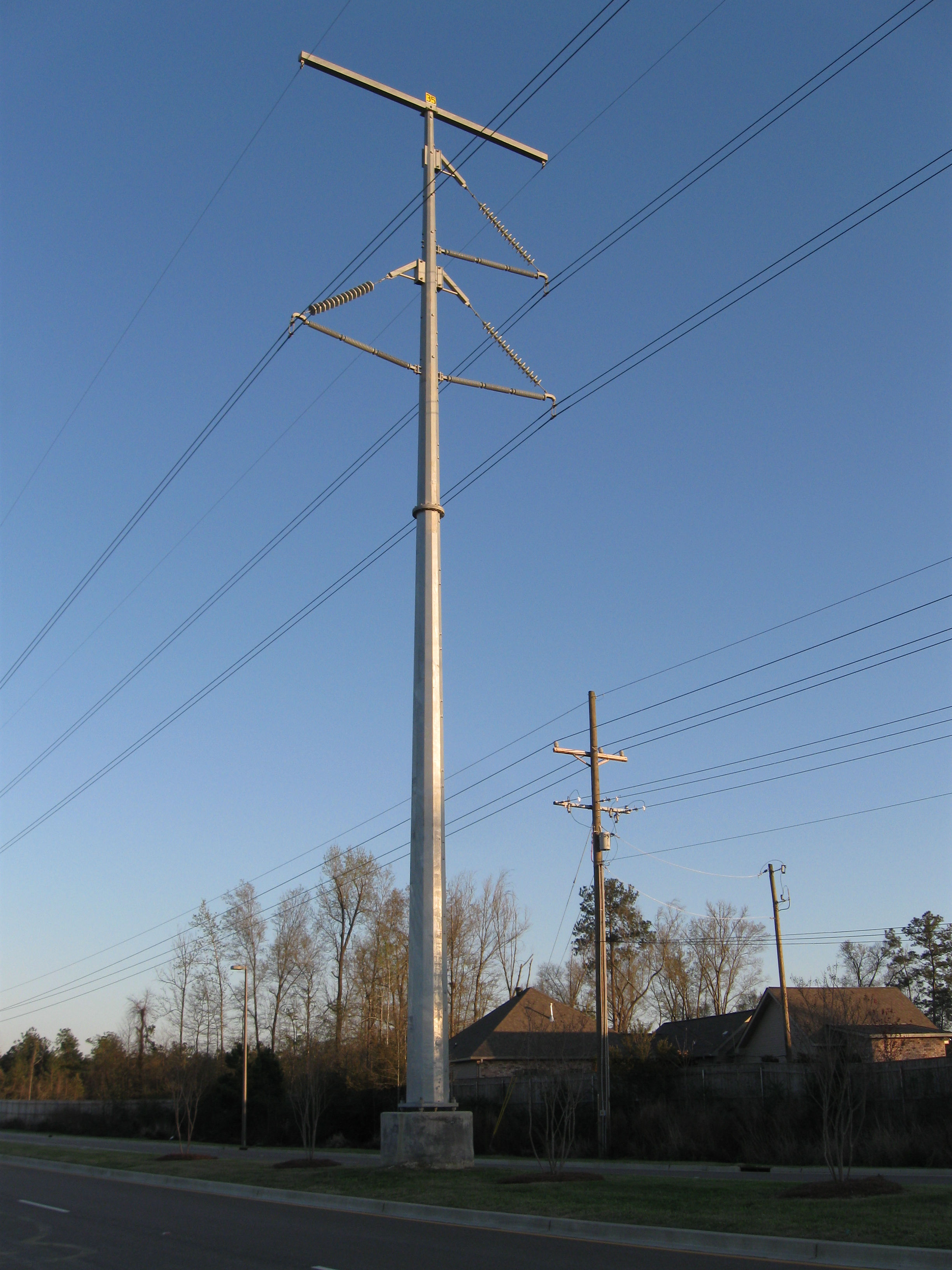
Stahlrohr-Kompaktmast mit seitlich angebrachten Isolatoren einer 230-kV-Leitung entlang einer Straße in den Vereinigten Staaten
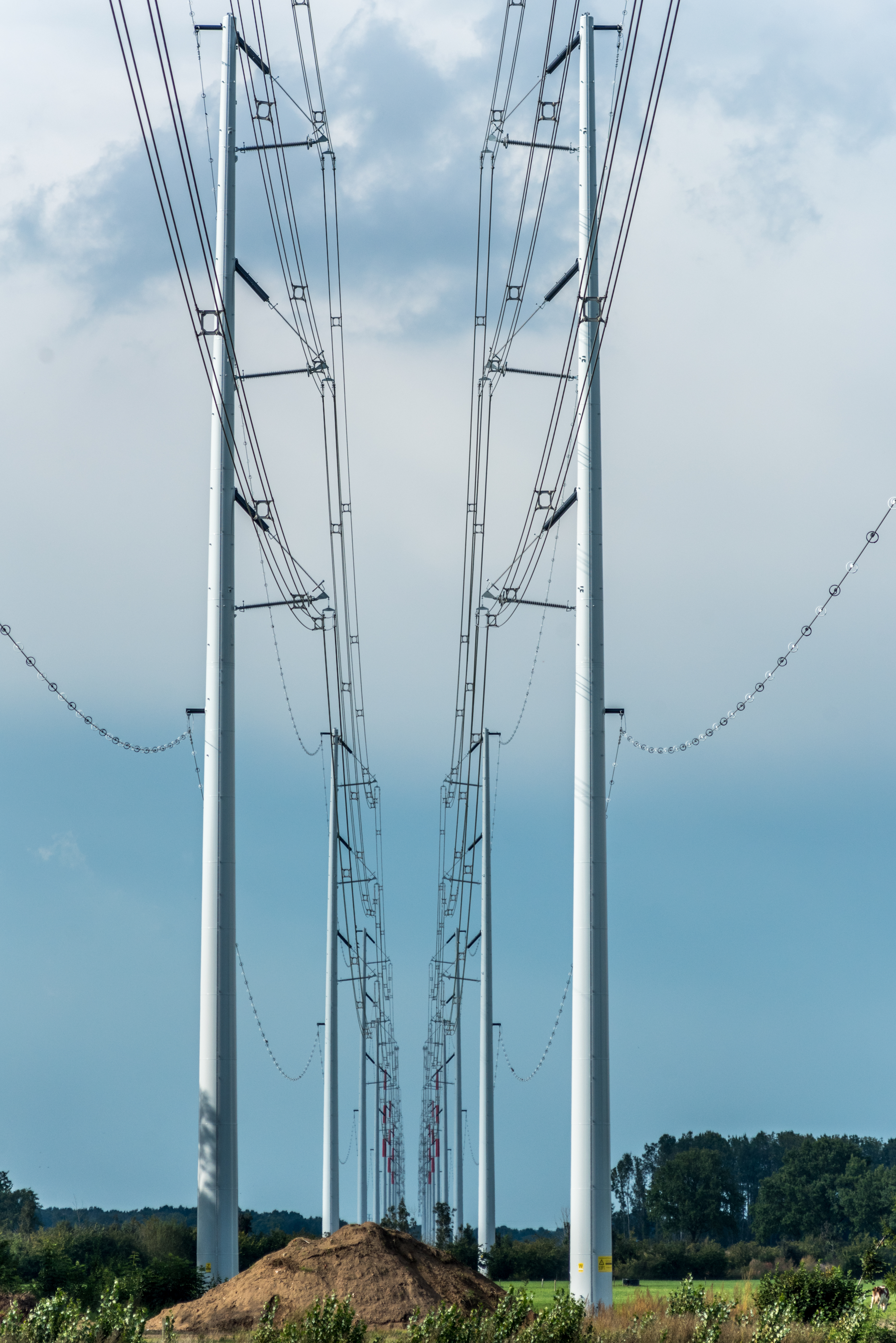
Vollwandmast-Doppelreihe (Typ Wintrack)

- Kompaktmast

- Portalmast
- Deltamast
- Einebenenmasten
- Donaumast
- Dreiebenenmast
- Tonnenmast
- Tannenbaummast
- Tannenbaummast einer Hybridleitung mit vier Ebenen und zwei Blitzschutzseilen; die unterste Ebene ist eine Bahnstromleitung von DB Energie
- Kompaktmast mit Donauanordnung; Höhe 99 m, Spannweite 437 Meter
- Extravagante Freileitungsmasten bei Pavia, Italien
- Portalmast neben einer Sonderkonstruktion bei Erdeborn. Die 380-kV-Leitung wurde 2015 nach einem Sturm neu errichtet. Ursprünglich standen hier Donaumasten.
- Die Anlage 1360 in Leingarten ist eine der wenigen Ausnahmen, wo ein 110 kV-Drehstromsystem als Vierleitersystem für die abgesetzte Erdschlusslöschspule zur Sternpunktbehandlung ausgeführt ist.
- Stahlrohr-Kompaktmast mit seitlich angebrachten Isolatoren einer 230-kV-Leitung entlang einer Straße in den Vereinigten Staaten
- Vollwandmast-Doppelreihe (Typ Wintrack)

### Nach Aufstellungsort

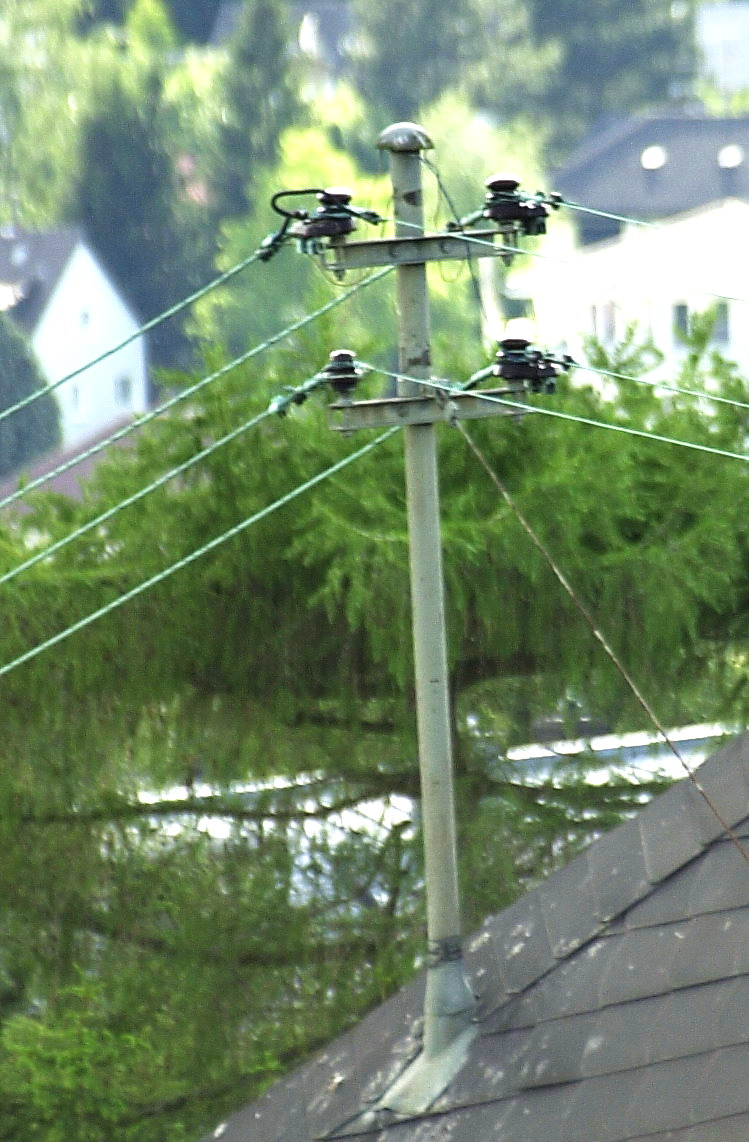
Dachständer
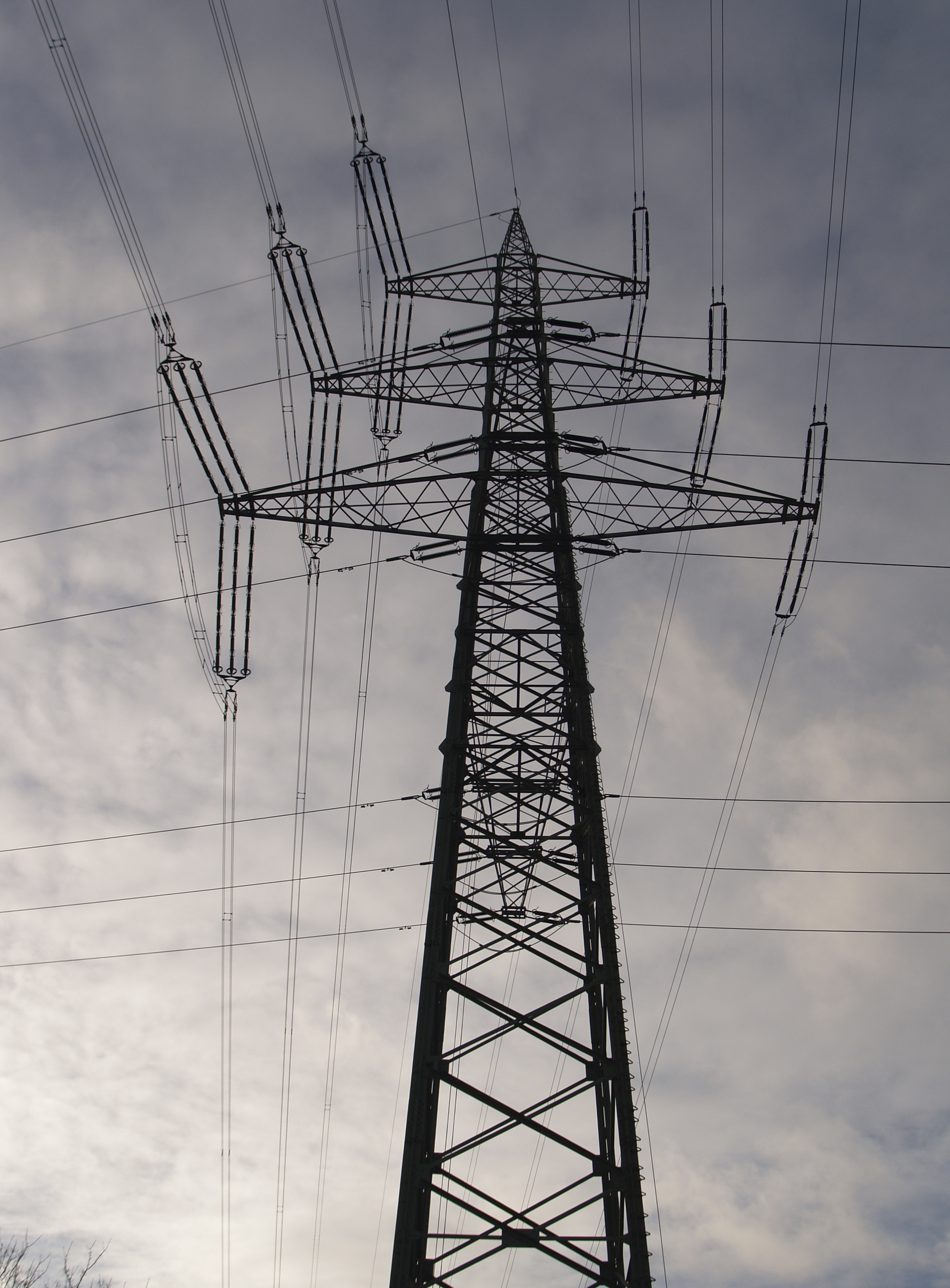
Kreuzungsmast

- Dachständer
- Kreuzungsmast (nur Freileitungen)

### Nach Verwendungszweck
- Bahnstrommast
- Oberleitungsmast
- Hybridmast
- Telefonmast
- Telegrafenmast (meist nicht mehr in Betrieb)

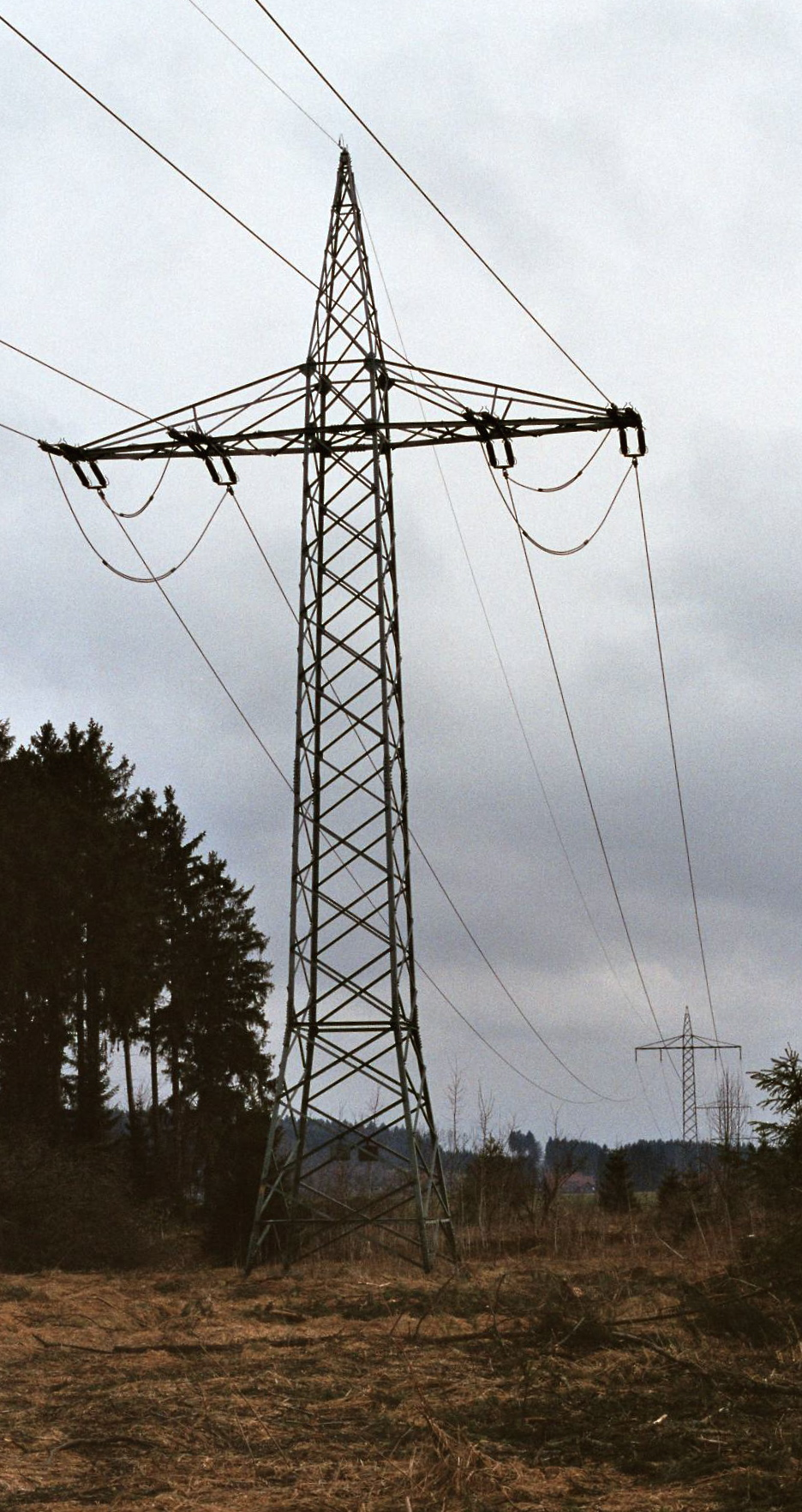
Bahnstrommast
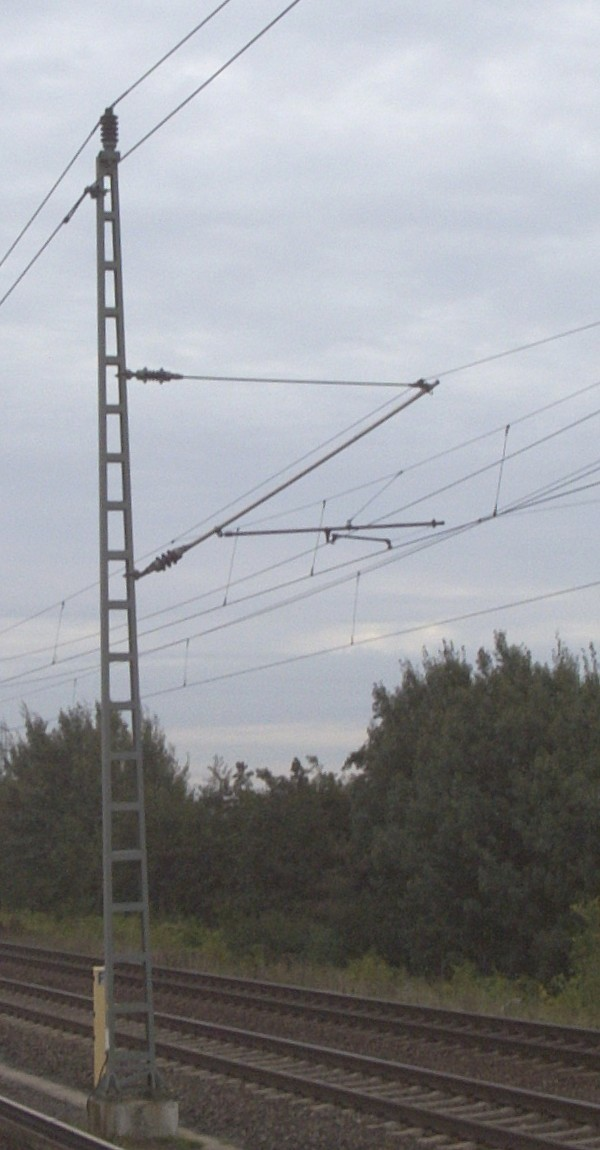
Oberleitungsmast
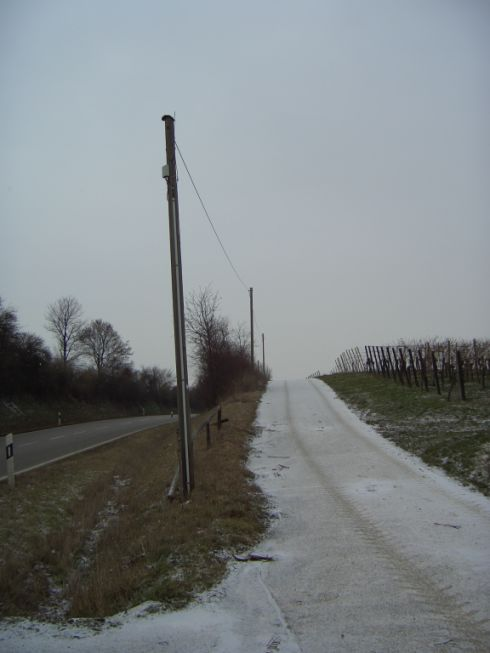
Telefonmast
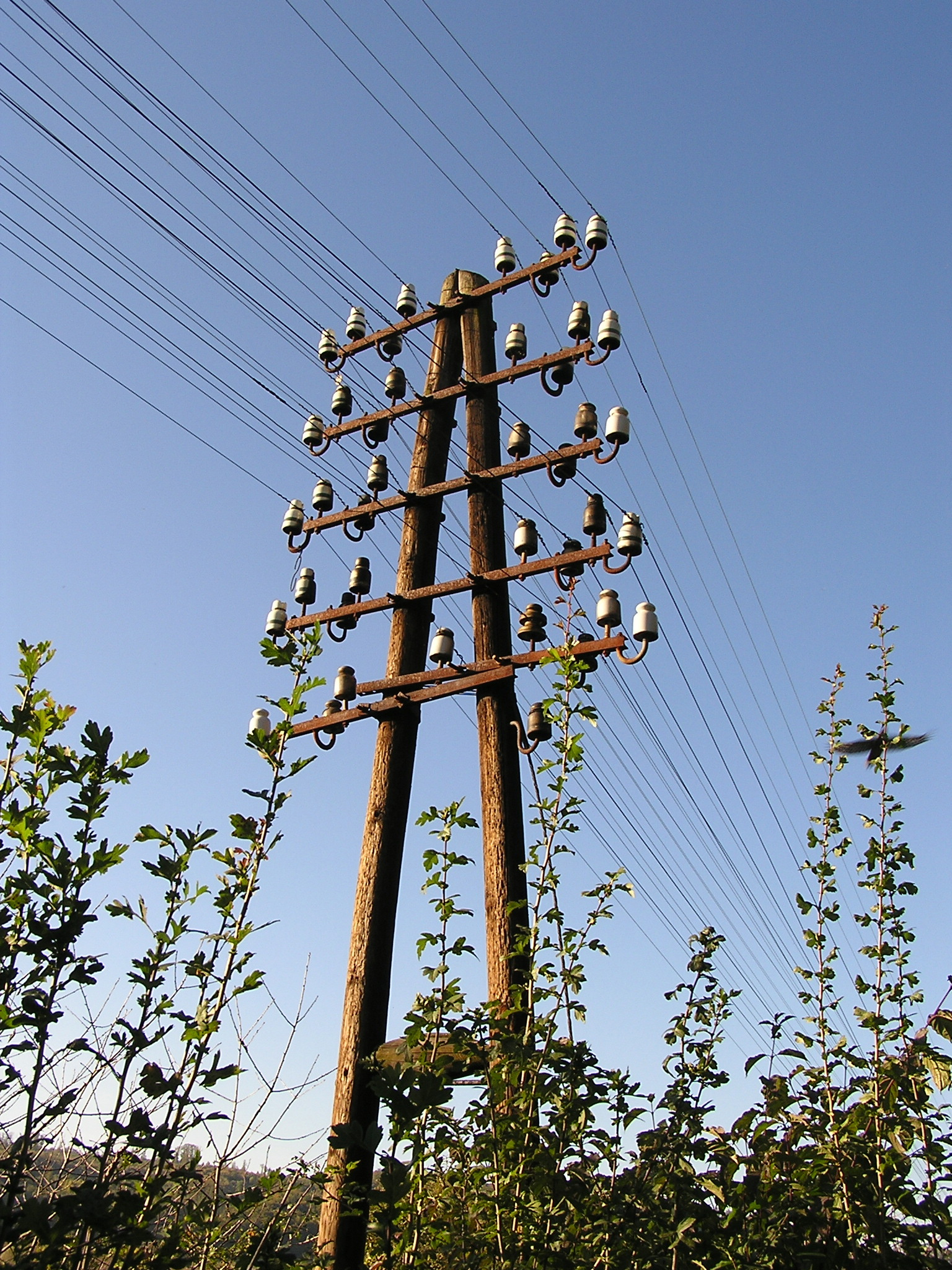
Telegrafenmast

## Freileitungsmasten in Kunst und Kultur
Aktive Freileitungsmasten

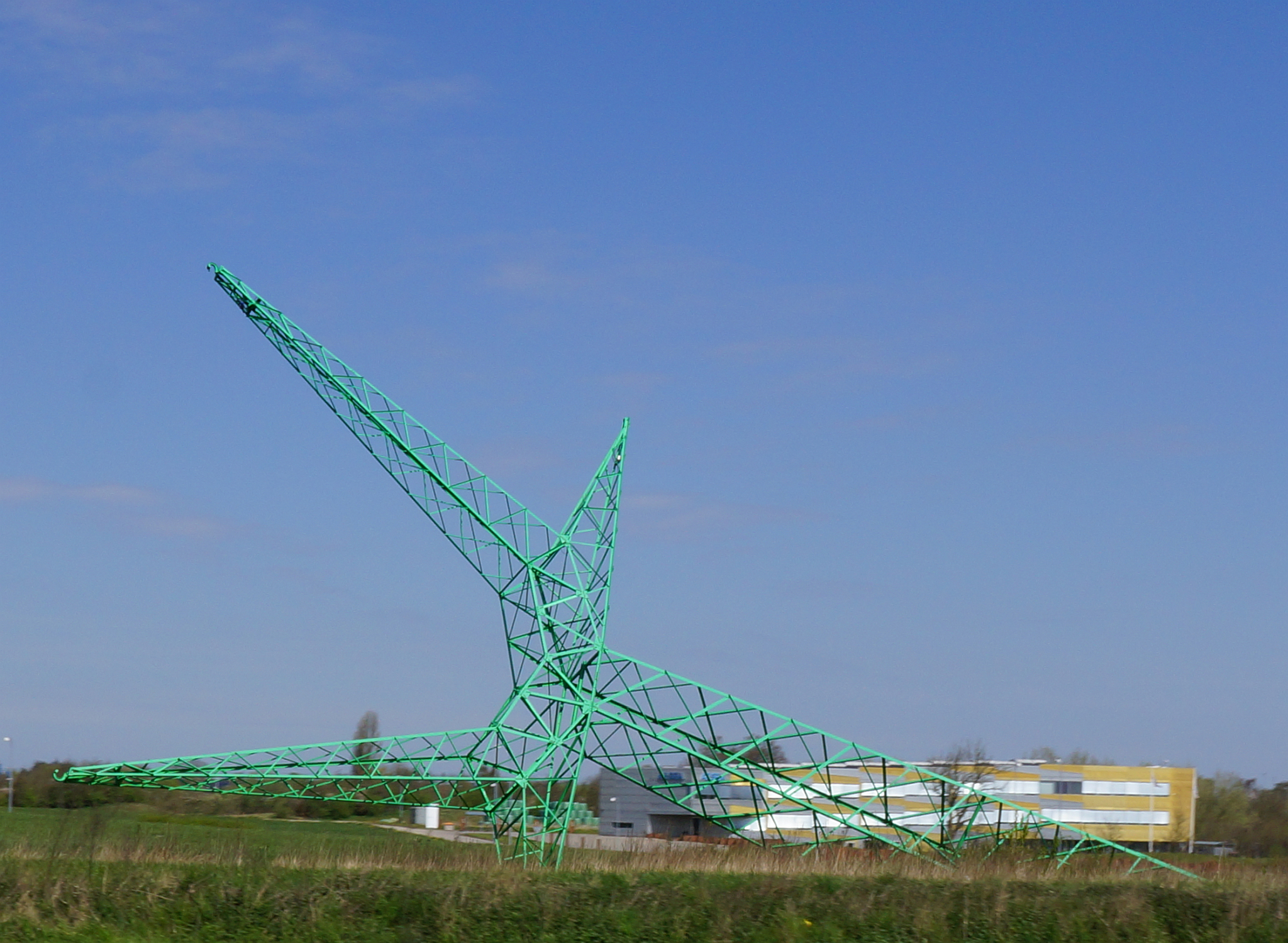
Liegender Freileitungsmast an der E20 nahe Fredericia, Jütland (Dänemark)

Einschlägig genutzte Freileitungsmasten, die als Kunstprojekt dienen oder dienten
- Für den Film Among Giants wurde ein inzwischen demontierter Freileitungsmast in Großbritannien rosa gestrichen (Pink Pylon).
- Im Ruhr-Park in Bochum befindet sich der mit Kugeln dekorierte Mast 69 der Freileitung Bl. 2610 der Amprion GmbH.
- Am Holteyer Hafen befindet sich ein mit bunten Plexiglaselementen verkleideter Freileitungsmast
- Südöstlich von Budapest, bei Kakucs, stehen im Zuge der 400-kV-Leitung Albertirsa–Martonvásár beiderseits der Autobahn M5 seit 2011 zwei Masten, deren oberer Teil einem lachenden Clown nachempfunden ist.[13]
- Ebenfalls in Ungarn, an der M60, stehen bei Szederkény zwei Freileitungsmasten der 400-kv-Leitung Pécs–Ernestinovo, die seit 2010 in den ungarischen Nationalfarben (rot-weiß-grün) angestrichen sind.

Freileitungsmasten nachempfundene Skulpturen
Diese Skulpturen wurden Freileitungsmasten nachempfunden, trugen aber nie Leiterseile
- Die Skulptur Zauberlehrling in Oberhausen nimmt Bezug auf einen tanzenden Freileitungsmasten.

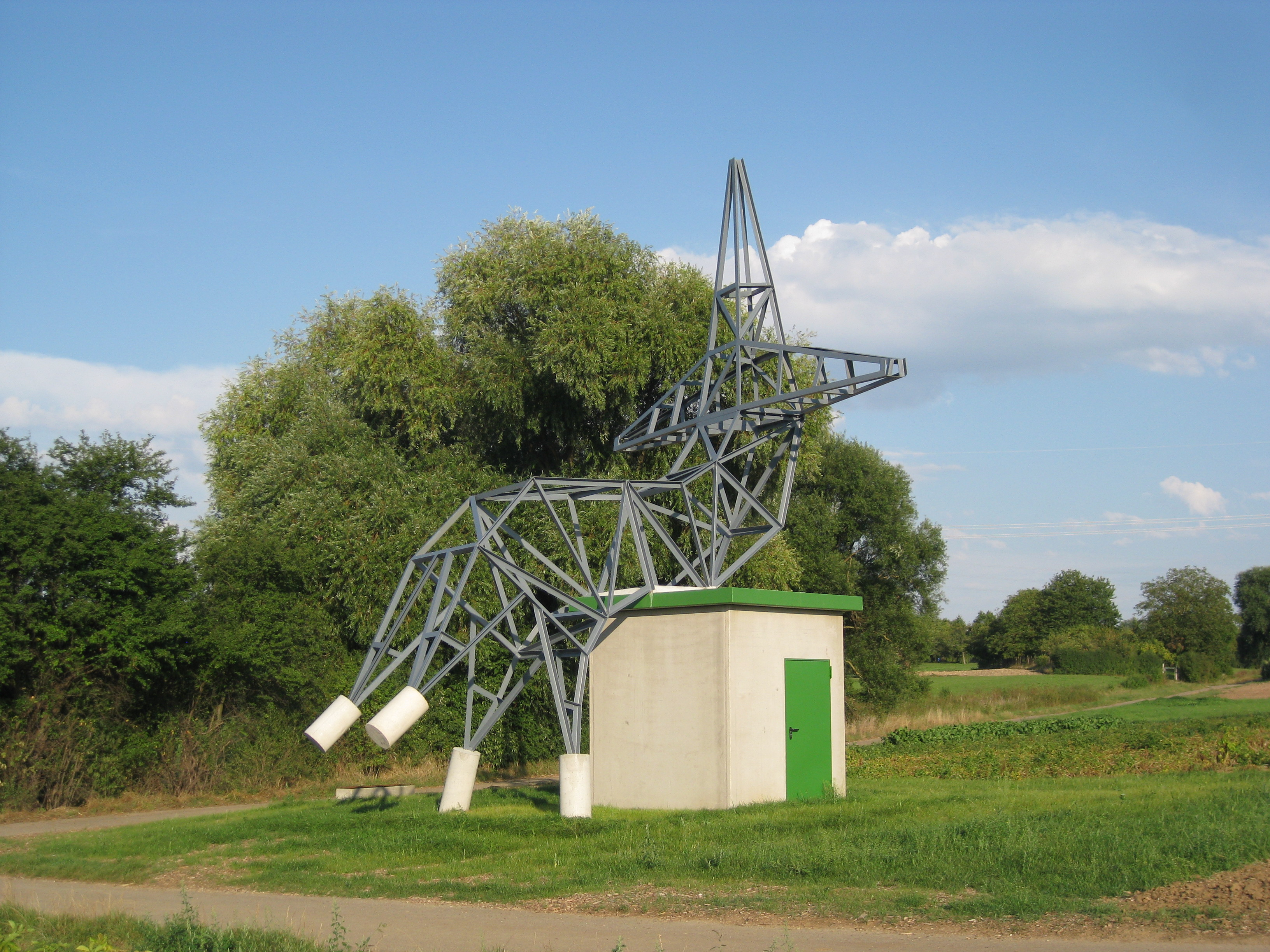
Skulptur "Freizeit/Muße" auf dem Besinnungsweg Fellbach

- Skulptur "Freizeit/Muße" auf dem Besinnungsweg FellbachDie Skulptur Freizeit/Muße am Besinnungsweg Fellbach stellt einen Freileitungsmasten dar, der sich zum Ausruhen "hingesetzt" hat.[14]
- Auch die Skulptur Shall we dance im niederländischen Doetinchem zeigt einen scheinbar sich hinüberbeugenden und zum Tanz auffordernden Freileitungsmasten.[15]

Freileitungsmasten in Kunst und Kultur ohne direkten Bezug zu realen Objekten
- Im Wappen von Nordkorea befindet sich ein Hochspannungsmast zusammen mit einem Wasserkraftwerk. Auch das Wappen von Ekibastus zeigt einen Freileitungsmast.
- Im Film Trollhunter sind Freileitungsmasten Bestandteile eines Sicherungssystems gegen Trolle in Norwegen.

## Besiedlung der Freifläche unter Gittermasten
Die Freifläche, insbesondere die etwa 25 Quadratmeter große quadratische unter dem Mastfuß von Gittermasten, wird in der Regel nicht landwirtschaftlich genutzt, sondern von Pflanzen und Tieren besiedelt. Üblicherweise wird die Fläche einmal im Jahr gemäht, um den Zugang des Netzbetreibers zum Mast zu sichern. Das Biologieprojekt „Artenvielfalt unter Strom“ untersucht in Kärnten seit 2016 – geplant ist eine Laufzeit bis 2020 – den Einfluss des Mähens auf die Besiedlung mit Pflanzen, Schmetterlingen und Schnecken.

## Besondere Freileitungsmasten
| Mast | Baujahr                      | Land           | Ort                             | Höhe                                           | Bemerkungen |
| --- | ---------------------------- | -------------- | ------------------------------- | ---------------------------------------------- | --- |
| Freileitungsverbindung Jintang–Cezi                                                                              | 2018–2019                    | China          | Jintang                         | 380 m                                          | höchste Freileitungsmasten der Welt |
| Hochspannungsleitung zur Insel Zhoushan                                                                          | 2009–2010                    | China          | Damao                           | 370 m                                          | zweithöchste Freileitungsmasten der Welt |
| Tragmasten der Jangtse-Freileitungskreuzung                                                                      | 2003                         | China          | Jiangyin                        | 346,5 m                                        | |
| Tragmasten der Amazonas-Freileitungskreuzung                                                                     | 2013                         | Brasilien      | bei Almerim                     | 295 m                                          | höchste Freileitungsmasten in Südamerika |
| Tragmasten der Jangtse-Freileitungskreuzung Nanking                                                              | 1992                         | China          | Nanking                         | 257 m                                          | höchste Stahlbeton-Freileitungsmasten der Welt |
| Tragmasten der Perlfluss-Freileitungskreuzung                                                                    | 1987                         | China          | Guangdong                       | 253 m + 240 m                                  | |
| Tragmasten der Orinoco-Freileitungskreuzung                                                                      | 1990                         | Venezuela      | Caroní                          | 240 m                                          | |
| Freileitung über die Straße von Messina                                                                          | 1957                         | Italien        | Messina                         | 232 m (224 m ohne Fundament)                   | nicht mehr als Freileitungsmasten genutzt |
| Tragmasten der Jangtse-Freileitungskreuzung Wuhu                                                                 | 2003                         | China          | Wuhu                            | 229 m                                          | höchste Freileitungsmasten für HGÜ |
| Elbüberspannung Elbekreuzung 2                                                                                   | 1976–1978                    | Deutschland    | Hetlingen                       | 227 m (ohne Fundament)                         | höchste Freileitungsmasten in Europa |
| Chusi-Freileitungskreuzung                                                                                       | 1962                         | Japan          | Takehara                        | 226 m                                          | |
| Freileitungskreuzung des Sueskanals                                                                              | 1999                         | Ägypten        | Sueskanal                       | 221 m                                          | |
| Freileitungskreuzung des LingBei-Kanals                                                                          | 1993                         | Japan          | Takehara                        | 214,5 m                                        | |
| Luohe Freileitungskreuzung                                                                                       | 1989                         | China          | Luohe                           | 202,5 m                                        | |
| Wolga-Freileitungskreuzung Balakowo, Mast Ost                                                                    | 1983–1984                    | Russland       | Balakowo                        | 197 m                                          | höchster Freileitungsmast in Russland |
| 380-kV-Themse-Freileitungskreuzung                                                                               | 1965                         | Großbritannien | West Thurrock                   | 190 m                                          | |
| Elbüberspannung Elbekreuzung 1                                                                                   | 1958–1962                    | Deutschland    | Hetlingen                       | 189 m                                          | |
| Ob-Freileitungskreuzung Surgut                                                                                   | 1967–1968                    | Russland       | Surgut                          | 188 m                                          | |
| Freileitungskreuzung des Sankt Lorenz Flusses Tracy                                                              | ?                            | Kanada         | Sorel-Tracy                     | 174,6 m                                        | höchster Freileitungsmast in Kanada |
| Schelde-Freileitungskreuzung Doel                                                                                | ?                            | Belgien        | Antwerpen                       | 170 m                                          | Mast auf Caisson in der Schelde |
| Bosporus-Leitungskreuzung 3                                                                                      | 1997                         | Türkei         | Istanbul                        | 160 m                                          | |
| Freileitungsmasten von Cádiz                                                                                     | 1957–1960                    | Spanien        | Cádiz                           | ca. 160 m                                      | ungewöhnliche Konstruktion |
| Wolga-Freileitungskreuzung Balakowo, Mast West                                                                   | 1983–1984                    | Russland       | Balakowo                        | 159 m                                          | |
| Severn-Freileitungskreuzung Aust                                                                                 | ?                            | Großbritannien | Aust                            | 148,75 m                                       | |
| 380-kV-Themse-Freileitungskreuzung                                                                               | 1932                         | Großbritannien | West Thurrock                   | 148,4 m                                        | 1987 abgerissen |
| Karmsund-Freileitungskreuzung                                                                                    | ?                            | Norwegen       | Karmsund                        | 143,5 m                                        | |
| Limfjord-Freileitungskreuzung 2                                                                                  | ?                            | Dänemark       | Raerup                          | 141,7 m                                        | |
| Freileitungskreuzung des Sankt Lorenz Flusses der HGÜ Québec–Neuengland                                          | 1989                         | Kanada         | Deschambault-Grondines          | 140 m                                          | 1992 abgebaut |
| Masten der Rhein-Freileitungskreuzung Voerde                                                                     | 1926, 2015                   | Deutschland    | Voerde                          | 96 m                                           | bis 2015 mit 138 m Höhe höchste Freileitungsmasten in Nordrhein-Westfalen, Oberer Mastteil durch Neukonstruktion ersetzt                                                                                   |
| Köhlbrand-Freileitungskreuzung                                                                                   | ?                            | Deutschland    | Hamburg                         | 138 m                                          | |
| Weser-Freileitungskreuzung Bremen-Farge                                                                          | 1966                         | Deutschland    | Bremen                          | 134,5 m                                        | |
| Tragmasten der Ghesm-Freileitungskreuzung                                                                        | 1984                         | Iran           | Straße von Ghesm                | 130 m                                          | ein Mast auf einem Caisson im Meer gegründet |
| NIGRES-Stromleitungsmast an der Oka                                                                              | 1929                         | Russland       | Dserschinsk                     | 128 m                                          | hyperbolischer Mast |
| Weichsel-Freileitungskreuzung Tarchomin-Lomianki                                                                 | ?                            | Polen          | Tarchomin–Lomianki              | 127 m (Tarchomin), 121 m (Lomianki)            | |
| Dnepr-Freileitungskreuzung Energodar 2                                                                           | 1984                         | Ukraine        | Energodar                       | 126 m                                          | Masten auf Caissons |
| Oder-Freileitungskreuzung Skolwin-Inoujście                                                                      | ?                            | Polen          | Skolwin–Inoujście               | 126 m (Skolwin), 125 m (Inoujście)             | |
| Freileitungskreuzungen des Kleinen Belt, Leitung 2                                                               | ?                            | Dänemark       | Middelfart                      | 125,3 m + 119,2 m                              | |
| drei Masten der Wolga-Kreuzung der HGÜ Ekibastus–Zentrum                                                         | 1989–1991                    | Russland       | bei Wolsk                       | 124 m                                          | |
| Bosporus-Leitungskreuzung 2                                                                                      | 1983                         | Türkei         | Istanbul                        | 124 m                                          | |
| Freileitungskreuzungen des Kleinen Belt, Leitung 1                                                               | ?                            | Dänemark       | Middelfart                      | 119,5 m + 113,1 m                              | |
| Rheinquerung bei Duisburg-Rheinhausen                                                                            | 1926                         | Deutschland    | Duisburg-Rheinhausen            | 118,8 m                                        | Masten mit sechs Traversen |
| Rhein-Freileitungskreuzung Duisburg-Wanheim                                                                      | ?                            | Deutschland    | Duisburg-Wanheim                | 122 m                                          | |
| Anschluss des Umspannwerkes Asslar sowie eines Abzweiges nach Dillenburg an die 380-kV-Leitung Dauersberg–Gießen | ?                            | Deutschland    | in der Nähe vom Wetzlarer Kreuz | ?                                              | Zwei direkt aufeinanderfolgende 380-kV-Abzweigmasten |
| Elbe-Freileitungskreuzung Bullenhausen                                                                           | ?                            | Deutschland    | Bullenhausen                    | 117 m                                          | |
| Weichsel-Freileitungskreuzung Lubaniew-Bobrowniki                                                                | ?                            | Polen          | Lubaniew/Bobrowniki             | 117 m                                          | |
| Weichsel-Freileitungskreuzung Świeże Górne-Rybakow                                                               | ?                            | Polen          | Świeże Górne/Rybaków            | 116 m                                          | |
| Weichsel-Freileitungskreuzung Ostrówek-Tursko                                                                    | ?                            | Polen          | Ostrówek/Tursko                 | 115 m                                          | |
| Bosporus-Leitungskreuzung 1                                                                                      | 1957                         | Türkei         | Istanbul                        | 113 m                                          | |
| Weserquerungen Bremen-Industriehafen                                                                             | 1972–1974 (Drehstromleitung) | Deutschland    | Bremen                          | 111 m                                          | zwei parallel verlaufende Leitungen (Bahnstrom + Drehstrom) |
| Rheinquerung bei Wittlaer                                                                                        | ?                            | Deutschland    | Wittlaer                        | 110 m                                          | |
| Weichsel-Freileitungskreuzung Nowy Bógpomóż–Probostwo Dolne                                                      | ?                            | Polen          | Nowy Bógpomóż/Probostwo Dolne   | 111 m (Probostwo Dolne), 109 m (Nowy Bógpomóż) | |
| 380-kV-Ems-Freileitungskreuzung                                                                                  | ?                            | Deutschland    | Mark (südlich von Weener)       | 110 m                                          | |
| Daugava-Freileitungskreuzung                                                                                     | 1975                         | Lettland       | Riga                            | 110 m                                          | |
| Weichsel-Freileitungskreuzung Regów–Gołąb                                                                        | ?                            | Polen          | Regów/Gołąb                     | 108 m                                          | |
| Ameren UE Tower                                                                                                  | ?                            | USA            | St. Louis, Missouri             | 106 m                                          | Funkturm mit Traversen für Leiterseile |
| Rheinquerung bei Orsoy                                                                                           | ?                            | Deutschland    | Orsoy                           | 105 m                                          | |
| Limfjord-Freileitungskreuzung 1                                                                                  | ?                            | Dänemark       | Raerup                          | 101,2 m                                        | |
| Dnepr-Freileitungskreuzung Energodar 1                                                                           | 1977                         | Ukraine        | Energodar                       | 100 m                                          | Masten auf Caissons |
| Freileitungsmasten am Hoover Dam                                                                                 | 1930er                       | USA            | Hoover Dam                      | 100 m                                          | Um 45° bis 90° geneigte Hochspannungsmasten |
| Swine-Freileitungskreuzung Swinemünde                                                                            | 2009                         | Polen          | Świnoujście                     | 99 m                                           | höchste Stahlrohrmasten Europas |
| Rhein-Freileitungskreuzung Reisholz                                                                              | 1917                         | Deutschland    | Düsseldorf                      | 88 m                                           | unter dem östlichen Mast der Rhein-Freileitungskreuzung Reisholz läuft eine Bahnlinie hindurch |
| Strelasund-Freileitungskreuzung                                                                                  | ?                            | Deutschland    | Sundhagen                       | 85 m                                           | |
| Abspannmast im Stausee von Santa Maria                                                                           | 1959                         | Schweiz        | Stausee von Santa Maria         | 75 m                                           | Abspannmast in einem Stausee |
| Anlage 4101, Mast 93                                                                                             | 1975                         | Deutschland    | Brühl                           | 74,84 m                                        | trug bis 2010 eine Aussichtskanzel |
| Masttripel von Saporischschja                                                                                    | 1945–1949                    | Ukraine        | Saporischschja                  | 74,5 m                                         | zwei Dreifachportalmasten für eine Freileitung von der Insel Chortyzja zum Ostufer des Dnepr |
| Aggersund-Freileitungskreuzung der HGÜ Cross-Skagerrak                                                           | 1977                         | Dänemark       | Aggersund                       | 70 m                                           | höchste Masten einer HGÜ in Europa |
| Rheinquerung bei Leverkusen und Köln-Niehl                                                                       | ?                            | Deutschland    | Leverkusen / Köln-Niehl         | ?                                              | |
| Überspannung des Eyachtals                                                                                       | 1992                         | Deutschland    | Höfen an der Enz                | 70 m                                           | längste Spannweite einer Freileitung in Deutschland (1444 Meter) |
| Freileitungskreuzung der Carquinez-Straße                                                                        | 1901                         | USA            | Benicia                         | 68 m + 20 m                                    | erste Freileitungskreuzung einer größeren Wasserstraße |
| Mast 1 der vom Heizkraftwerk Reuter West abgehenden Leitung                                                      | ?                            | Deutschland    | Berlin                          | 61,3 m                                         | schornsteinähnlicher Betonmast mit Stahlfachwerktraversen |
| Mast 310 der Leitung Innertkirchen–Littau–Mettlen                                                                | 1990                         | Schweiz        | Littau                          | 59,5 m                                         | höchster Freileitungsmast aus Schleuderbeton |
| Mast 24 der Leitung Watari–Kaschiwaba                                                                            | ?                            | Japan          | Uchihara, Ibaraki               | 45 m                                           | Mast, unter dessen Beinen eine zweispurige Straße hindurchläuft |
| Mast 4ZO251B | ?                            | Großbritannien | Stalybridge                     | ?                                              | überspannt den Huddersfield Narrow Canal als wahrscheinlich einziger Freileitungsmast, unter dem man mit einem Boot hindurchfahren kann                                                                    |
| Schiefer Mast von Mingjian                                                                                       | ?                            | Taiwan         | Mingjian                        | ?                                              | Mahnmal für das Jiji-Erdbeben 1999 |
| Pink Pylon | ?                            | Großbritannien | Ashworth Valley                 | ?                                              | Mast, der für den Film „Among Giants“ 1998 rosa gestrichen wurde, 2003 abgerissen |
| Anlage 2610, Mast 69                                                                                             | ?                            | Deutschland    | Bochum                          | 47 m                                           | mit Kugeln dekorierter Tragmast einer 220-kV-Leitung der RWE im Ruhr-Park |
| Freileitungsmast über der Bahnlinie Blankenheim–Klostermansfeld                                                  | ?                            | Deutschland    | Hergisdorf                      | ?                                              | Freileitungsmast unter dessen Beinen eine Eisenbahnlinie hindurchführt |
| Source | ?                            | Frankreich     | Amnéville les Thermes           | 34 m / 28 m                                    | vier als Kunstwerke hergerichtete Freileitungsmasten |
| Mickeymast | 1996                         | USA            | Celebration                     | 32 m                                           | Mickeymausartiger Freileitungsmast |
| Rhein-Freileitungskreuzung Hirzenach-Oberkestert                                                                 | 1936                         | Deutschland    | Hirzenach, Oberkestert          | ?                                              | 734 Meter lange Rheinquerung mit eigenen Masten für jedes Leiterseil |
| Mast 9108 | 1983                         | Deutschland    | Fulda                           | 20,4 m                                         | einziger Freileitungsmast für 110 kV, der das Dach eines Gebäudes durchbricht, welches keine Schaltanlage o. ä. ist                                                                                        |
| Überspannungen des Sognefjords                                                                                   | 1956                         | Norwegen       | Sognefjord                      | 17                                             | drei Freileitungskreuzungen, Länge 4850 Meter, 4520 Meter und 4500 Meter |
| Überspannung des Fjords von Ameralik                                                                             | 1992                         | Grönland       | Ameralik Fjord                  | ?                                              | 5376-Meter-Fjordüberspannung (Stromleitung mit längster Spannweite) |
| Sender Mertesheim                                                                                                |                              | Deutschland    | Mertesheim                      | 12,7 m                                         | Endmast einer Mittelspannungsfreileitung mit Sendeantenne für UKW-Rundfunk |
| Hengsteysee – Querung der zukünftigen 380-kV-Leitung Kruckel-Dauersberg                                          | vsl. 2022–2025               | Deutschland    | Herdecke, Hagen                 | ?                                              | Das Spannfeld überbrückt einen Längenunterschied von ca. 1000 Metern und einen Höhenunterschied von ca. 100 Metern. Ein Mast steht auf dem an das Nordufer grenzenden Berg, der andere unweit des Südufers |

### Besondere Konstruktionen

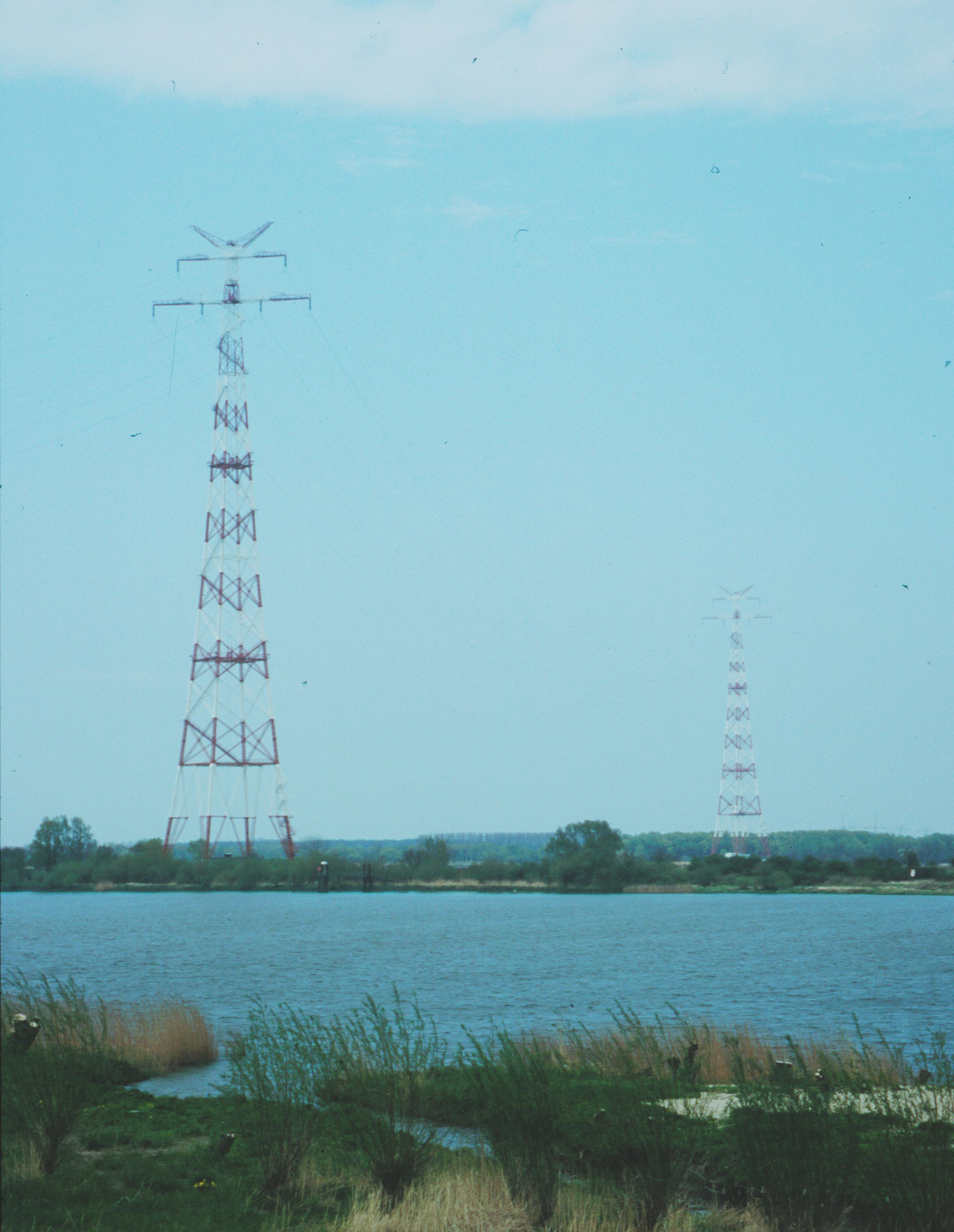
Elbekreuzung 1
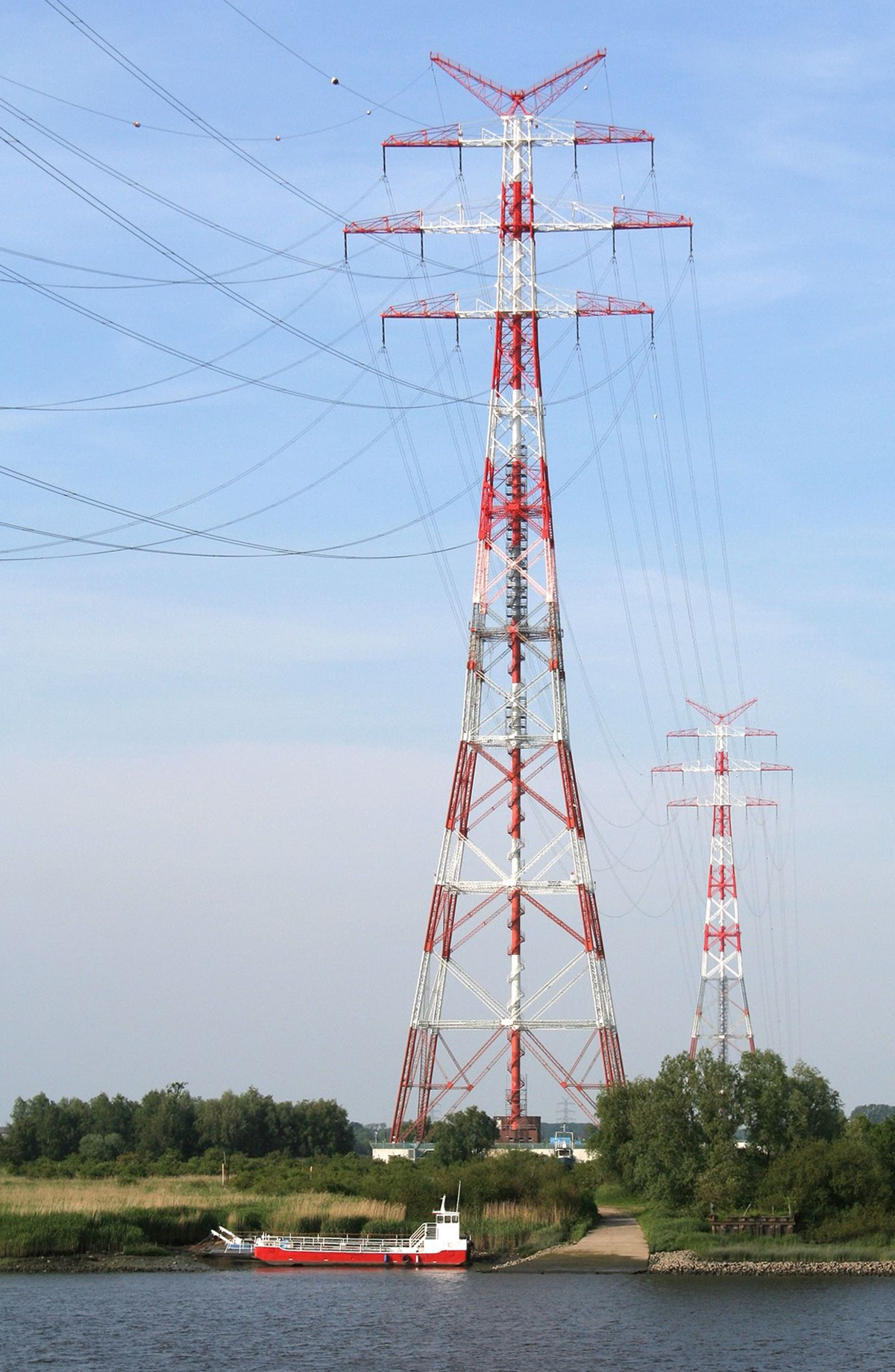
Elbekreuzung 2
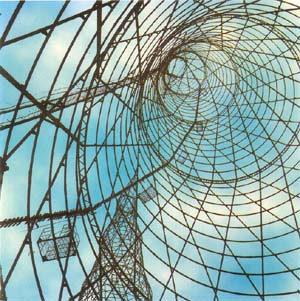
Hyperboloid-Stromleitungsmast
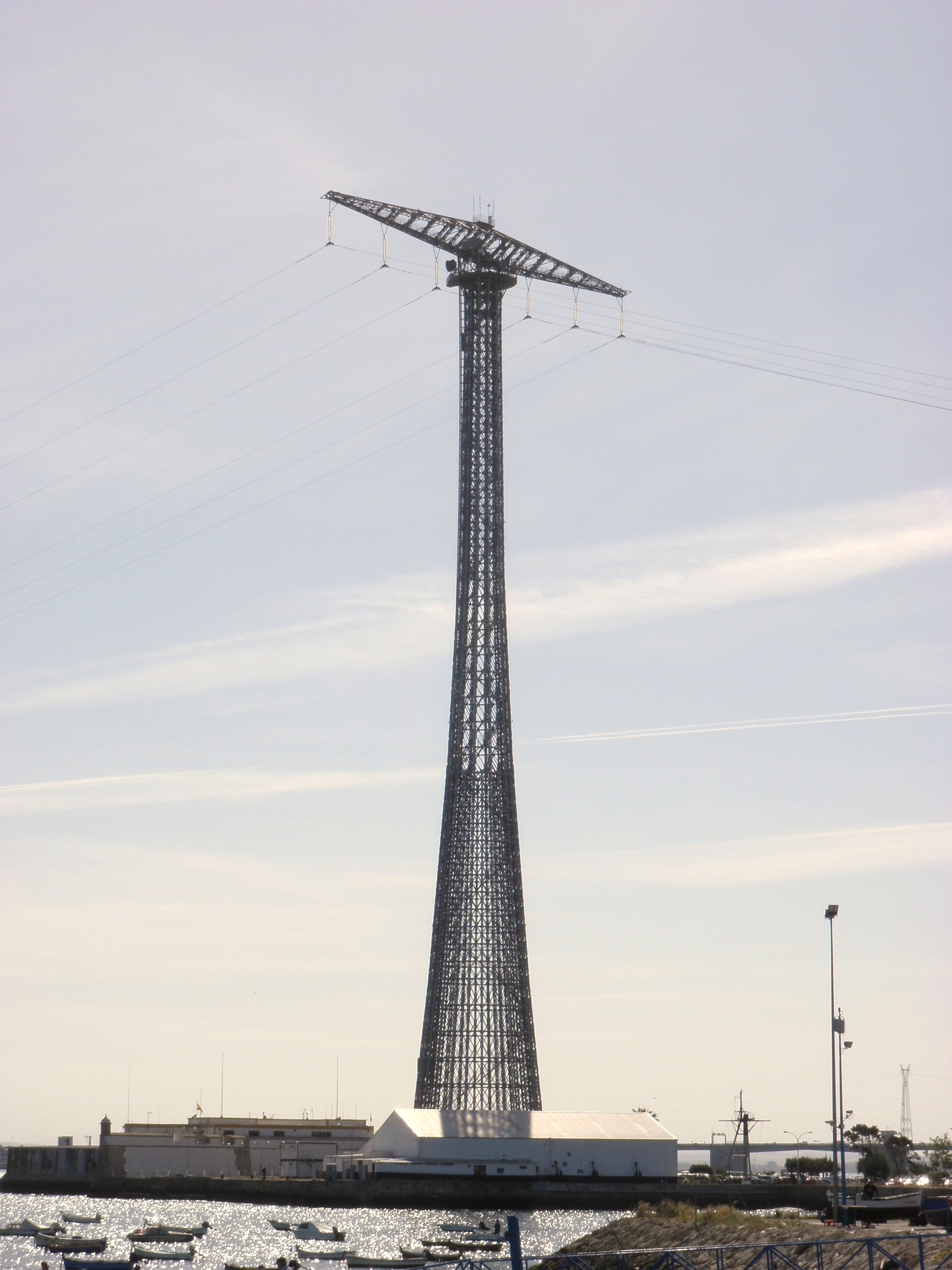
Freileitungsmasten von Cádiz
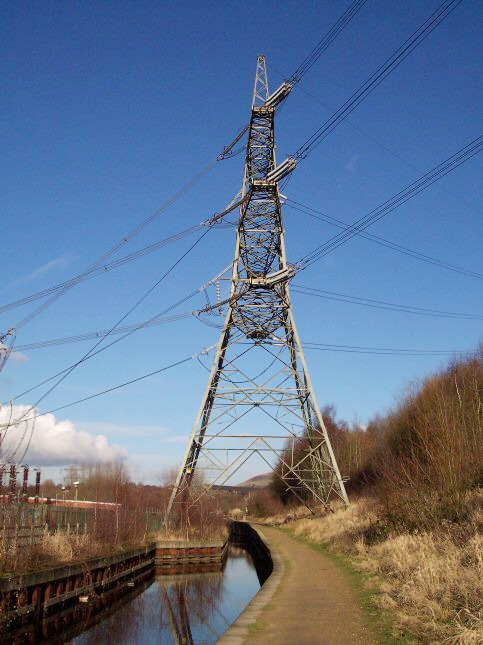
Mast 4ZO251B
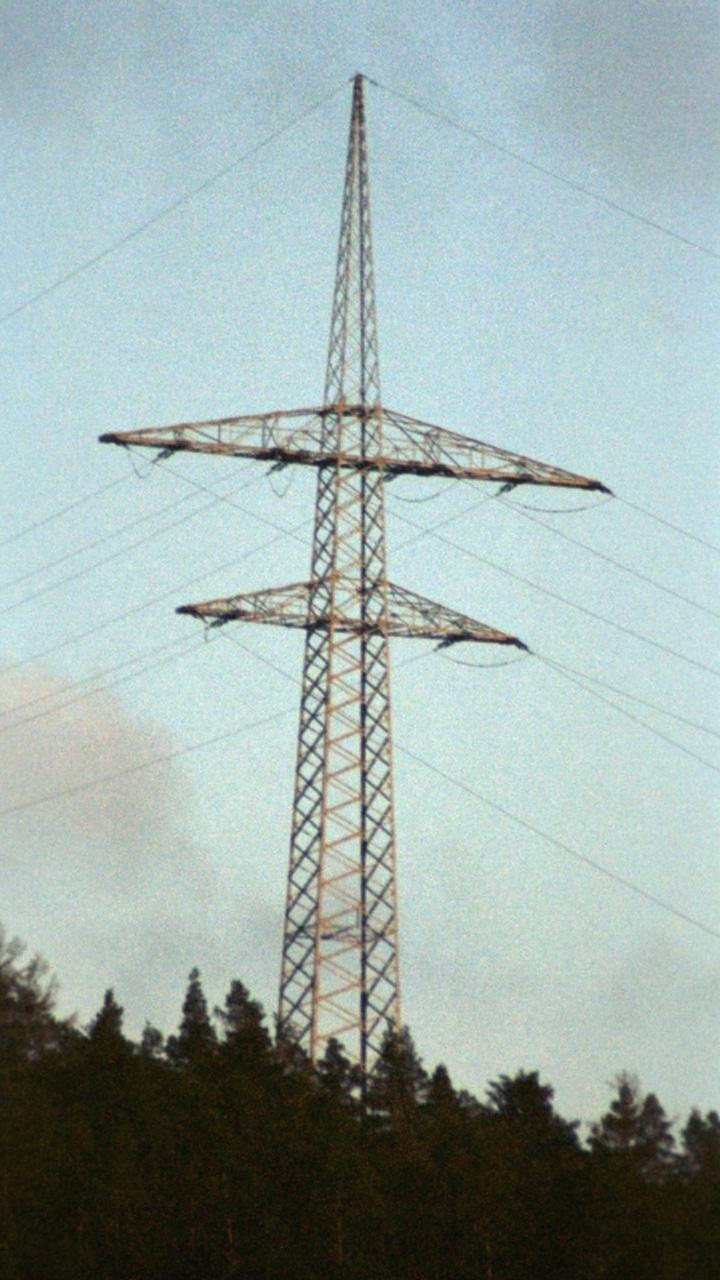
Eyachtal-Überspannung
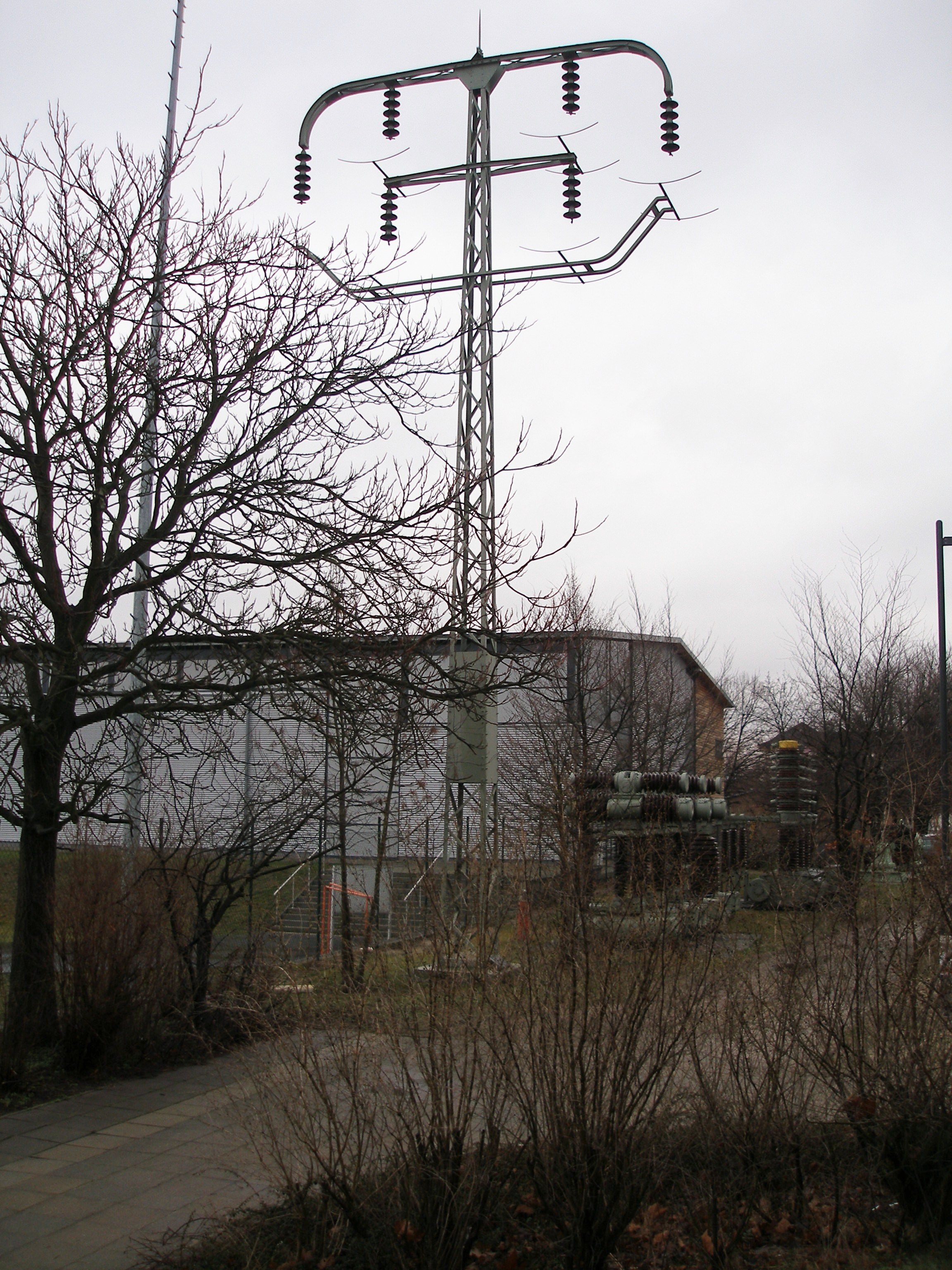
Ehemaliger Tragmast von Deutschlands erster Hochspannungsleitung Lauchhammer – Riesa
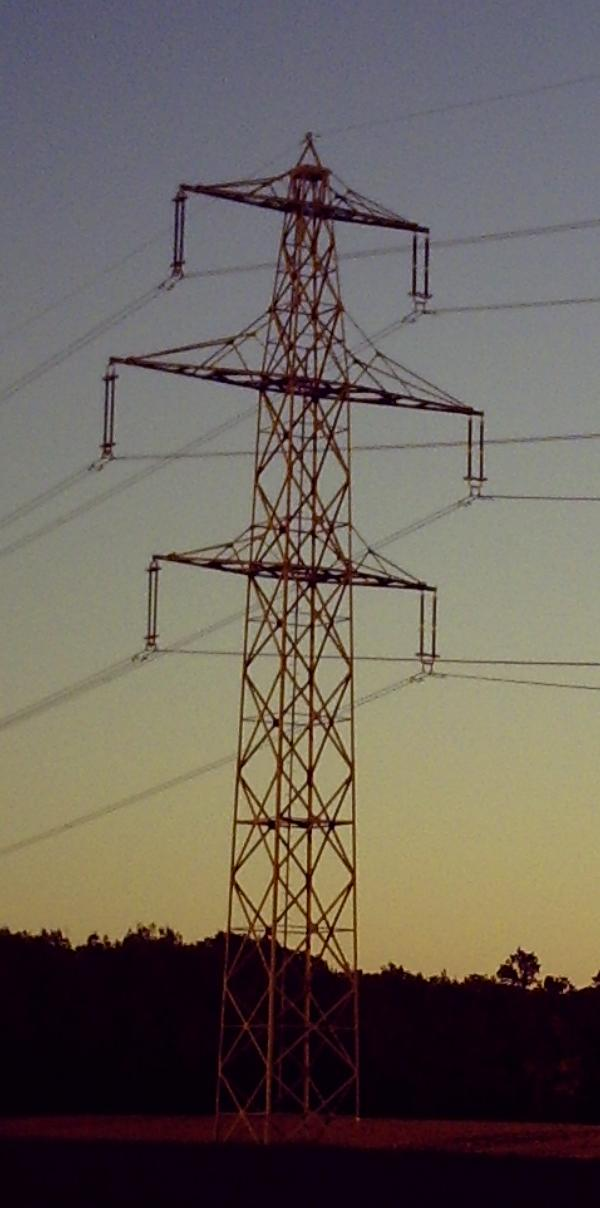
C3-Mast der Nord-Süd-Leitung
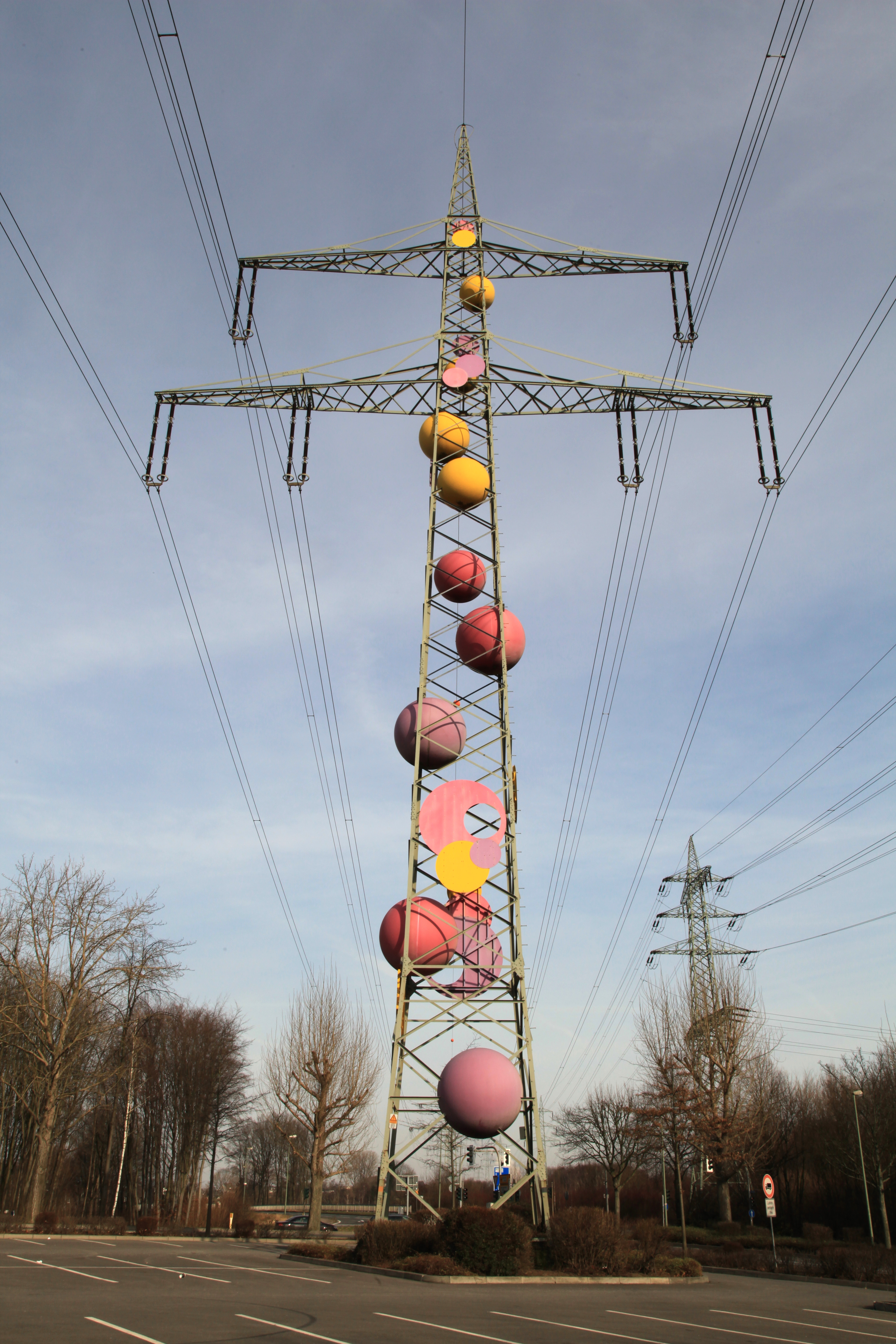
Skulptur „Geometrische Durchdringung“ in Bochum
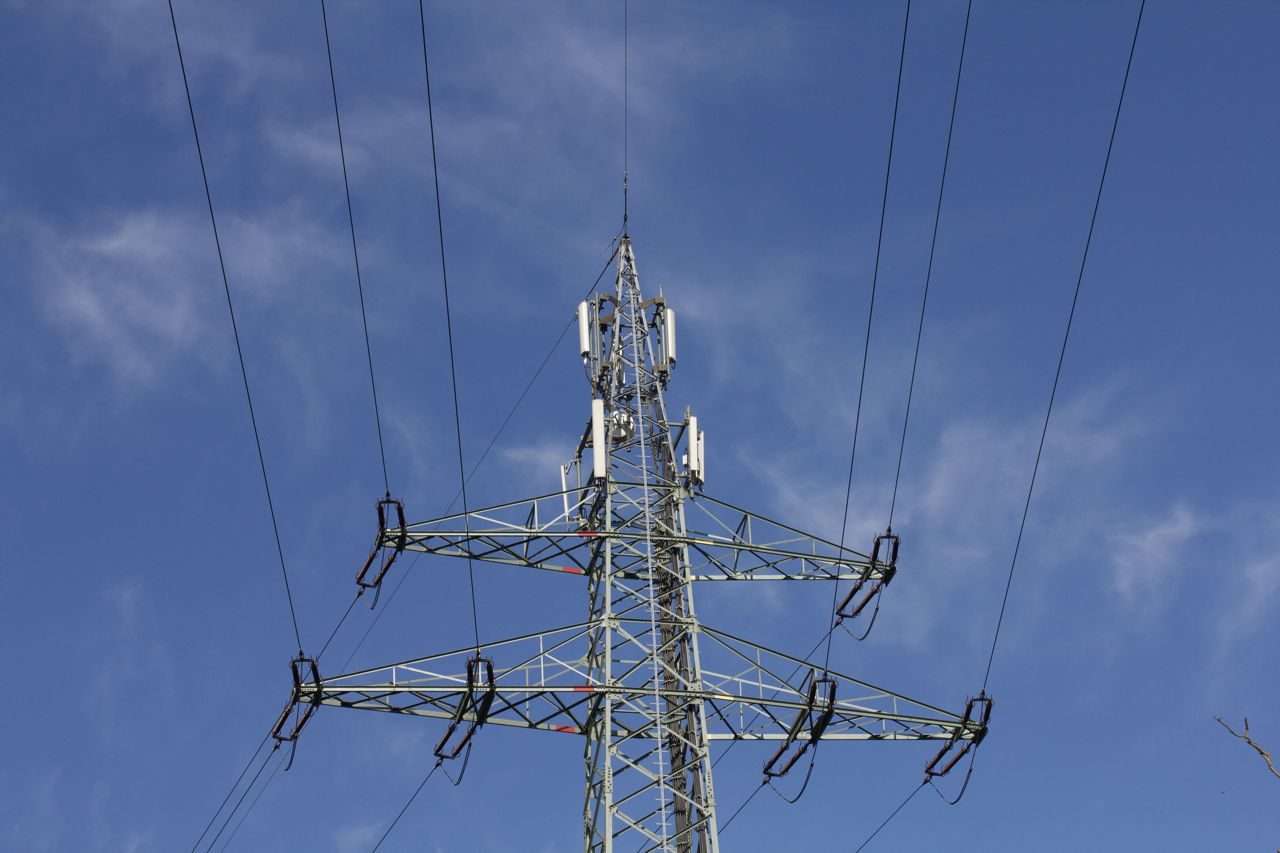
Mast mit Mobilfunkantennen
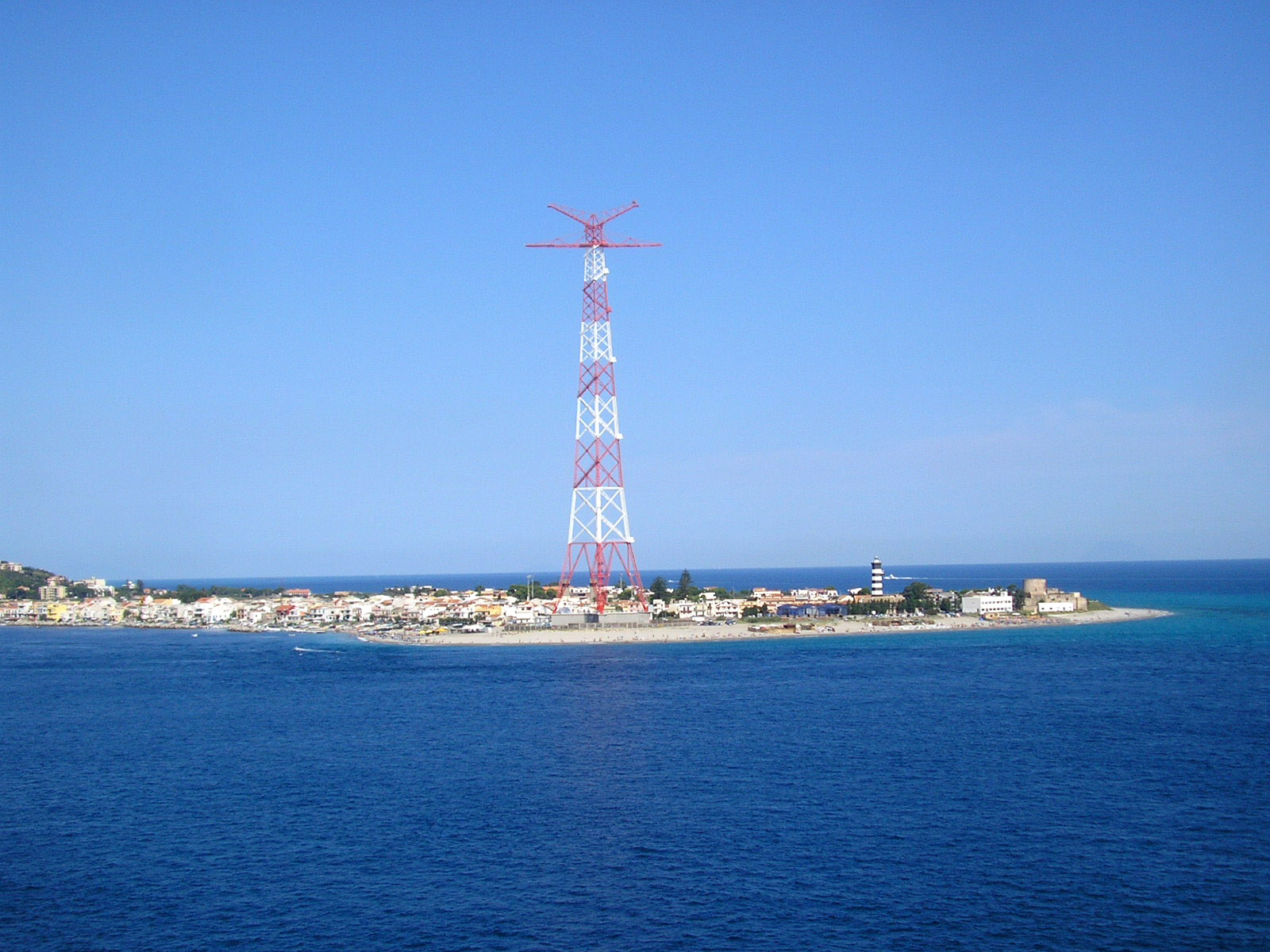
Mast an der Straße von Messina
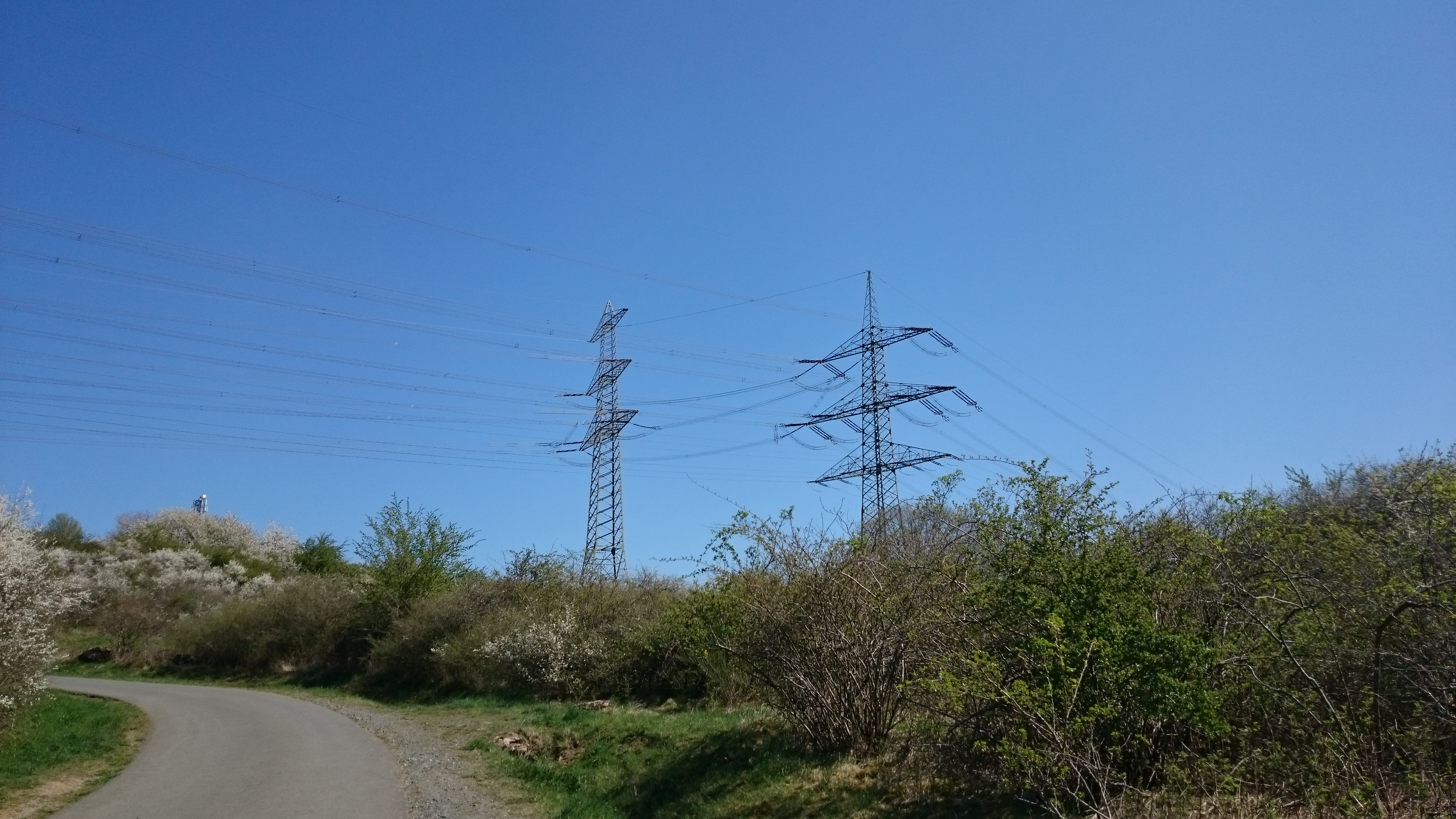
380-kV-Abzweig bei Aßlar
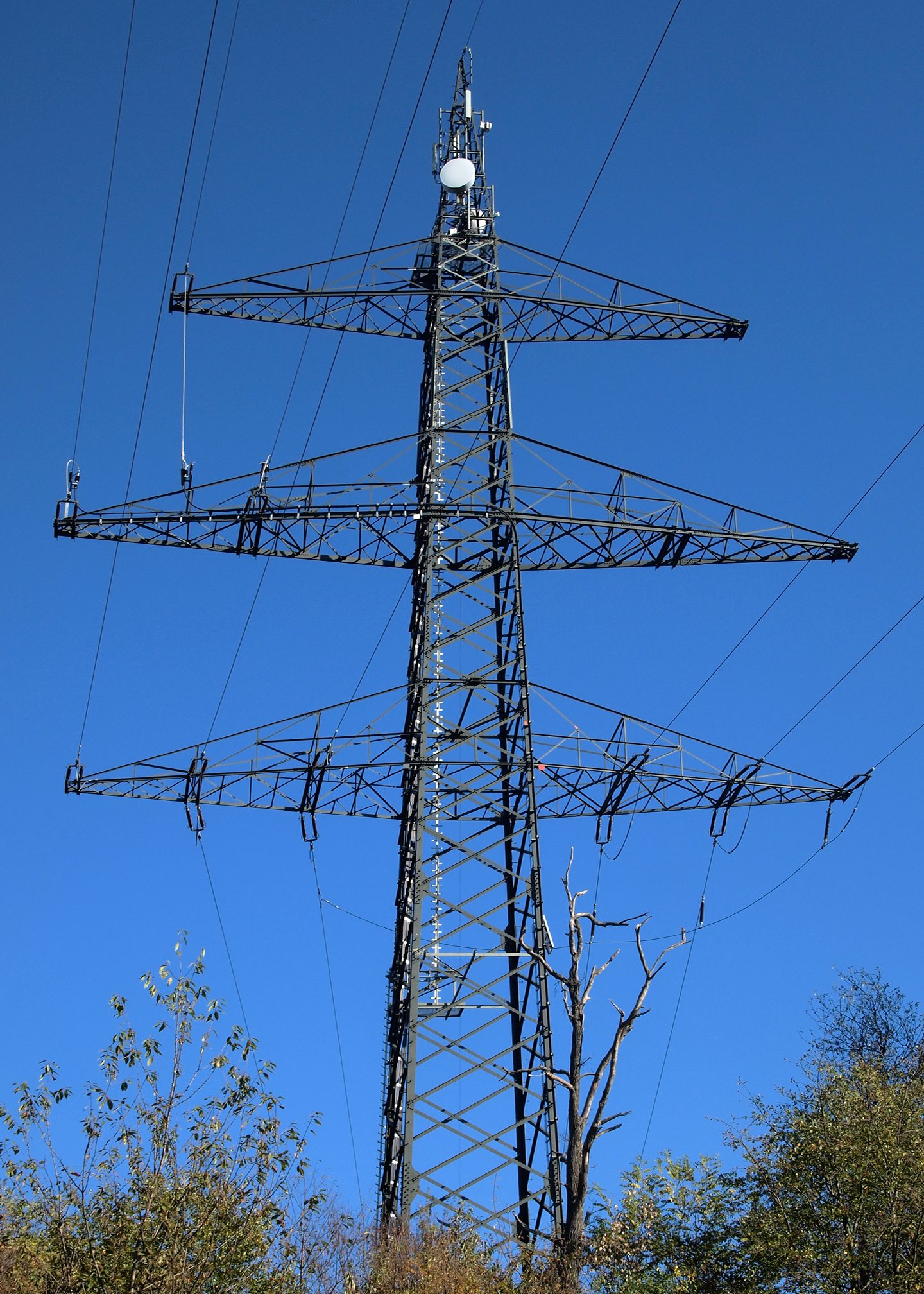
Höchstspannungsmast mit Mittelspannung, vierleitriger Hochspannung und Mobilfunk
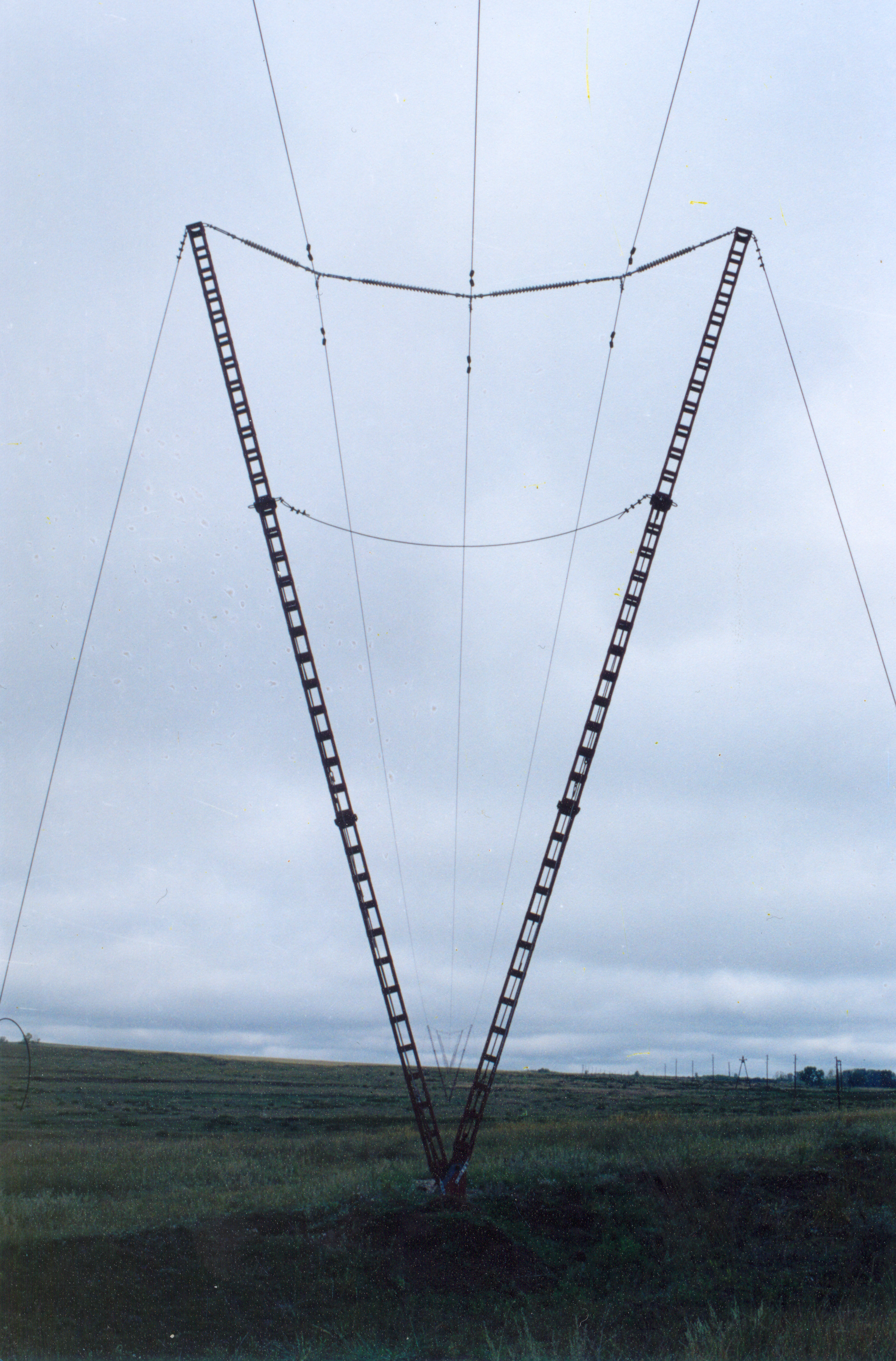
abgespannter Mast mit Isolatorenkette als Leiteraufhängung
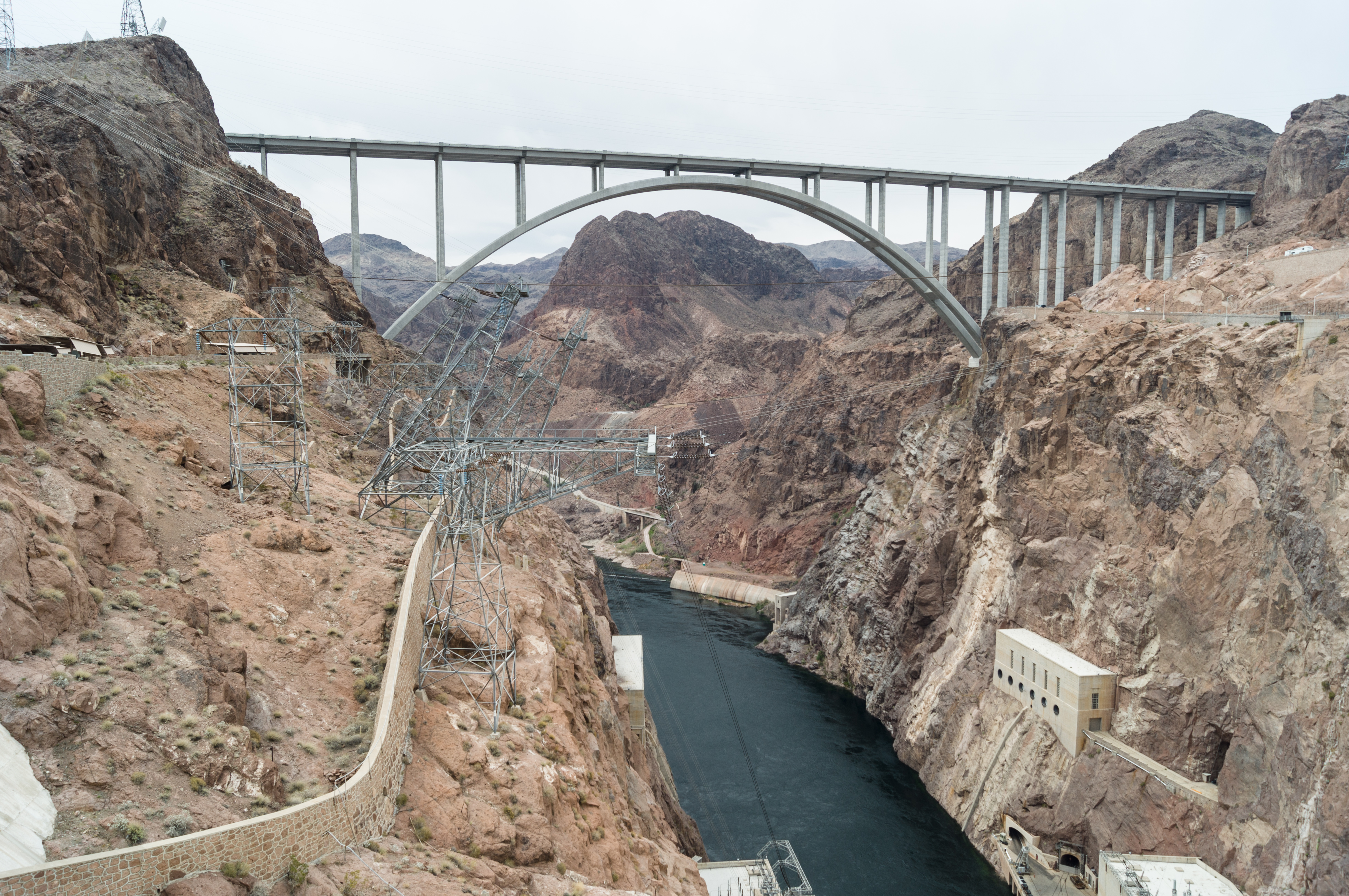
Geneigte und horizontale Strommasten am Hoover-Damm
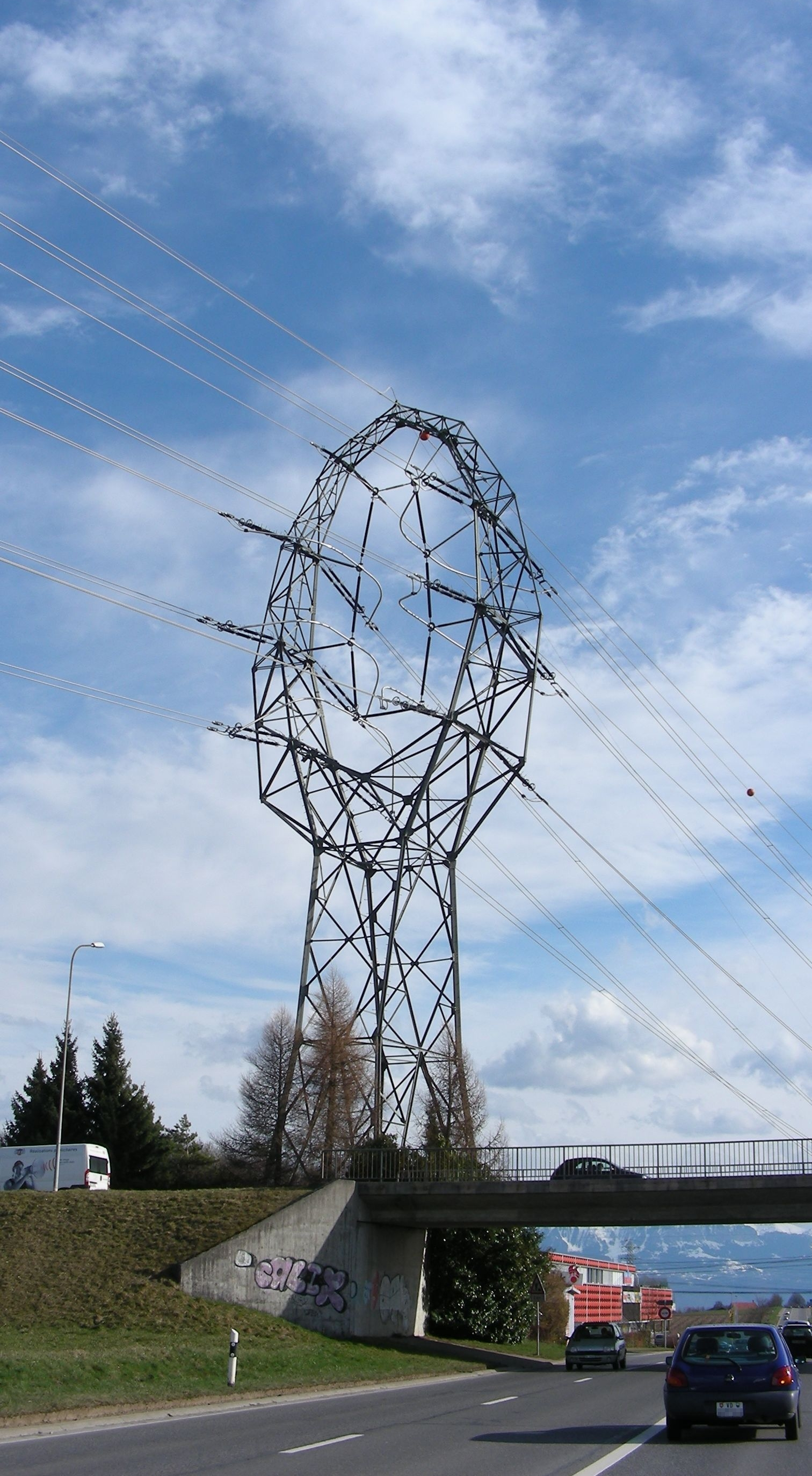
Außergewöhnlicher Freileitungsmast beim Umspannwerk Romanel in der Westschweiz